# Église Saint-François-de-la-Vigne de Venise

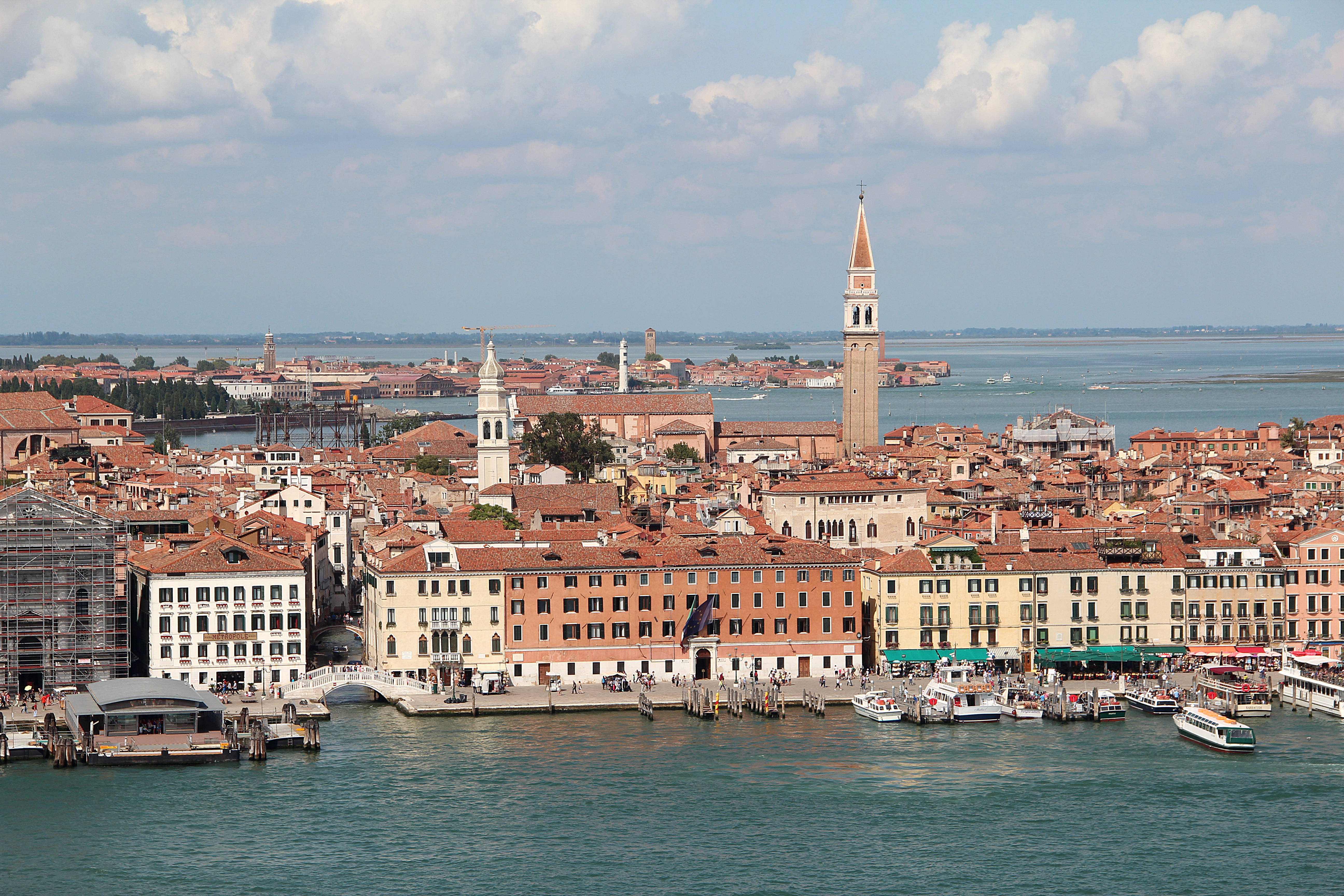
L'église Francesco della Vigna vue du campanile de la basilique San Giorgio Maggiore.

Pour les articles homonymes, voir Église Saint-François et Église San Francesco.
L'église Saint-François-de-la-Vigne (en italien : chiesa San Francesco della Vigna) est la deuxième plus grande église franciscaine à Venise après l'église Santa Maria Gloriosa dei Frari.
Elle est située dans le quartier Castello, non loin de l'Arsenal de Venise.

## Géographie
L'église Saint-François-de-la-Vigne est située à Venise dans le quartier Castello, et plus précisément dans la subdivision contrada santa Giustina. Elle se dresse sur la place San Francesco della Vigna, non loin de l'Arsenal.

## Histoire
Le lieu doit son nom aux vignes qui y étaient cultivées. Le terrain fut donné par Marco Ziani (comte de Rab et fils de Pietro Ziani) en 1253 pour la construction d'un monastère. Une petite chapelle rappelle le lieu où, selon la légende, l'évangéliste Marc trouva refuge et fut salué par un ange avec les paroles suivantes « Pax tibi Marce Evangelista meus », qui devinrent la devise de la Sérénissime.
La première église était de style gothique à trois nefs construite par Marino da Pisa. Un couvent hébergeait les frères mineurs de l'Observance alors que les Frères mineurs conventuels occupaient les Frari de l'autre côté de la ville. Au début du XVIe siècle, il devint nécessaire de restaurer le bâtiment.
Deux raisons principales conduisirent à la reconstruction de l'église : la première fut la réforme de l'ordre franciscain des Observants et la seconde le souhait du doge Andrea Gritti, dont le palais familial voisinait l'église. En 1534, il posa la première pierre du couvent et de l'église qui répondraient aux exigences des habitants qui s'étaient installés dans la zone de l'Arsenal et qui manquaient d'un centre religieux pour pouvoir prier.
Le couvent, conservé par le décret du 28 juillet 1806, a été supprimé le 12 mai 1810, en exécution du décret du royaume d'Italie du 25 avril 1810. L'église est devenue une paroisse et l'est restée après le rétablissement des mineurs Observants en 1836.

## L'extérieur
L'église actuelle fut dessinée dans le style Renaissance par Jacopo Sansovino, conseillé par le moine franciscain Francesco Zorzi (Francesco Giorgio). Les statues de bronze dans les niches de la façade, par Tiziano Aspetti, représentent Moïse et Saint Paul et ont été financées par un legs testamentaire de la famille Grimani. L'architecture de l'église est basée sur le chiffre de la Trinité. La nef devait être large de neuf pas et longue de vingt-sept et les chapelles collatérales larges de trois pas. Sa construction fut commencée en 1534. Son plan sobre en croix latine consiste en une nef unique, obtenue en transformant les deux collatéraux en chapelles, et un chœur profond.
Pour se procurer les fonds nécessaires à la construction, les chapelles furent vendues pour 200-350 ducats aux nobles donateurs qui purent y placer leur blason et s'y faire enterrer avec leur famille. Pour obtenir le droit d'être enterré devant le grand autel, le doge Gritti versa mille ducats.
L'église fut achevée en 1554. En 1542, Vettor Grimani et son frère le cardinal Marino avaient obtenu le droit de construire la façade qui finalement fut confiée par Giovanni Grimani à Andrea Palladio en 1562.
Le monastère est composé de deux cloîtres, le plus important ayant été utilisé comme cimetière. Ici furent enterrés de nombreux nobles vénitiens. Les deux cloîtres offrent aujourd'hui des expositions provisoires et des concerts.
Le campanile, très semblable à celui de Saint-Marc, est un des plus élevés de la ville.

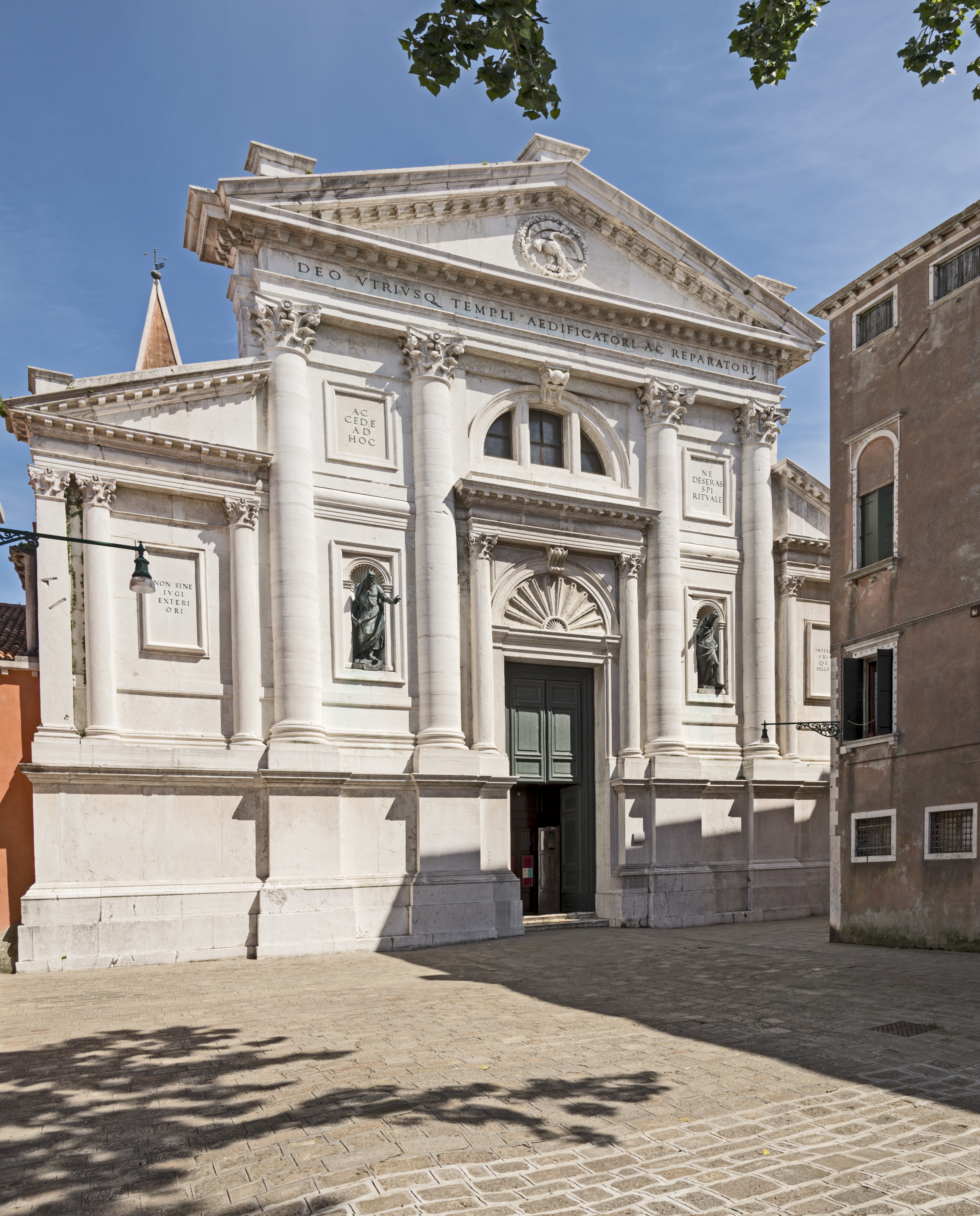
La façade
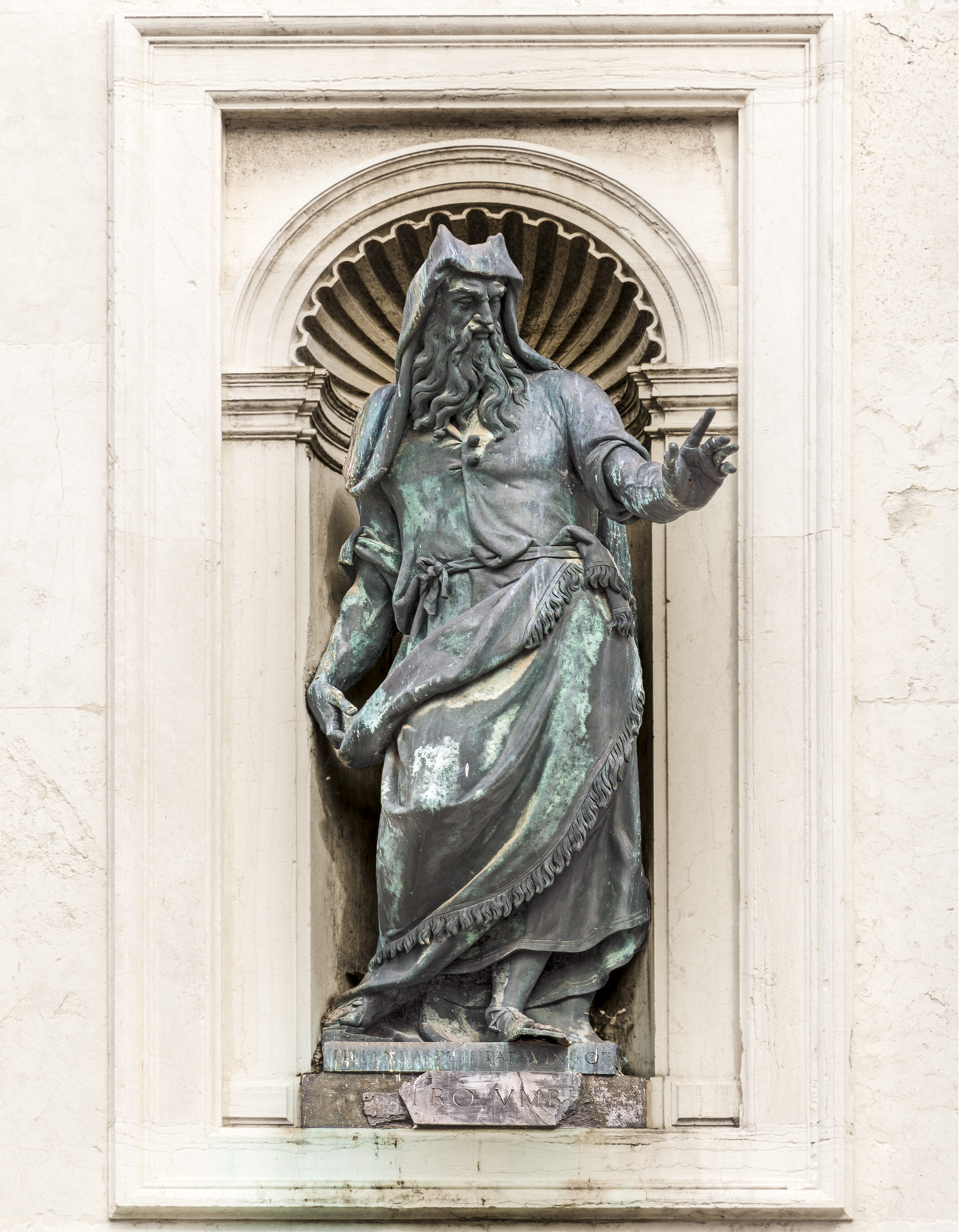
Moïse par Tiziano Aspetti
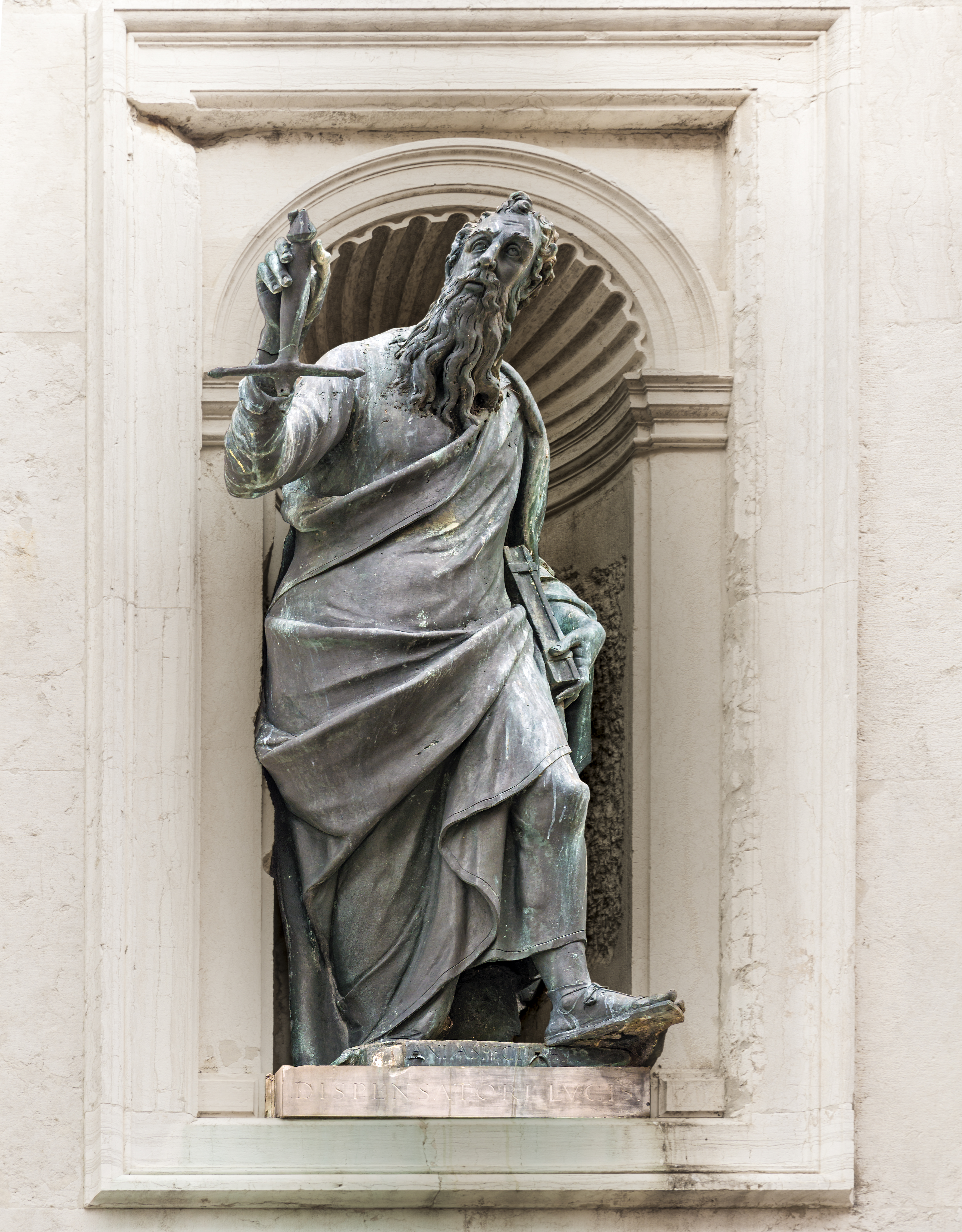
Saint Paul par Tiziano Aspetti
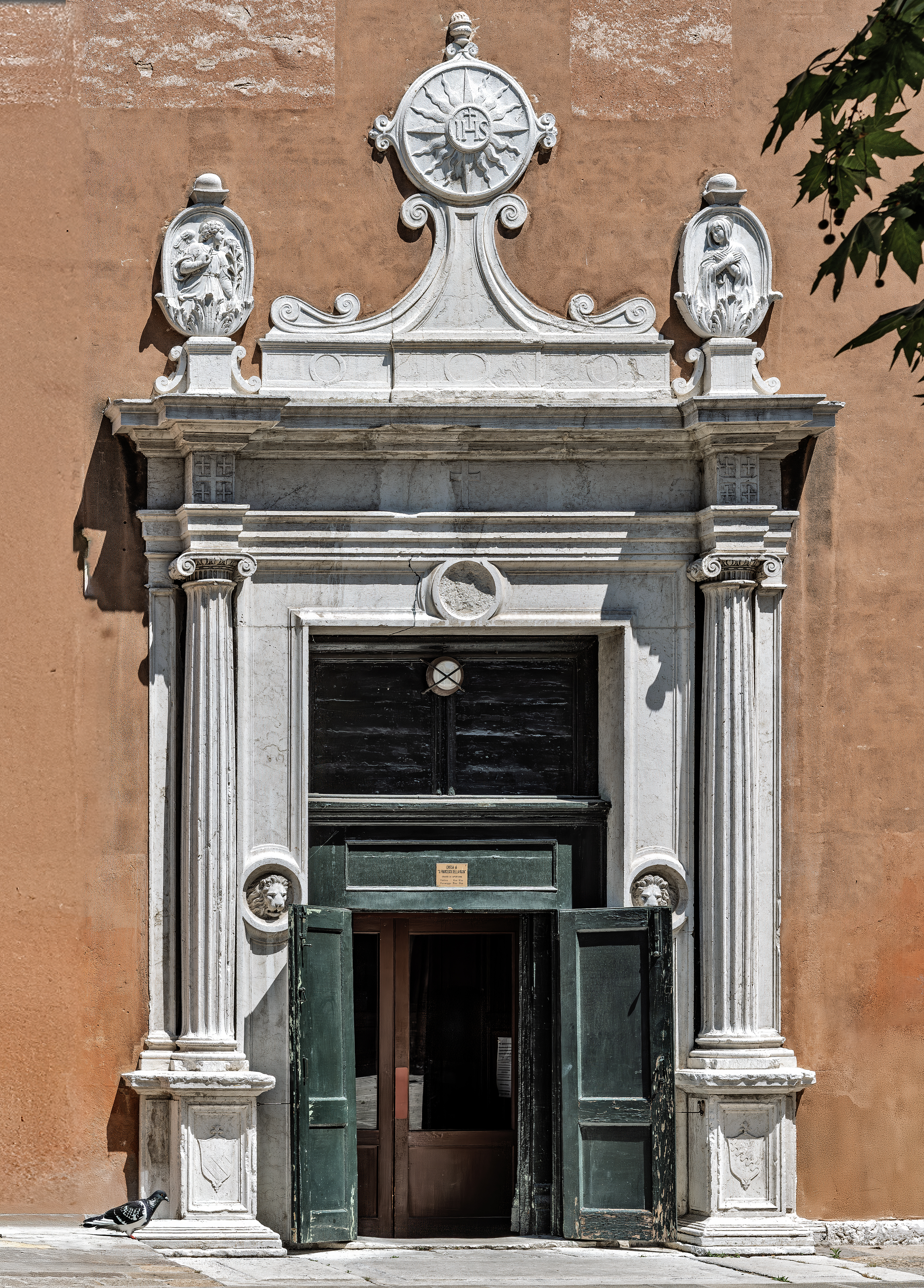
Le portique sur le Campo San Francesco
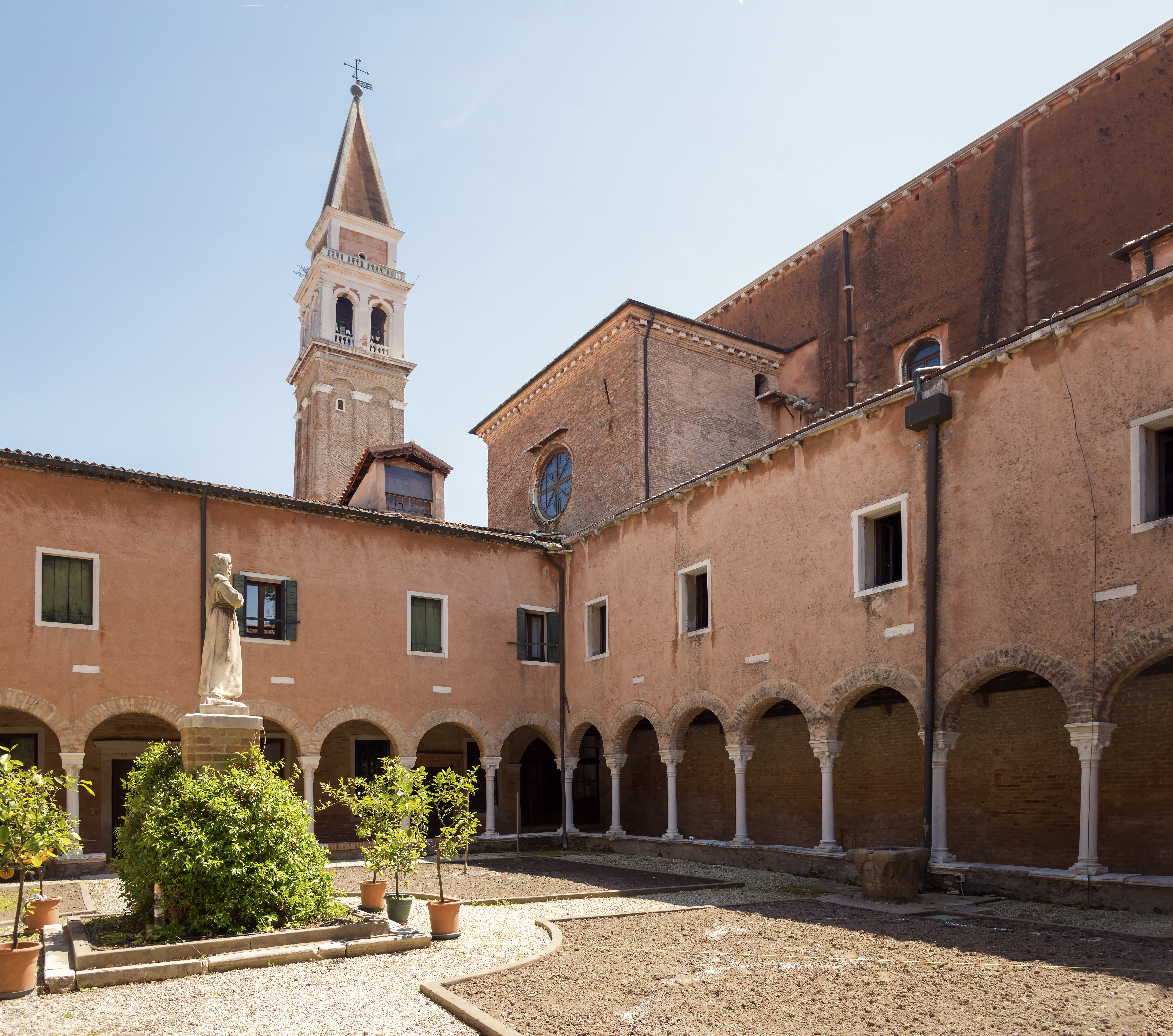
Le 1re cloître
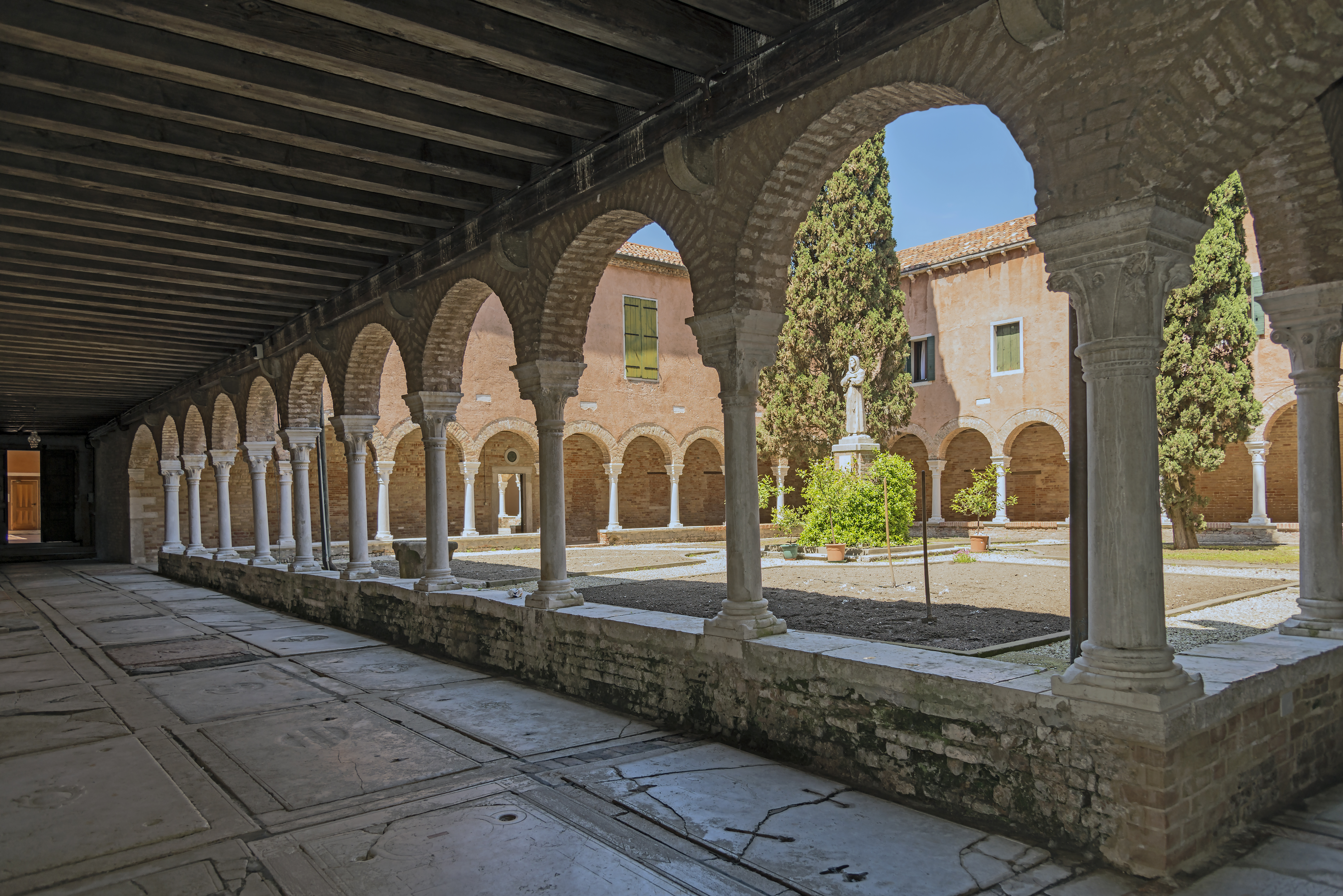
Le 1re cloître
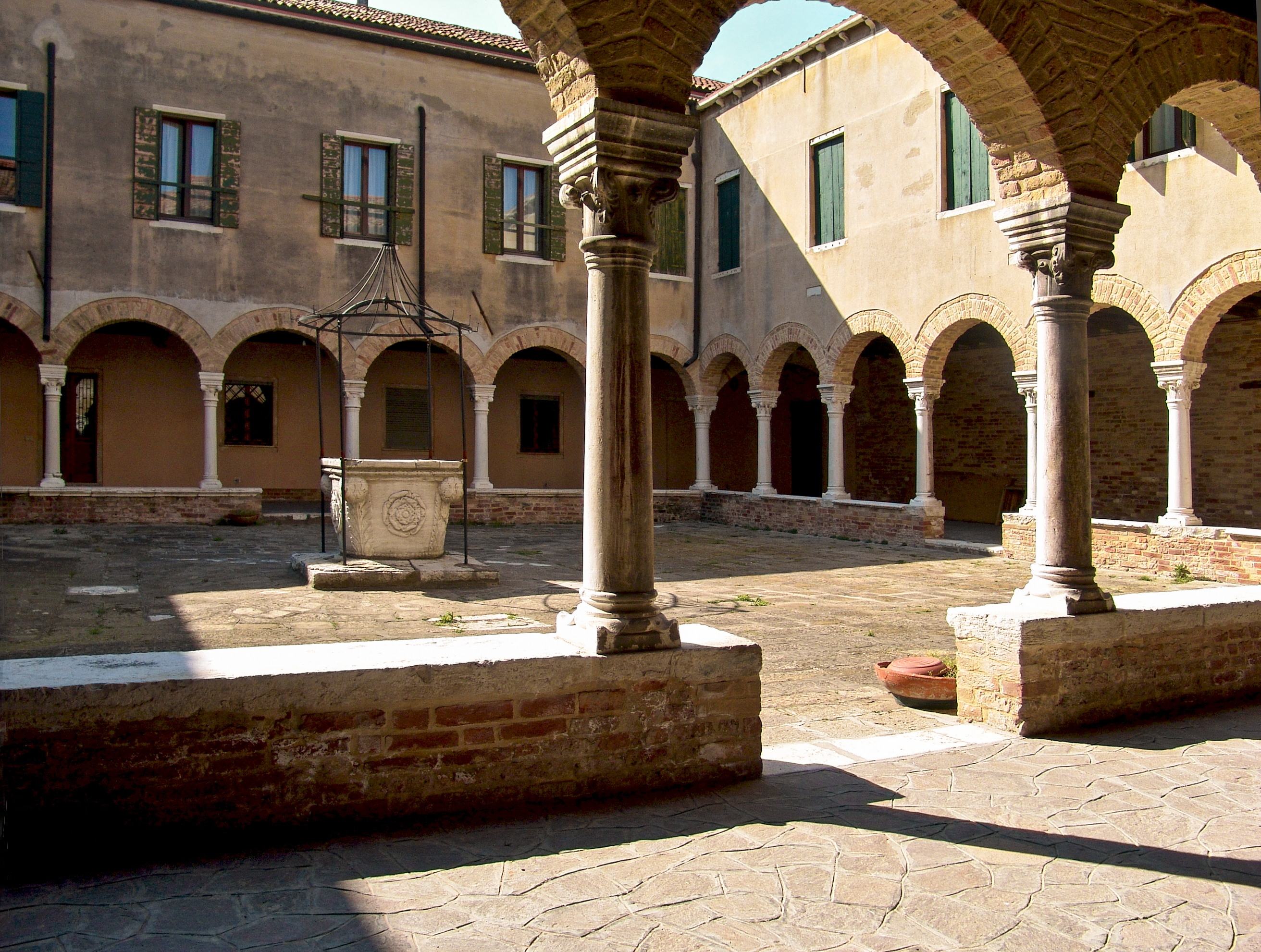
Le second cloître
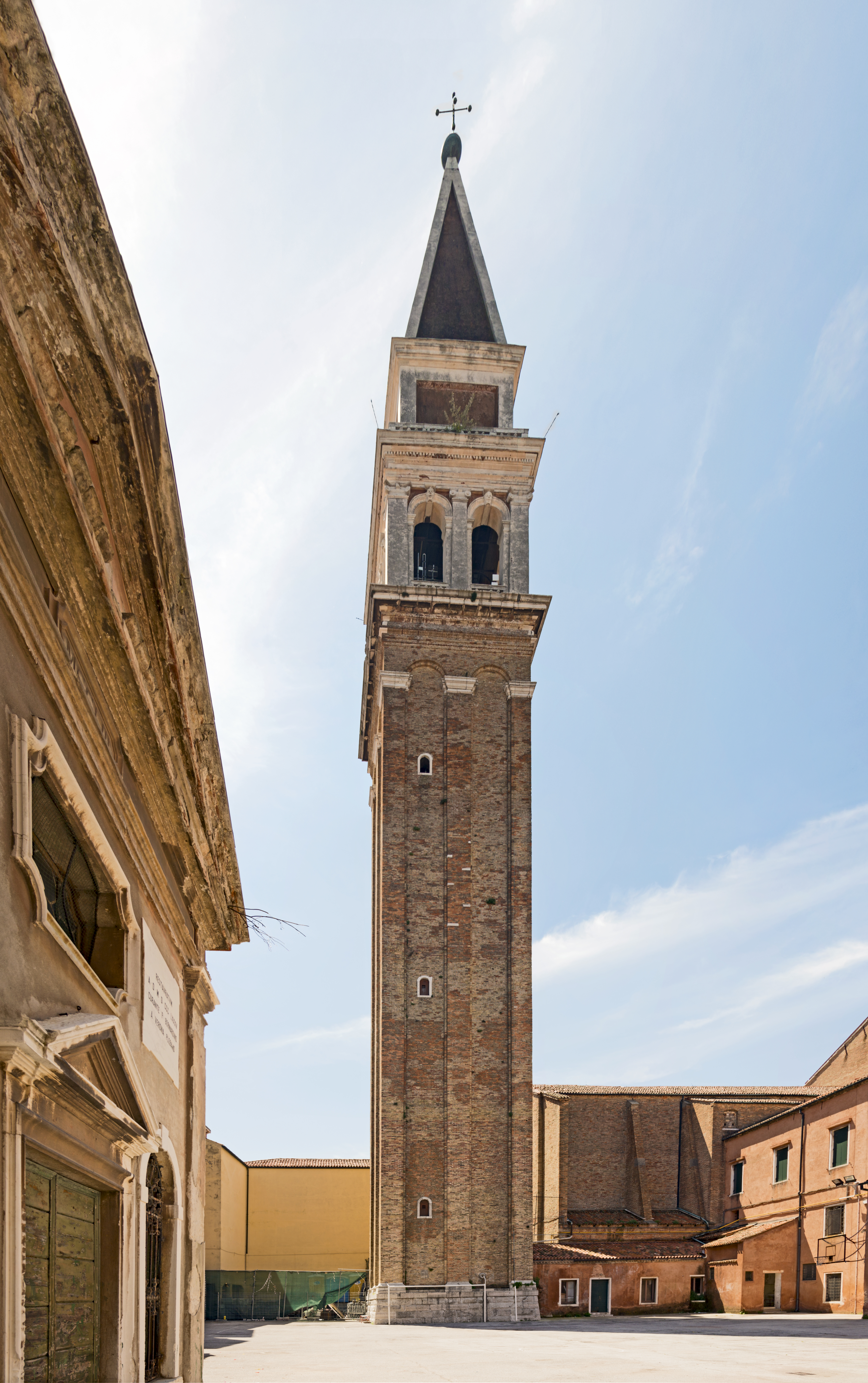
Le campanile
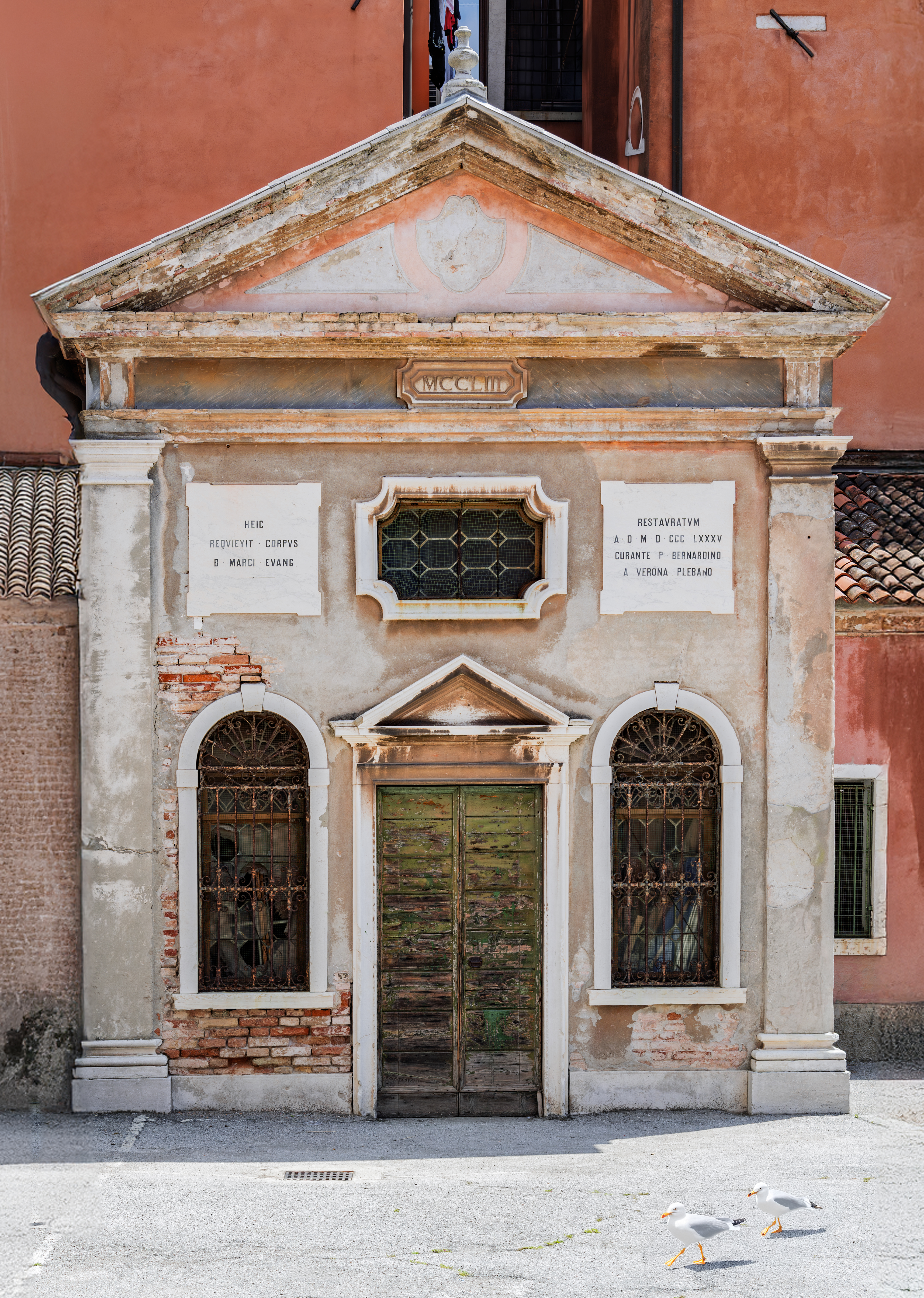
Patronage de San Francesco della Vigna

## L'intérieur
L'intérieur possède la simplicité et la sévérité des églises franciscaines, avec des piliers doriques en pierre d'Istrie. Le chœur, qui, autrefois, était occupé par les moines pendant les messes, se trouve derrière l'autel. On peut y voir le retable de Giuseppe Porta Vierge à l'Enfant et les saints Antoine abbé et Bernard. De part et d'autre de la nef se distribuent les chapelles.

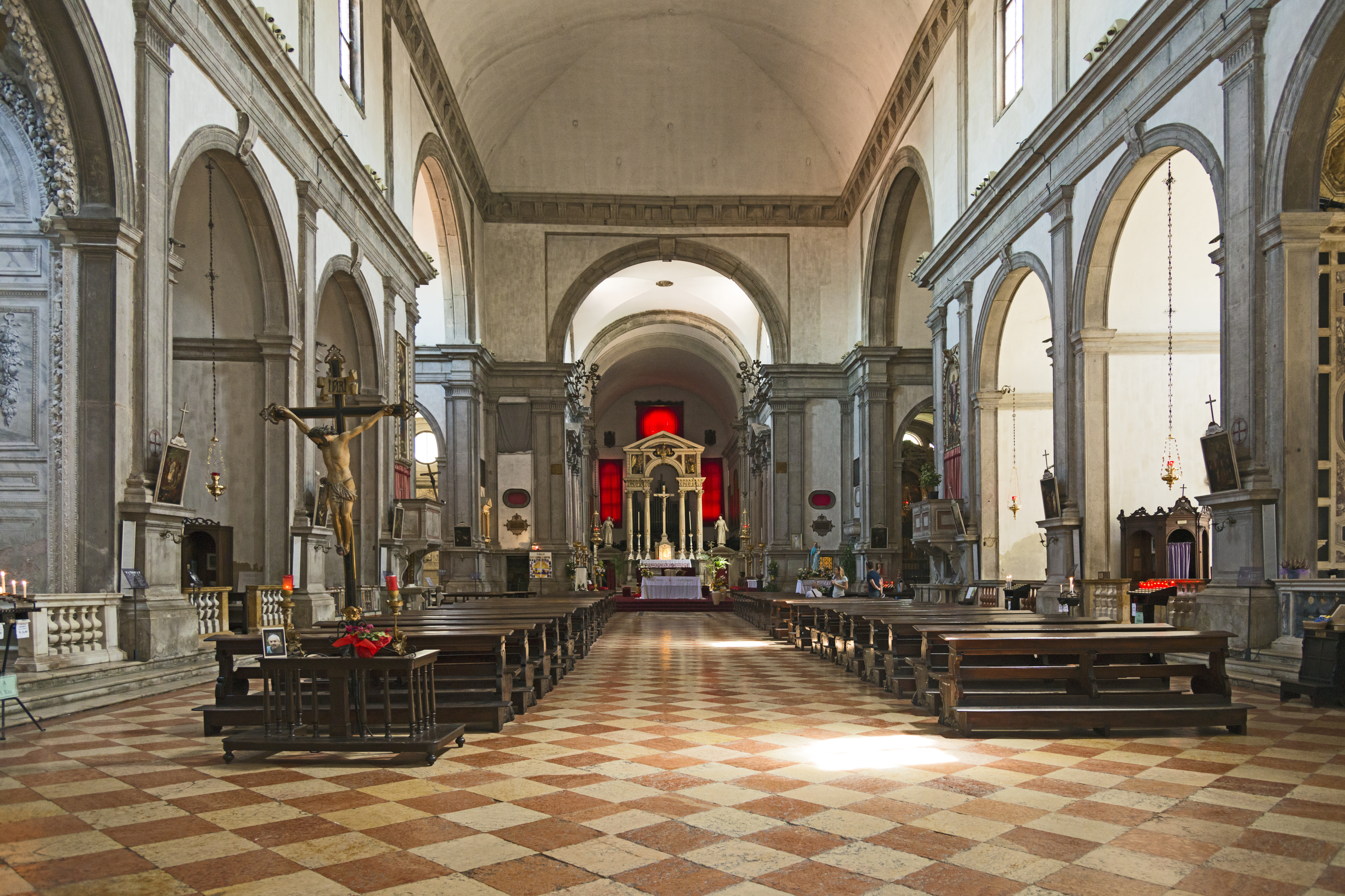
Vue de la nef
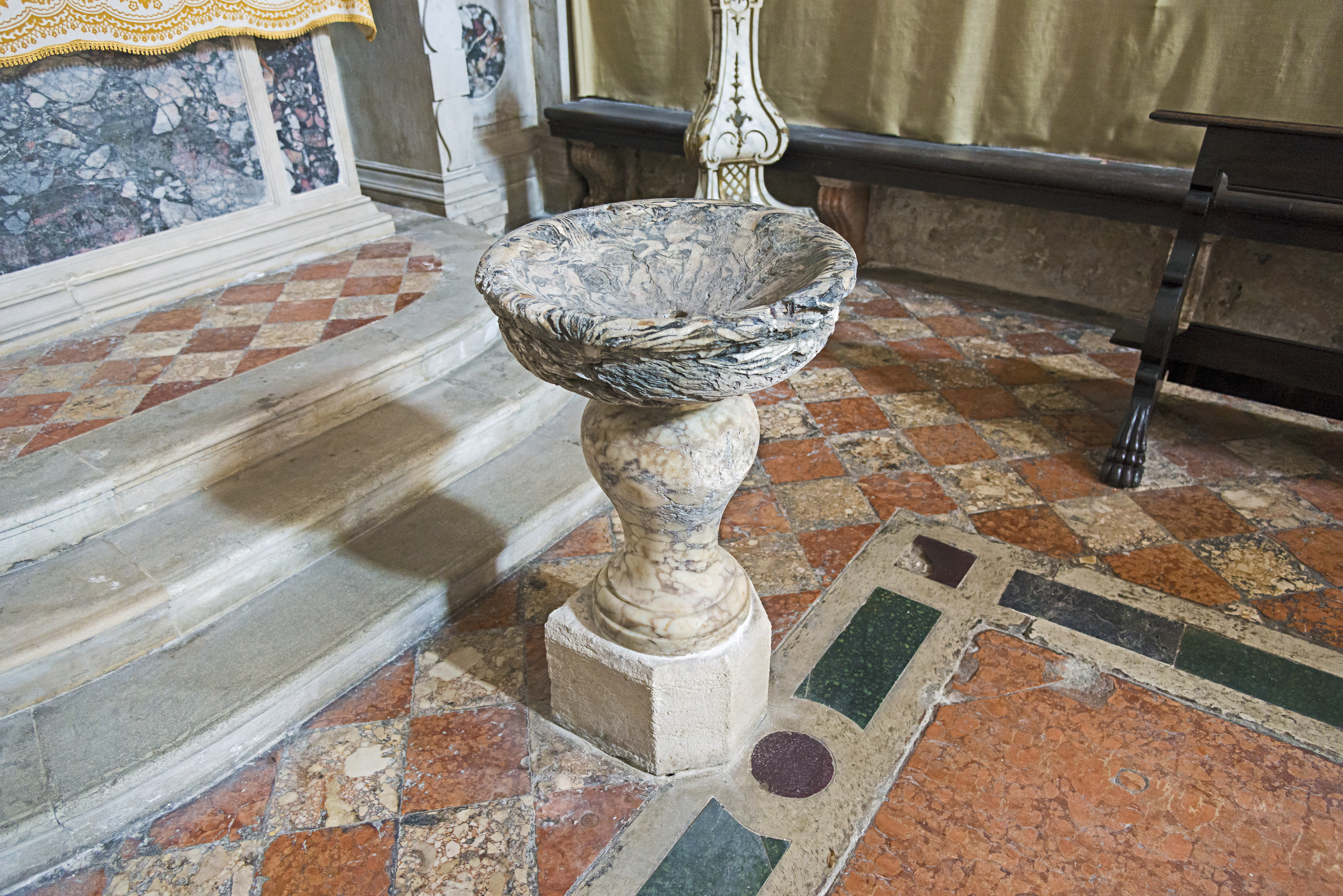
Les fonts baptismaux

### La contre-façade
Deux œuvres remarquables s'y trouvent : à droite du porche d'entrée, un polyptyque de Vivarini qui représente saint Jérôme, Bernardin de Sienne et Louis de Toulouse ; à gauche, une madone byzantine du XIIe siècle.

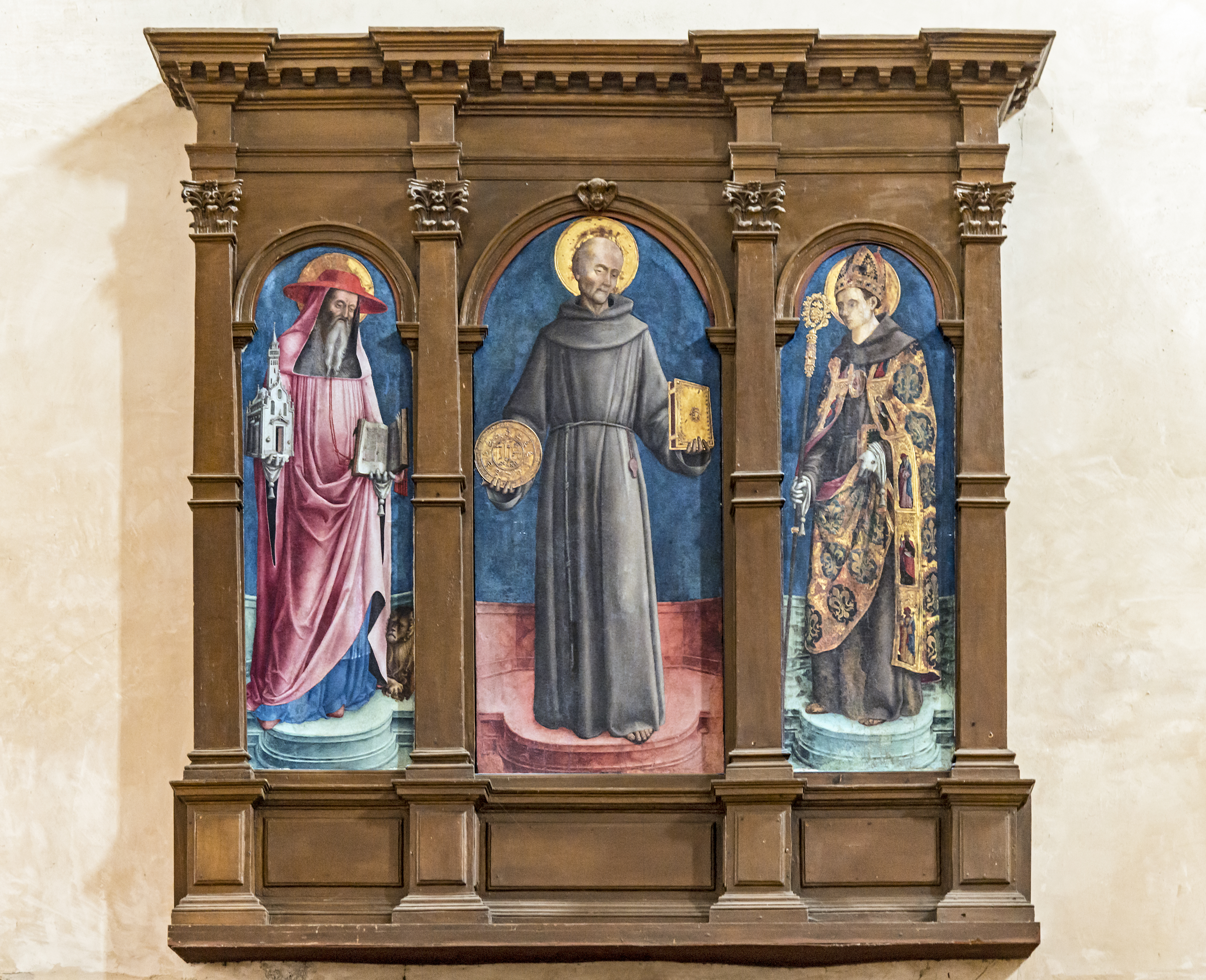
Polyptyque de Vivarini
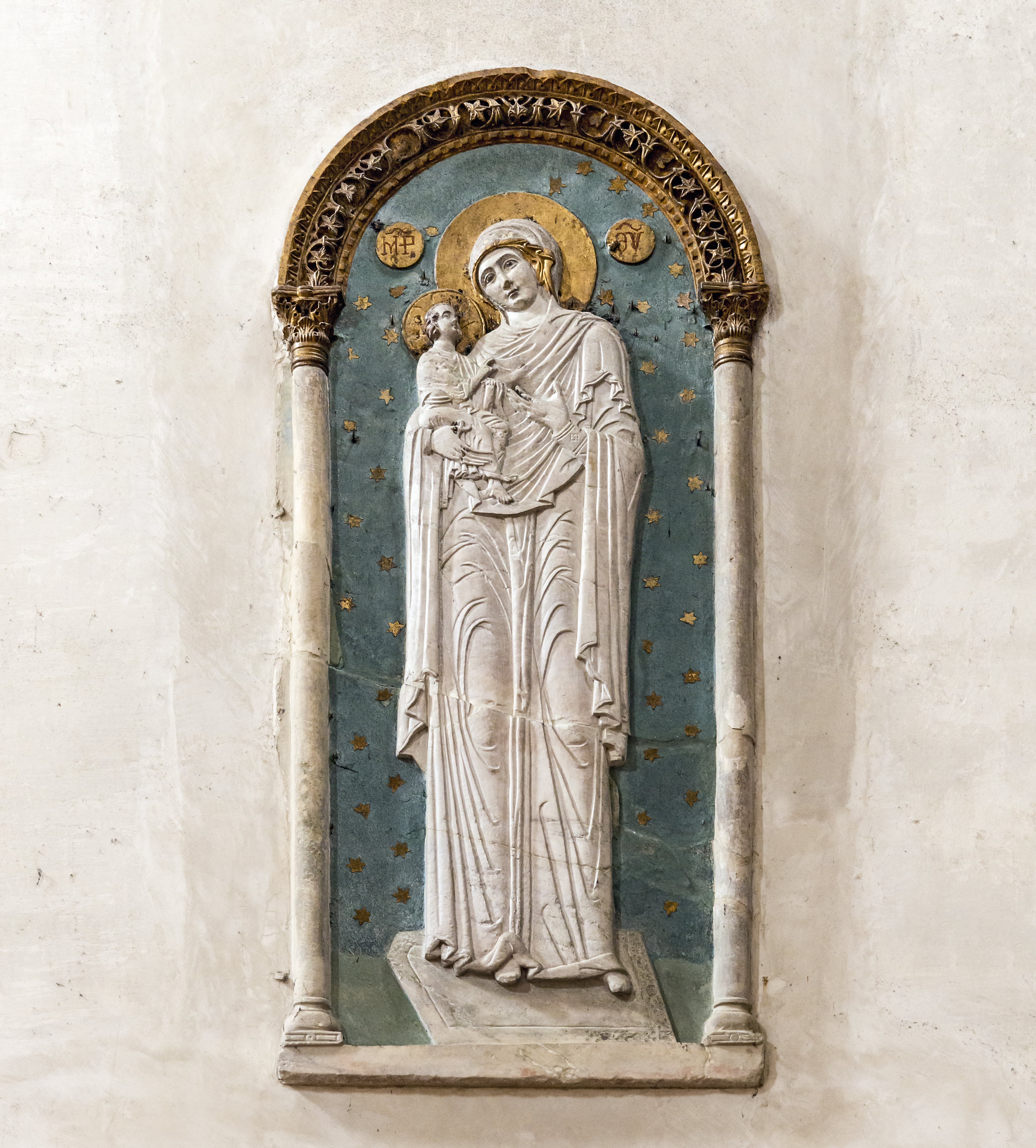
Madone byzantine du XIIe siècle

### Chapelles de gauche

#### Chapelle Grimani ou des rois mages
La chapelle Grimani (la première sur la côté gauche de la nef) est dédiée à la famille Grimani sous le patronage des rois mages. Elle a été achetée en 1537 par Vettor Grimani, procurateur de San Marco.
- La voûte est richement décorée par Battista Franco dit Semolei (1561) de quinze médaillons dits « à la romaine » (caissons en cercles alternés avec des caisson carrés). On retrouve les sept vertus angéliques dans les carrés et les vertus humaines dans les huit cercles.
- Le retable de l'autel montre l'Adoration des Mages de 1564 par Federico Zuccari, peinte à l'huile directement sur le marbre. Une copie, réalisée en 1833, est visible dans la sacristie. De part et d'autre, dans des niches, se trouvent des allégories de la Paix en bronze par Tiziano Aspetti, qui est également l'auteur des statues de la façade palladienne de l'église.
- Au-dessus de l'autel, on retrouve trois fresques par Battista Franco : La résurrection du Christ (au centre), Élie guérit le fils de la veuve (à droite) et Élie et le chariot de feu (à gauche  Enfin, sur la partie droite, une fresque encadrée de gypserie, due à Federico Zuccari, représente la résurrection de Lazare (1561).

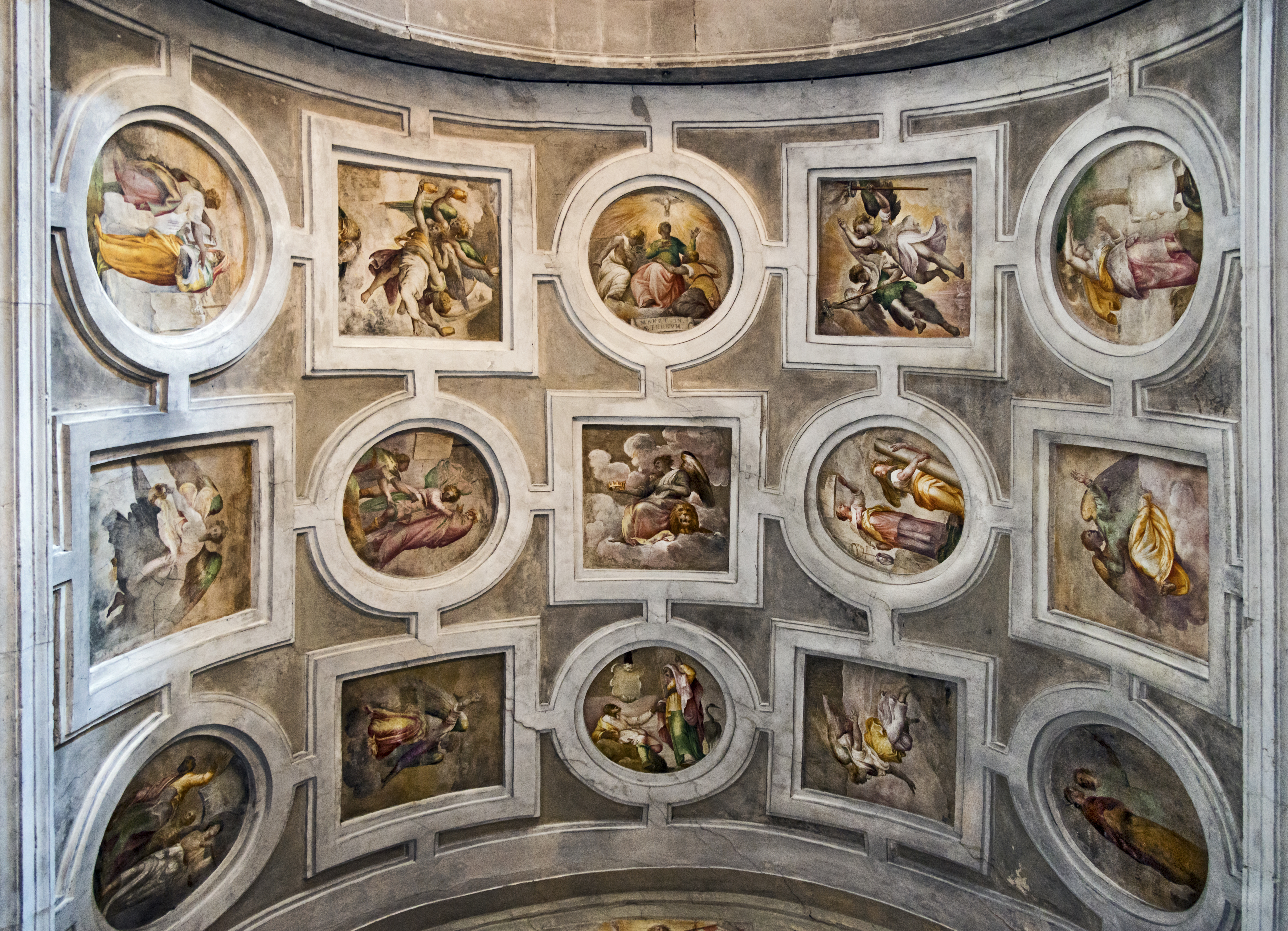
La voûte de la chapelle par Battista Franco
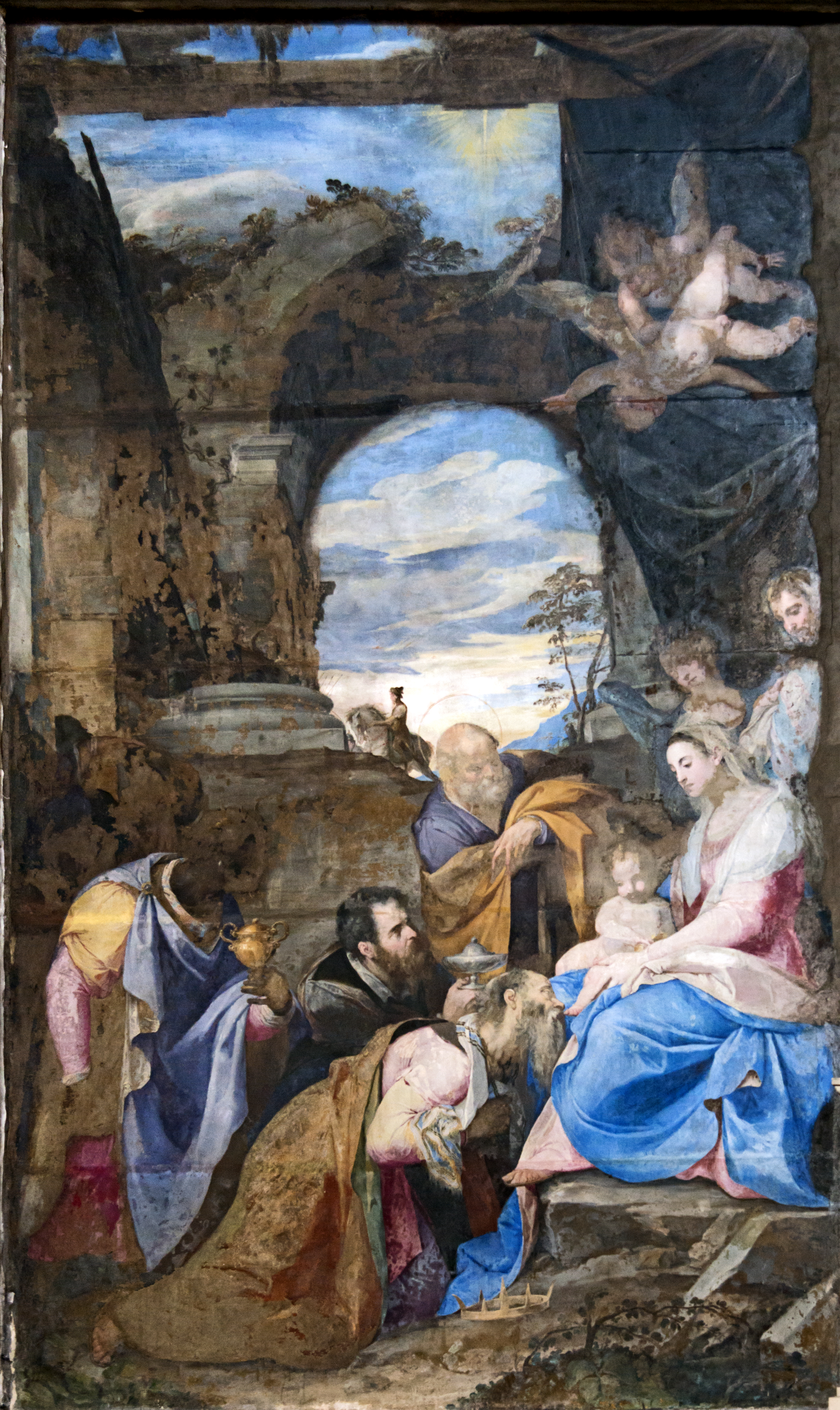
L'Adoration des Mages par Federico Zuccari
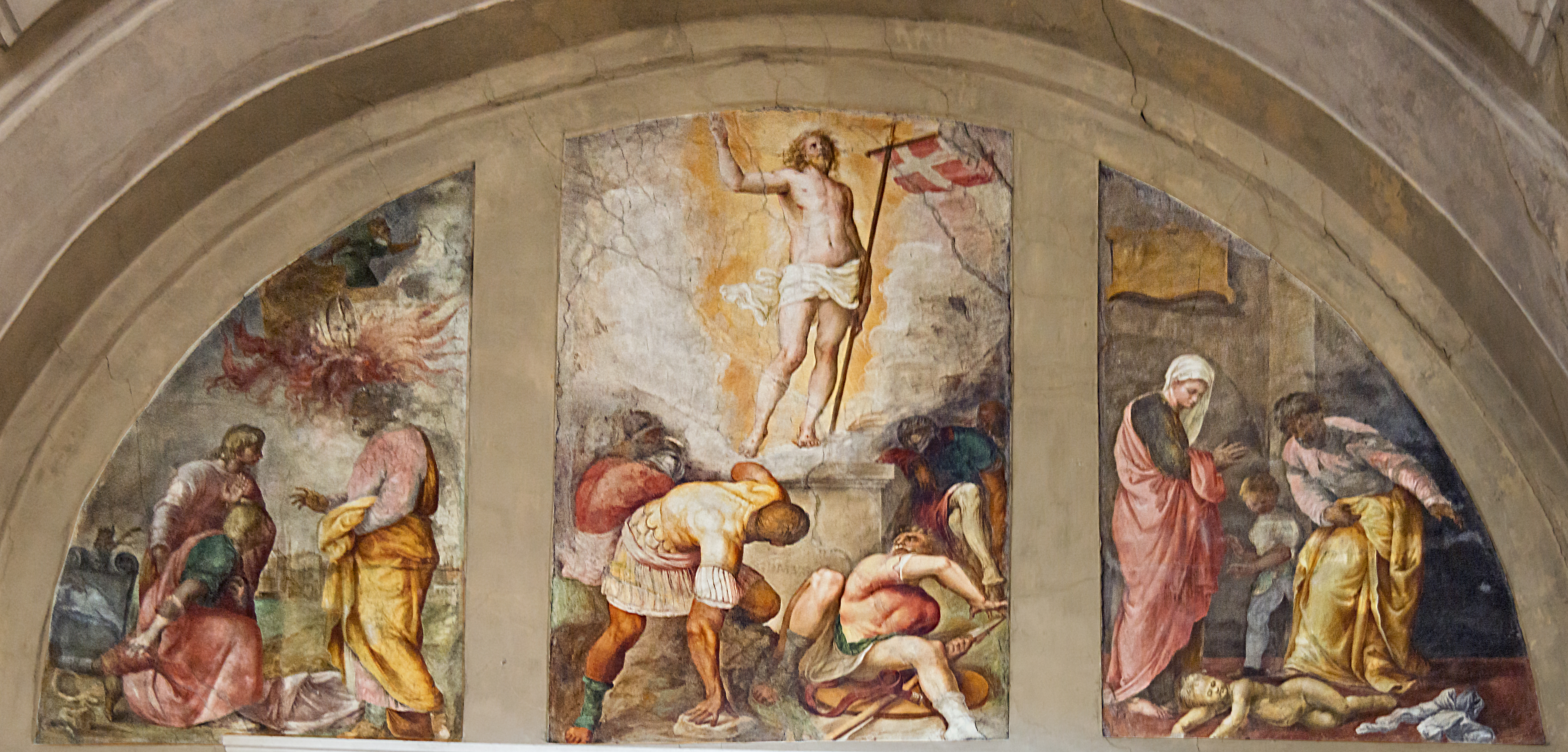
Les fresques au-dessus de l'autel par Battista Franco
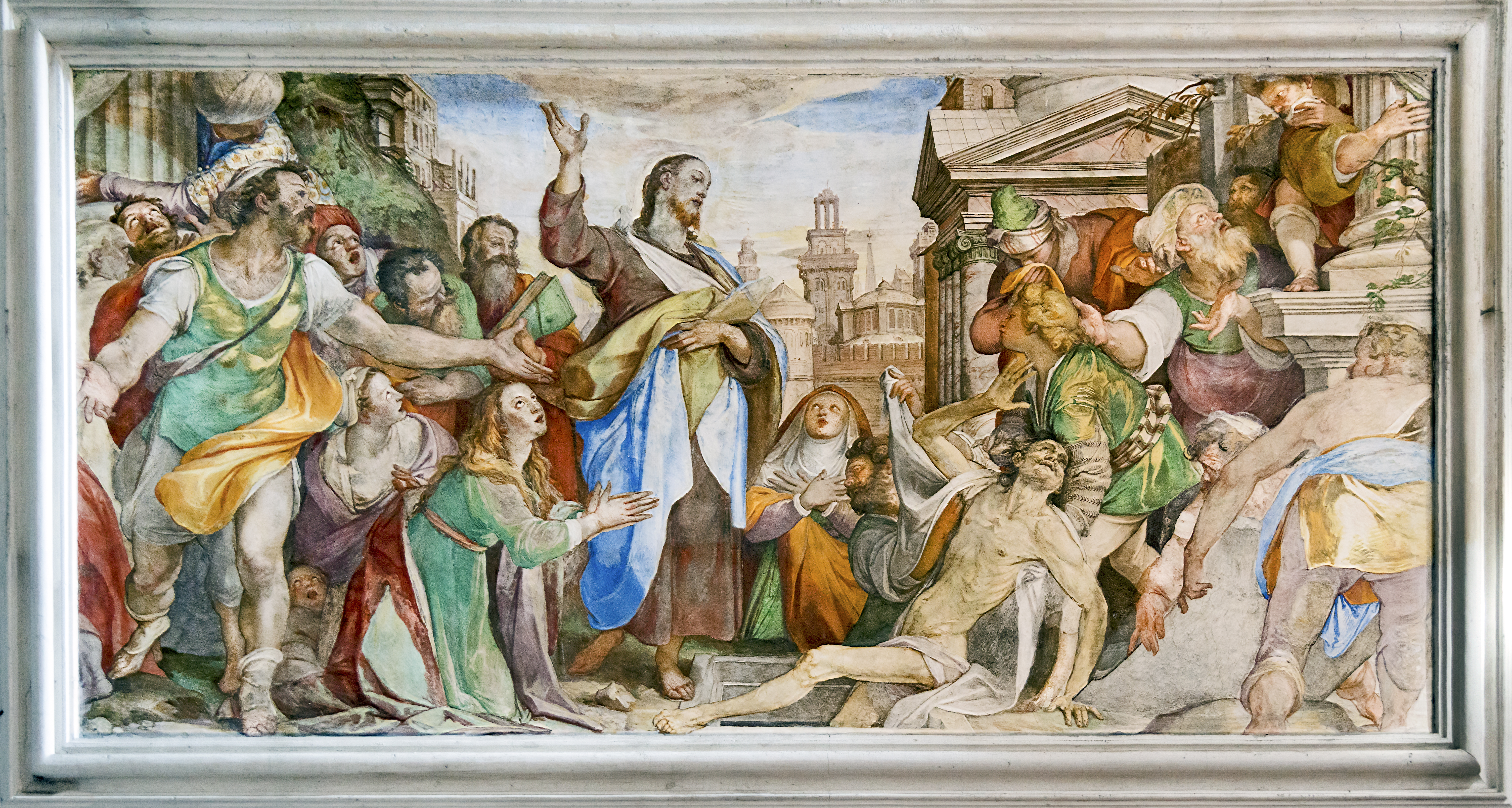
Lazare ressuscité par Federico Zuccari

#### Chapelle Montefeltro ou de Sant' Antonio abate
Nicola da Urbino, comte de Montefeltro, en 1397 rédige un testament par lequel il donne au Procurateur de Saint-Marc 2000 pièces d'or. Il demande qu'un tiers de cette somme soit alloué à la constitution d'une chapelle dans l'église de San Marco. Le vœu ne sera pas respecté et ce n'est que 150 ans plus tard que la chapelle est érigée à l'occasion de la reconstruction de San Francesco della Vigna (seconde chapelle sur la gauche). Elle est sous le patronage d'Antoine le Grand.
- L'autel et le retable en marbre datent de 1561, ils sont dus à Francesco Smeraldi. Les trois statues sont d'Alessandro Vittoria (1563) : Antoine le Grand (au centre), saint Sébastien (à droite) et saint Roch (à gauche).
- De part et d'autre de la chapelle, on retrouve des œuvres attribuées à Parrasio Micheli (it) : La chute de la manne (à gauche) et Le sacrifice de Melchisédech (à droite).

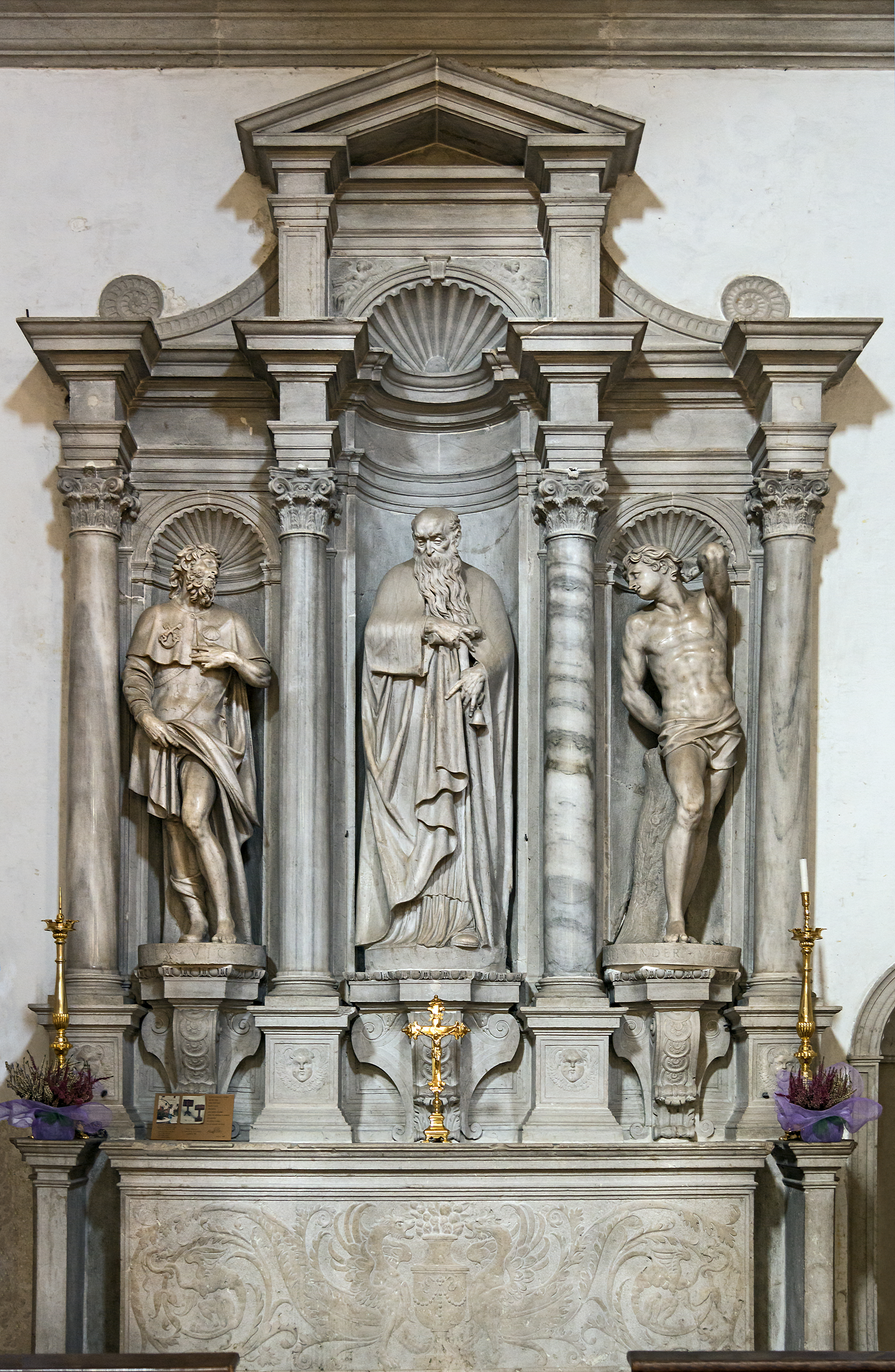
Autel et retable par Francesco Smeraldi
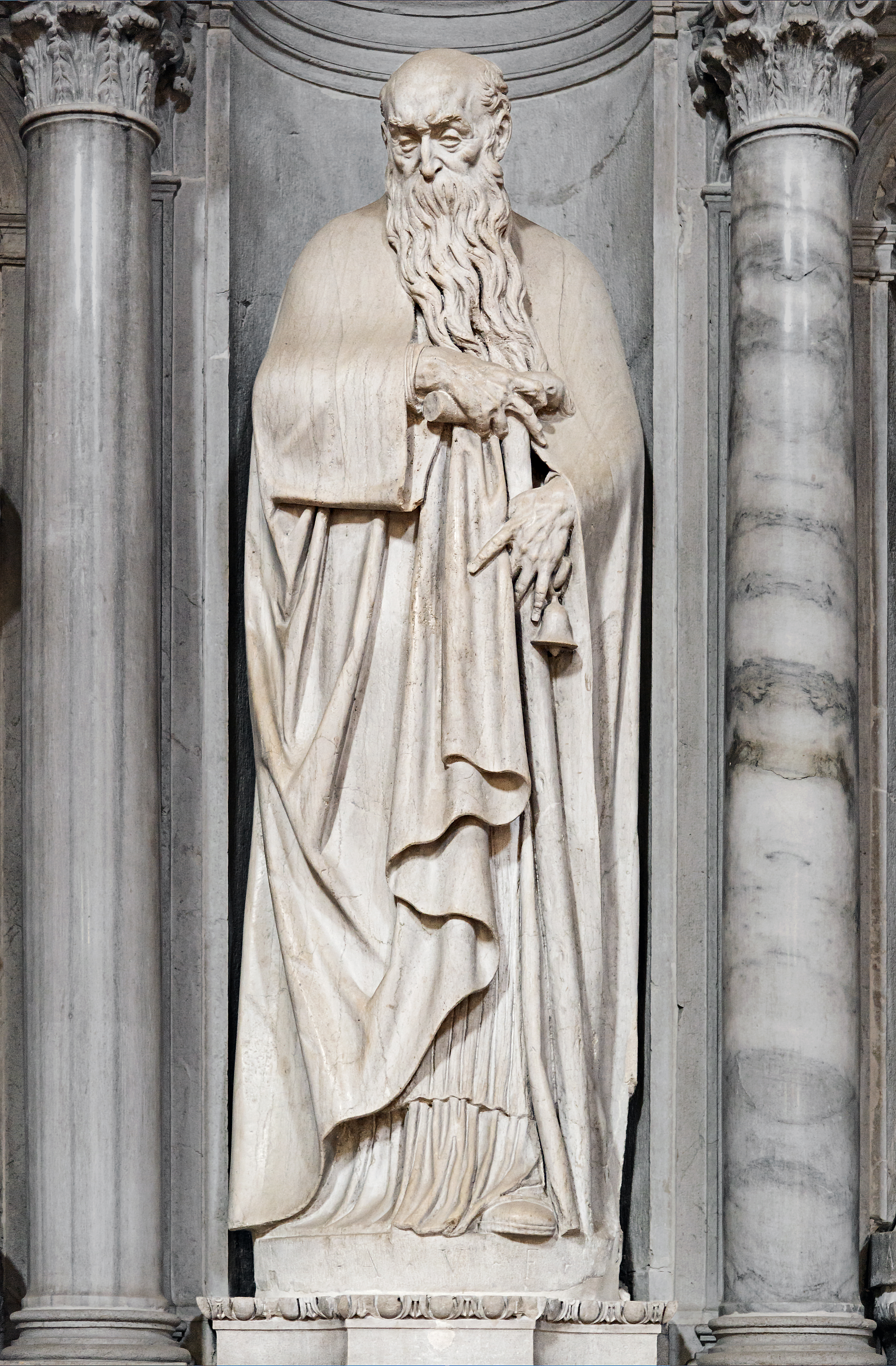
Antoine le Grand par Alessandro Vittoria
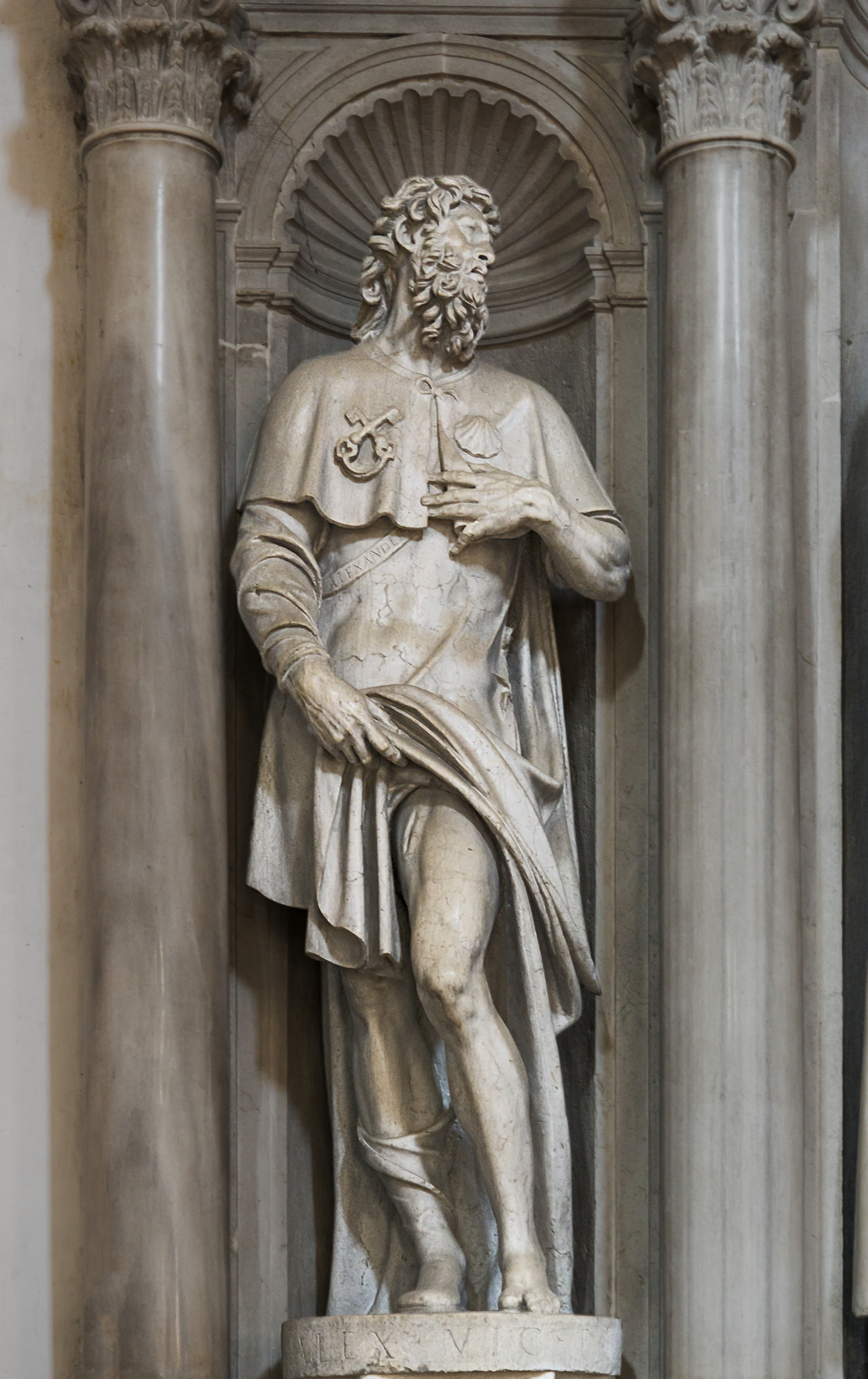
Saint Roch par Alessandro Vittoria
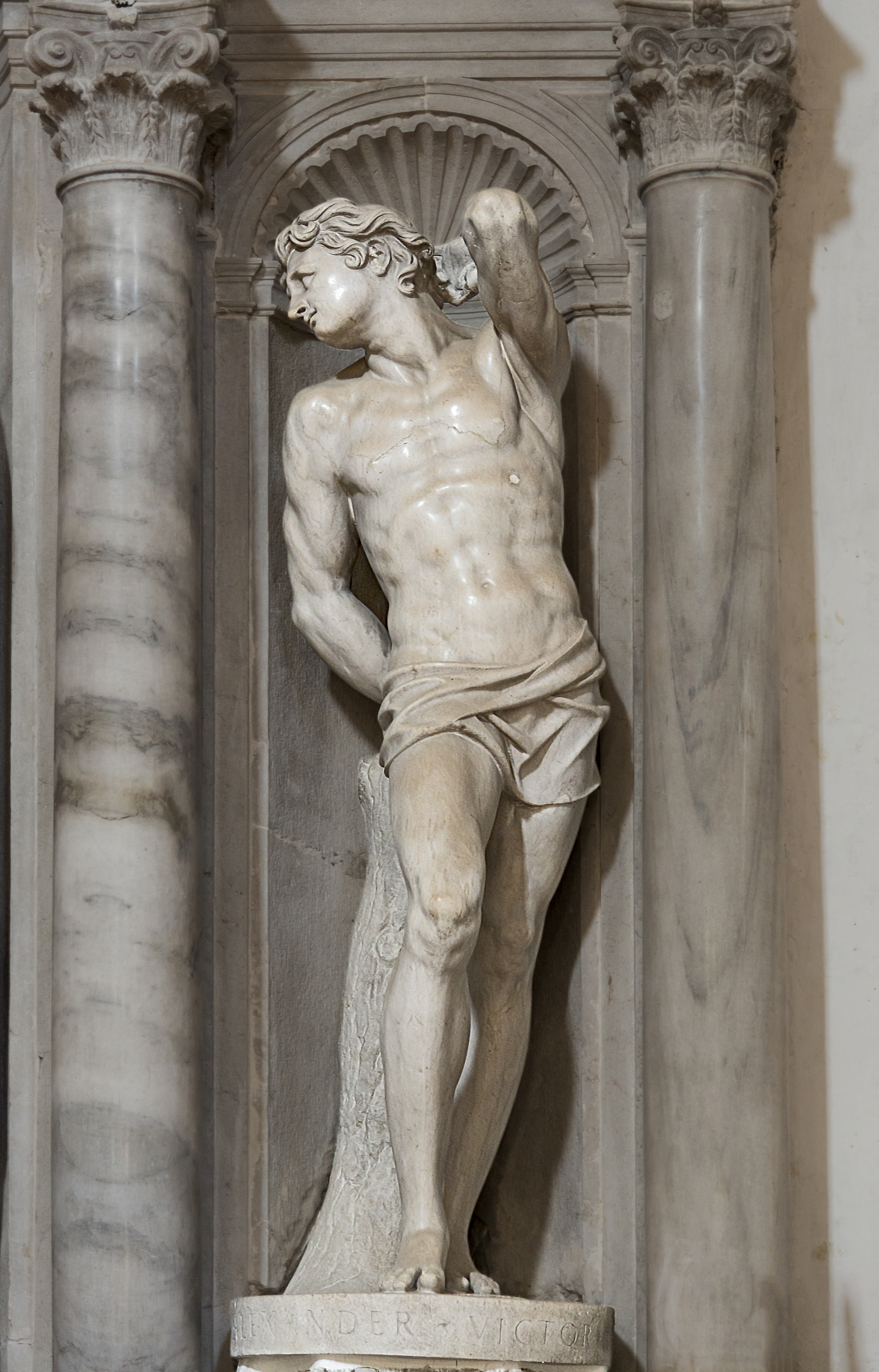
Saint Sébastien par Alessandro Vittoria
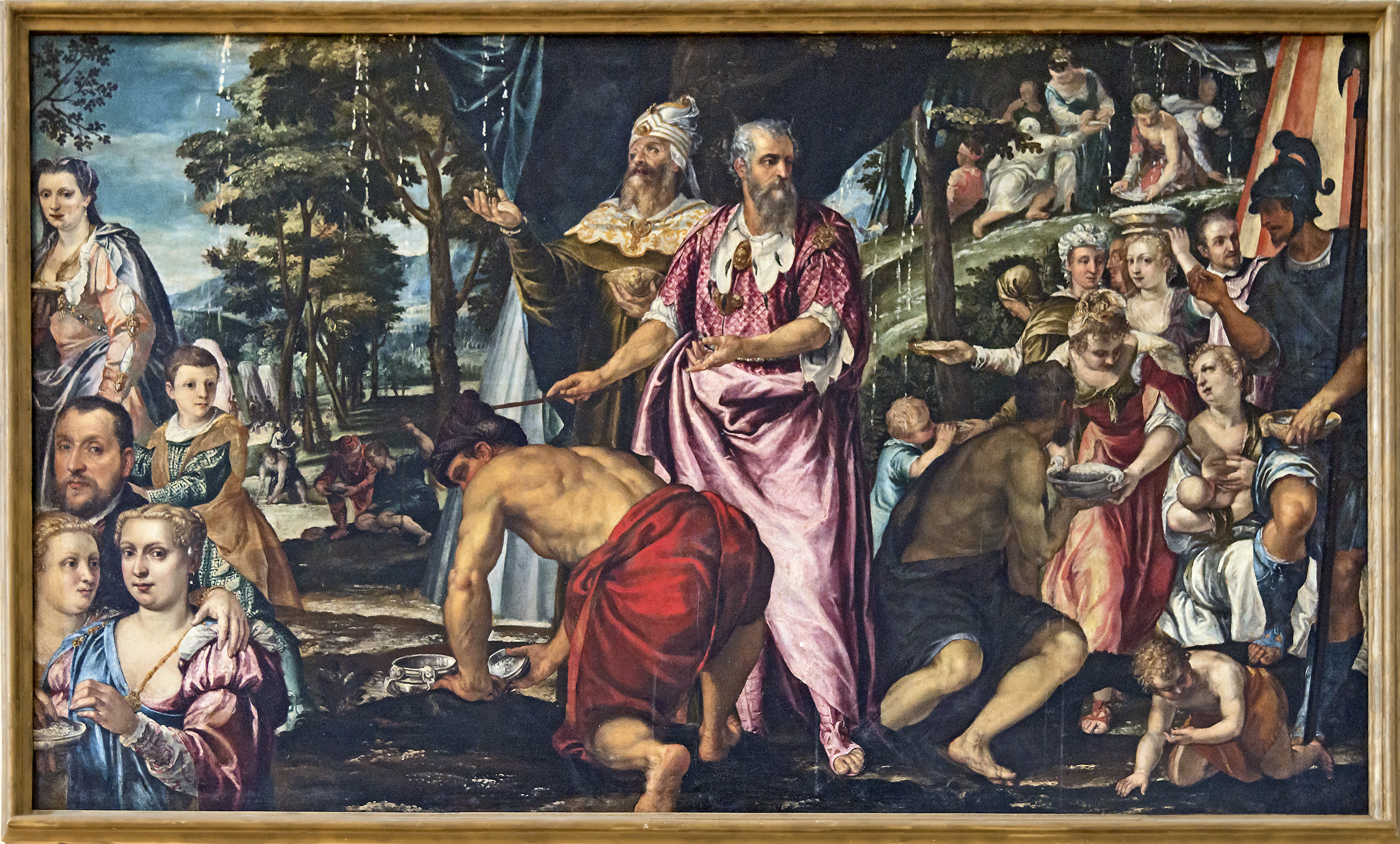
La chute de la manne par Parrasio Micheli
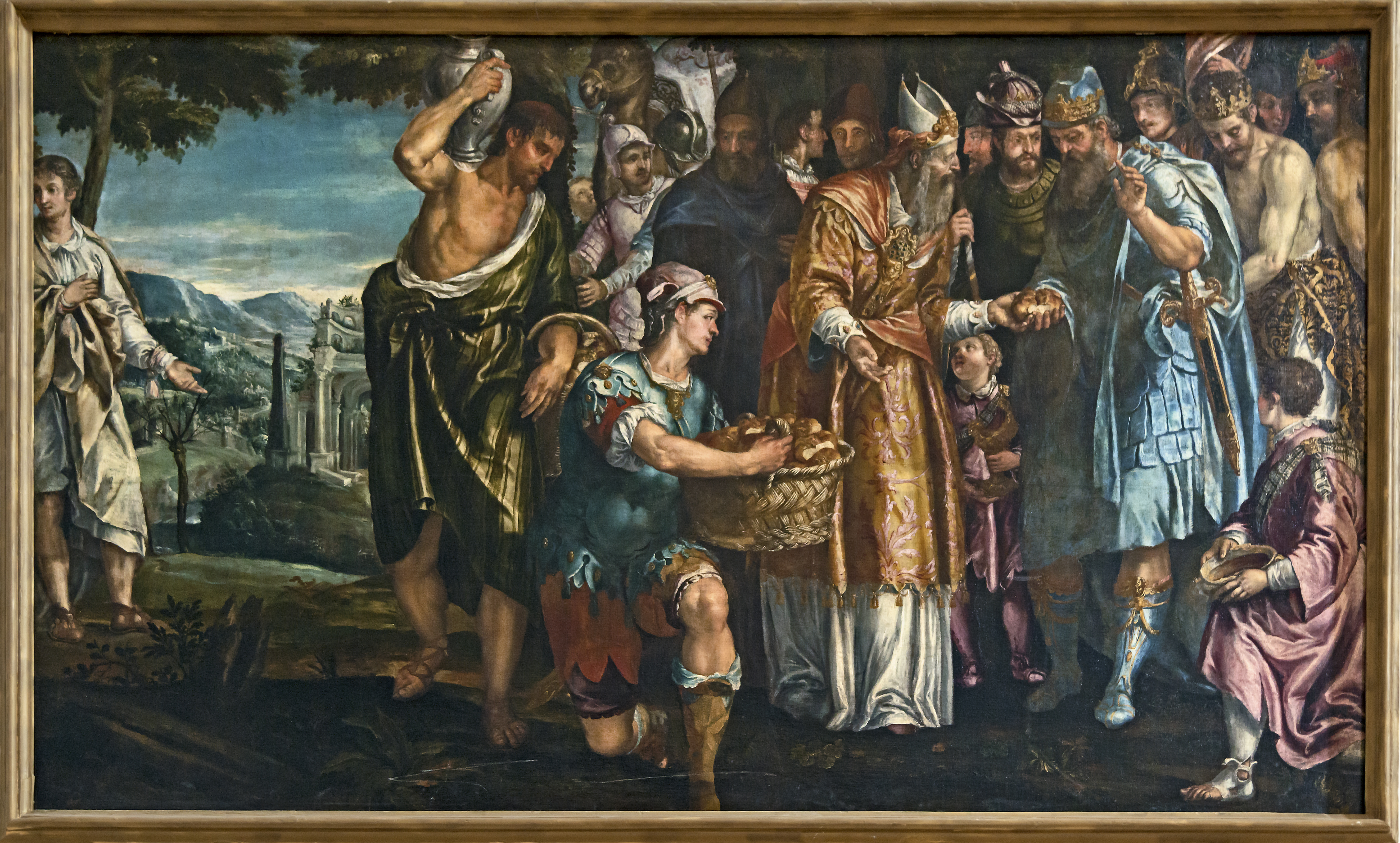
Le sacrifice de Melchisédech, attribuée à Parrasio Micheli

#### Chapelle Sagredo
La troisième chapelle de gauche, coiffée d'un dôme, est la chapelle consacrée à saint Gherardo Sagredo, mort en 1046 et canonisé en 1076. Elle est l'œuvre de Tommaso Temanza. Aux quatre coins soutenant le dôme, des fresques de Tiepolo représentent les Quatre Évangélistes. Tiepolo est également l'auteur des médaillons, en grisaille, au-dessus des bustes des murs latéraux, qui représentent les vertus.
Sur le panneau central en haut, trois sculptures d'Andrea Cominelli (en) représentent la Vierge à l'Enfant et deux anges. Au-dessous, du même auteur, la statue de Gherardo Sagredo. Sur le panneau de gauche, le buste du patriarche Alvise Sagredo et en face, celui du doge Nicolò Sagredo (1675-1676), tous deux par Antonio Gai. Le plafond du dôme est de Girolamo Pellegrini ; il représente l’apothéose de San Gherardo et date de 1741. L'autel en marqueterie de pierres polychromes dans le style des frères Corbarelli date du xviie siècle.

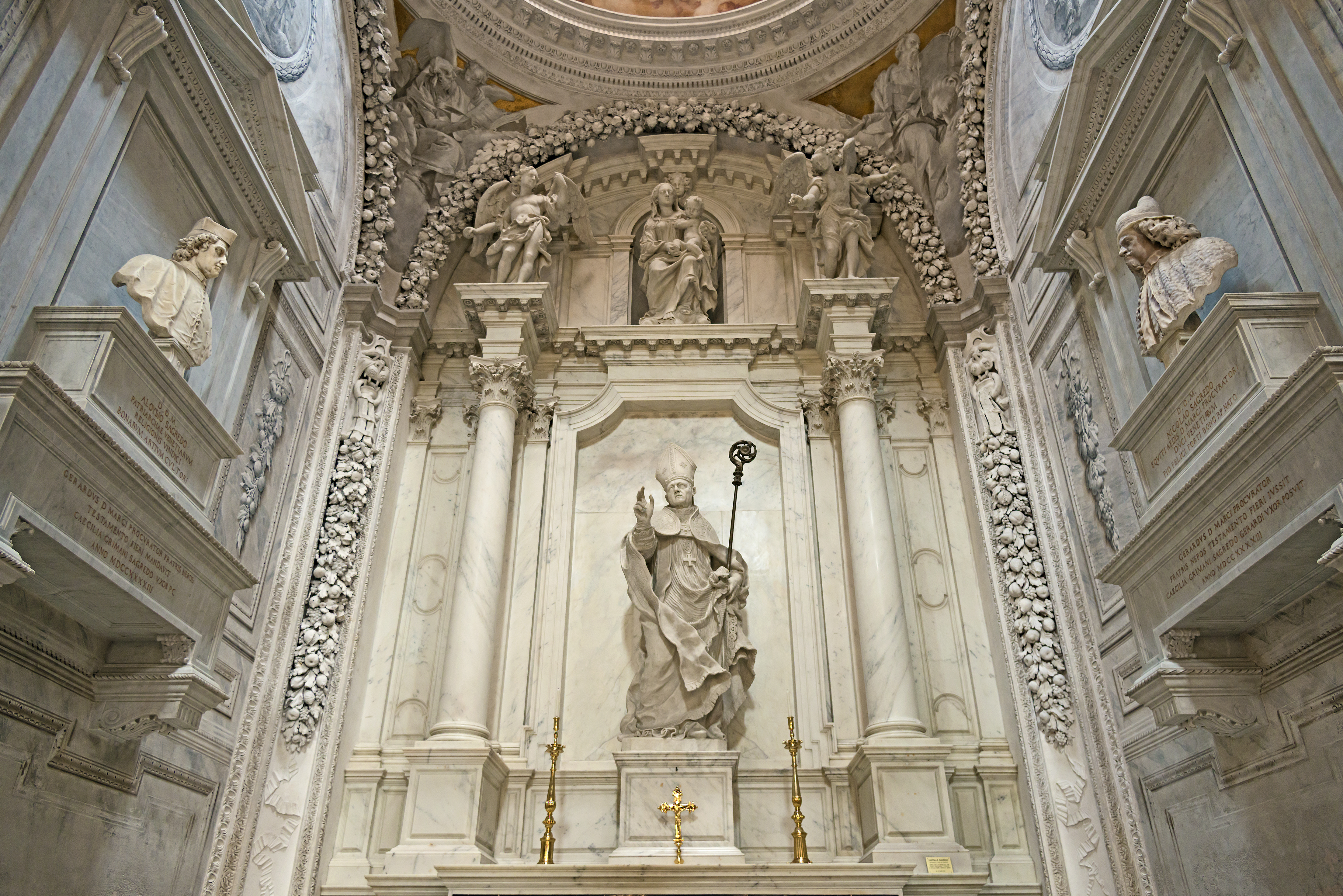
Chapelle Sagredo
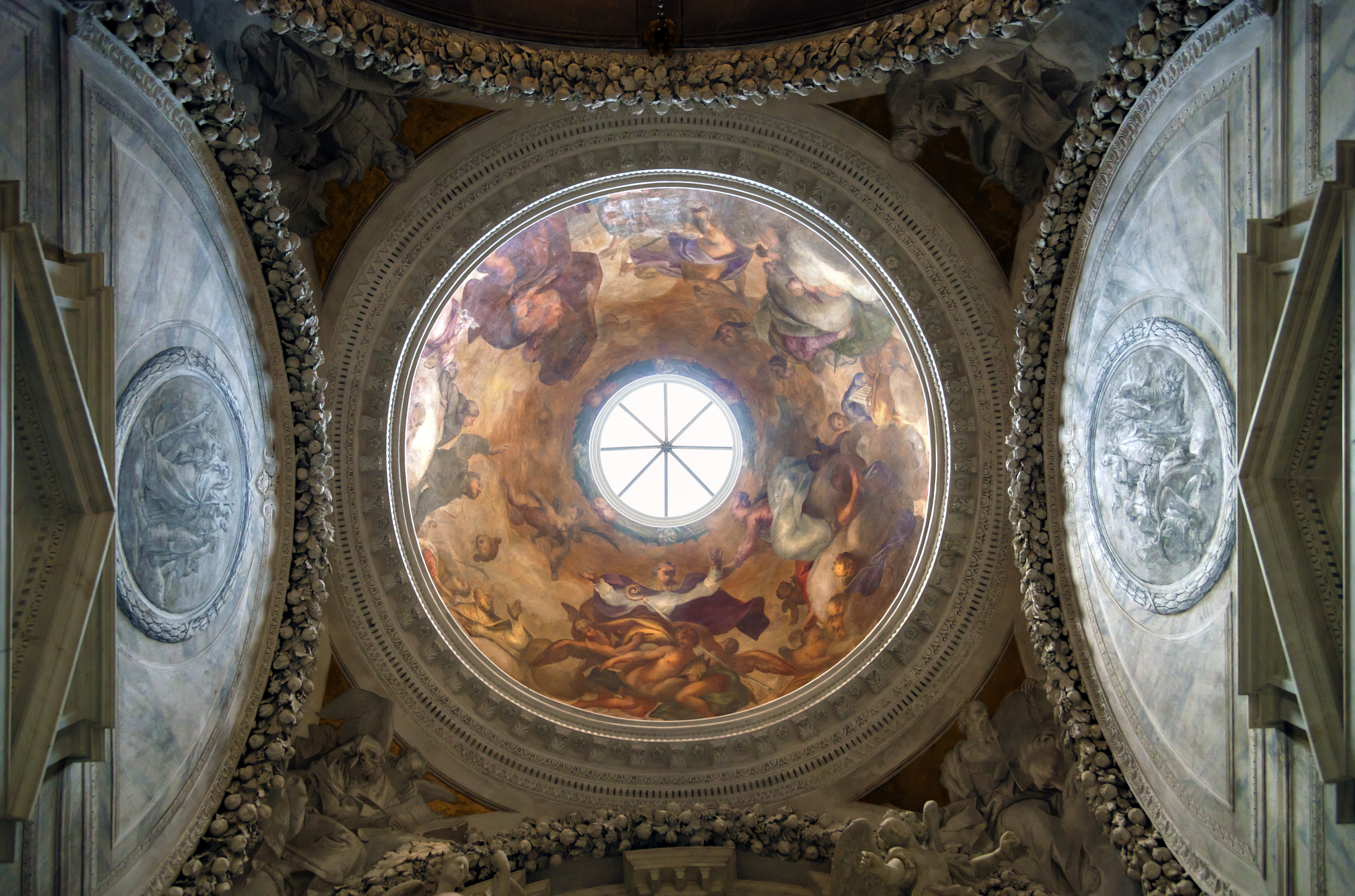
Le plafond du dôme Girolamo Pellegrini
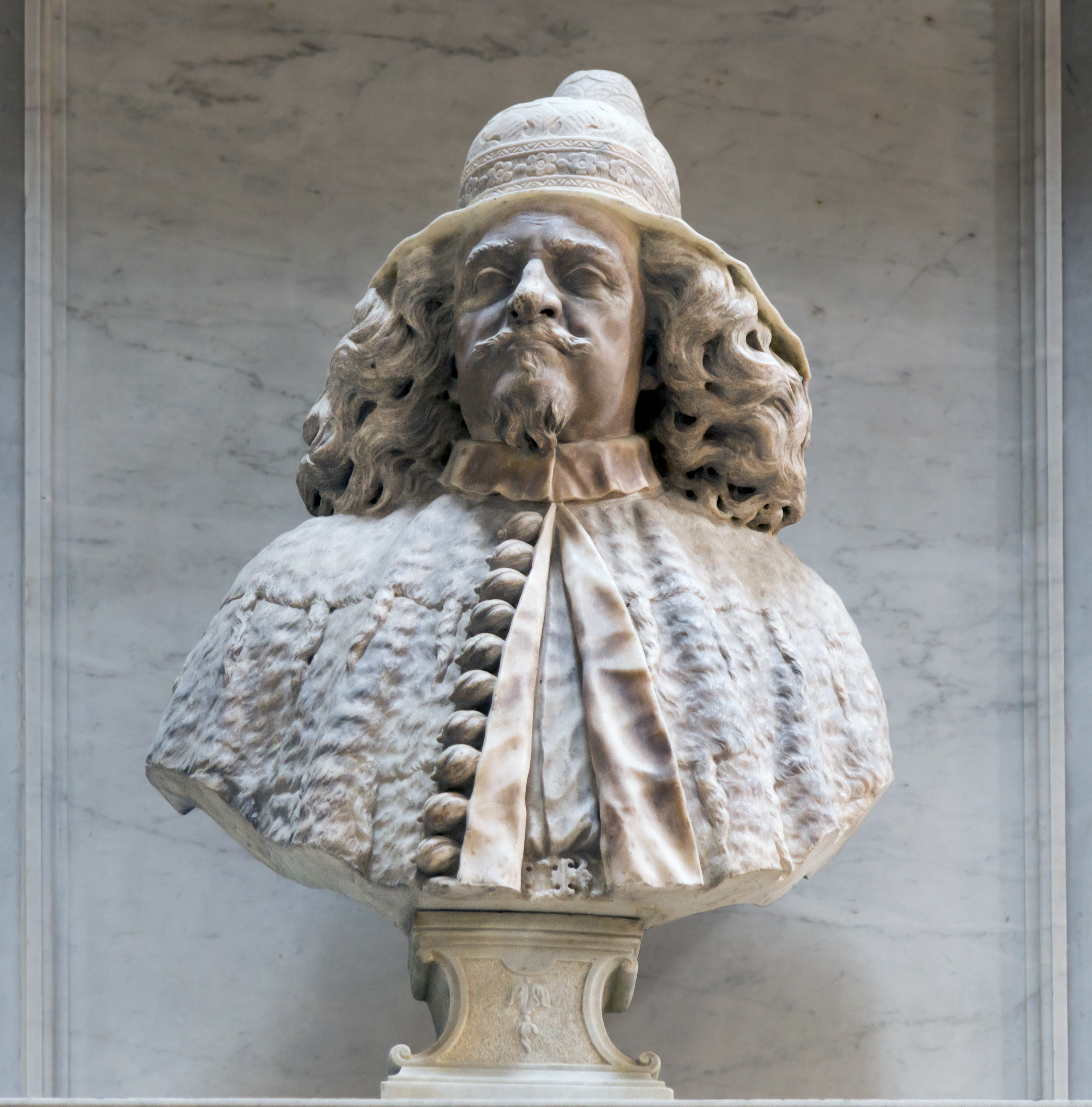
Buste du Doge Nicolò Sagredo
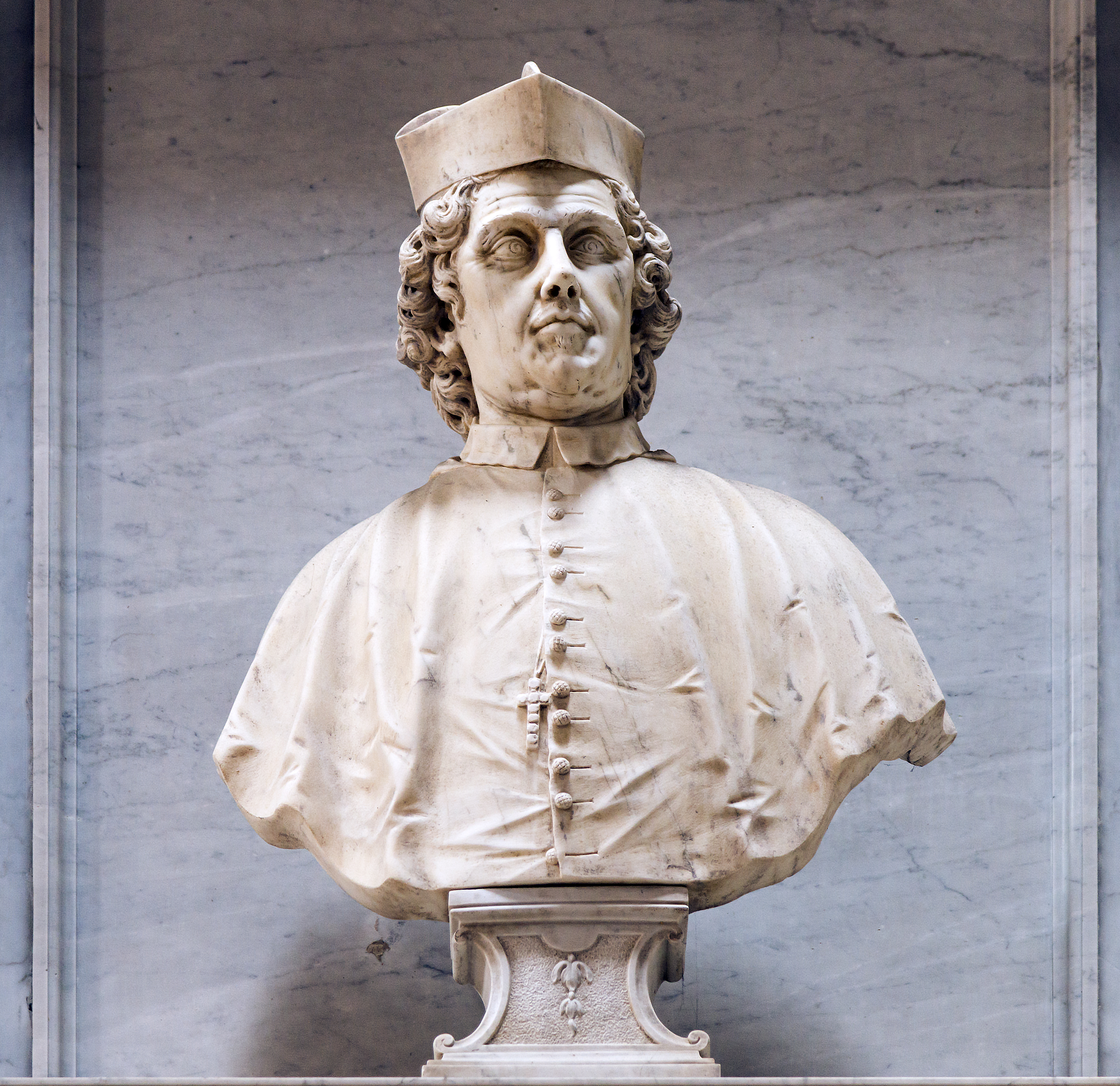
Alvise Sagredo
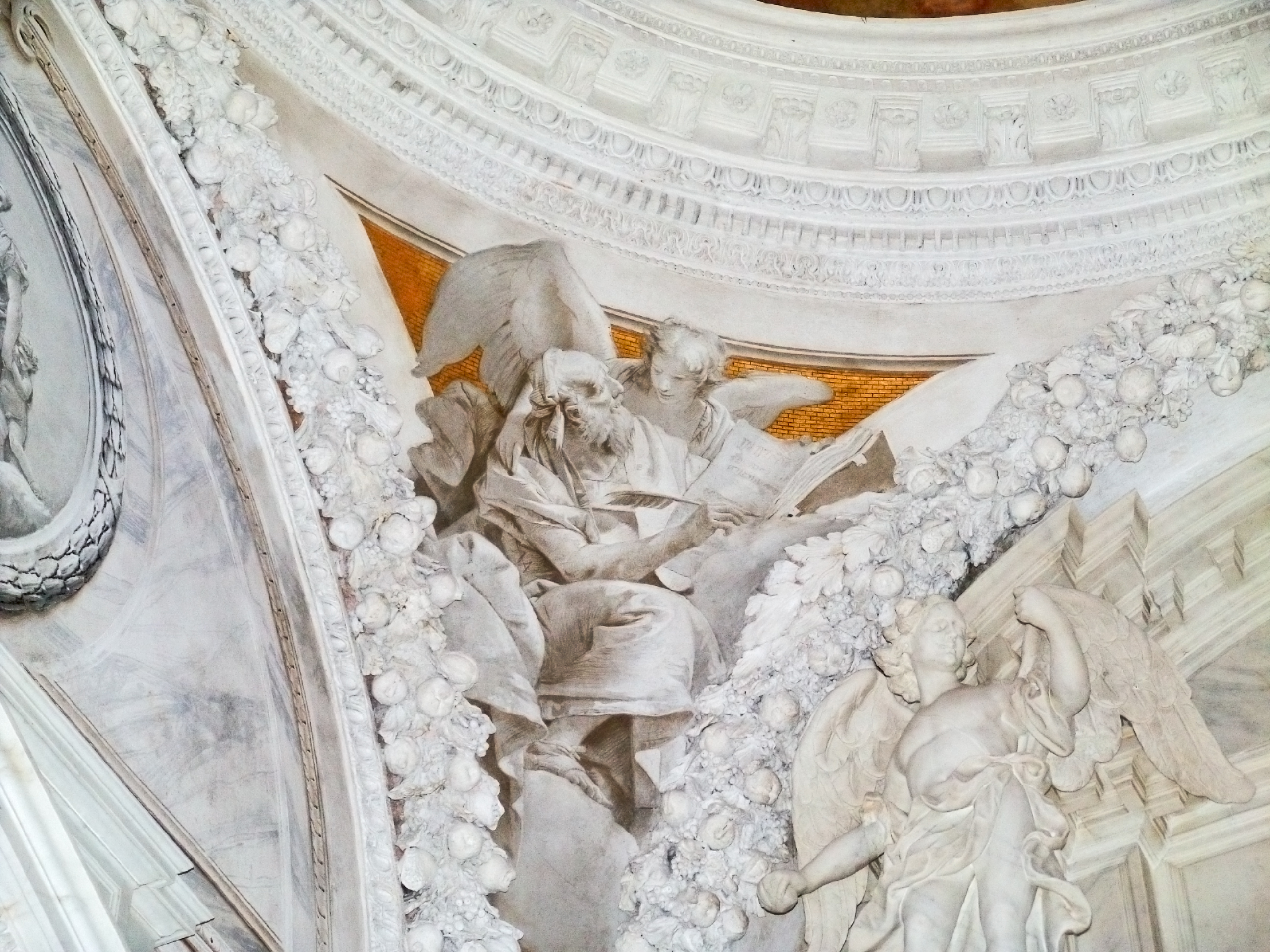
Fresque de Giambattista Tiepolo
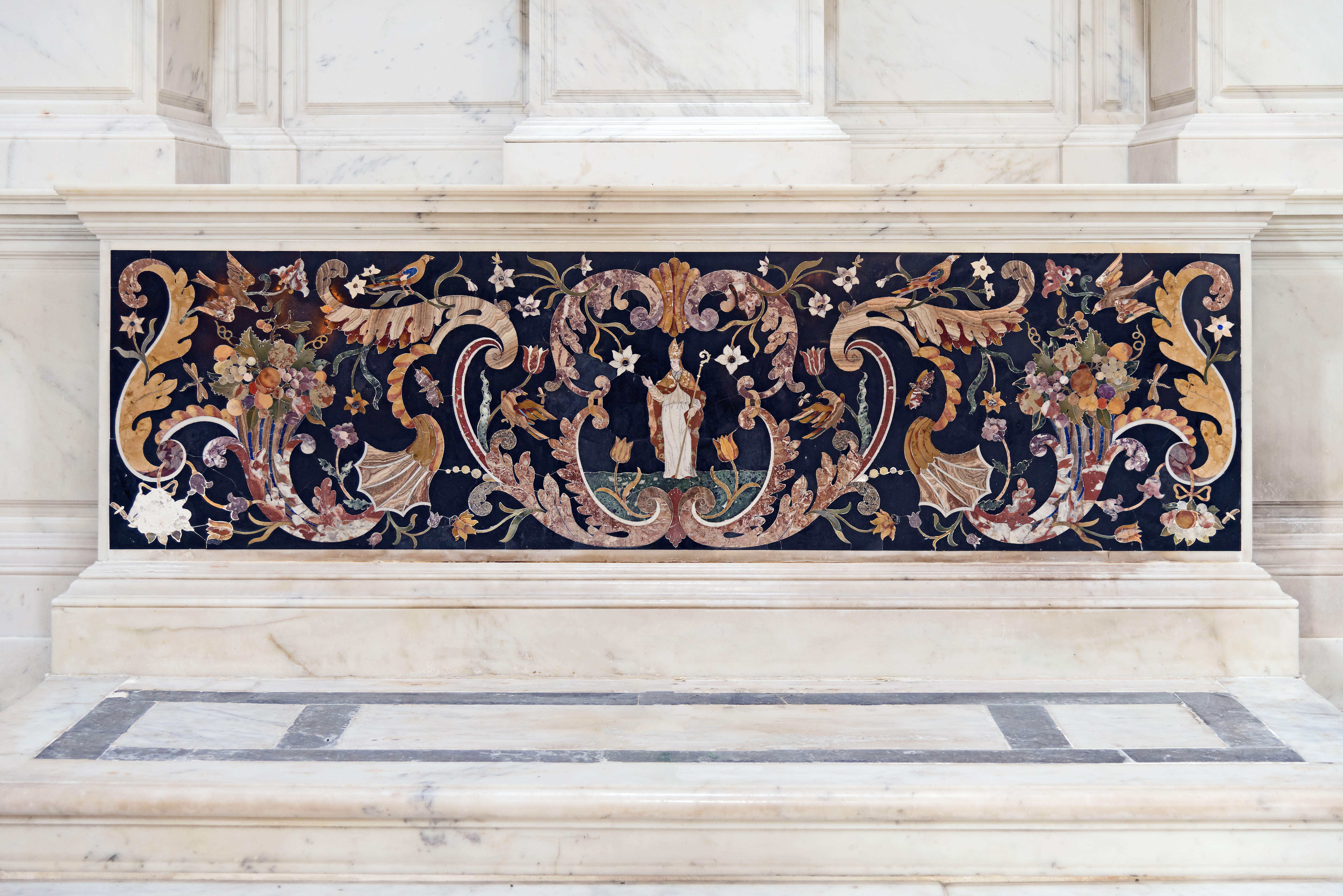
Autel de style Corbarelli

#### Chapelle Dandolo
La quatrième chapelle de gauche se place sous le patronage de saint Bernard. Initialement achetée en 1538 par Vincenzo Grimani, cardinal et diplomate, elle est revendue à Elizabeth Dandolo qui la dédie à la mémoire d'Antonio Dandolo et Bernardo Dandolo.
- le retable en bois est ceint de colonnes corinthiennes et contient en son centre un tableau représentant La Vierge et l'Enfant avec saint Antoine le Grand et saint Bernard (1555) par Giuseppe Porta.
- de part et d'autre du retable, dans de fausses niches, deux représentations de Giuseppe Porta : Le prophète Isaïe (à droite) et La sibylle érythréenne (à gauche).

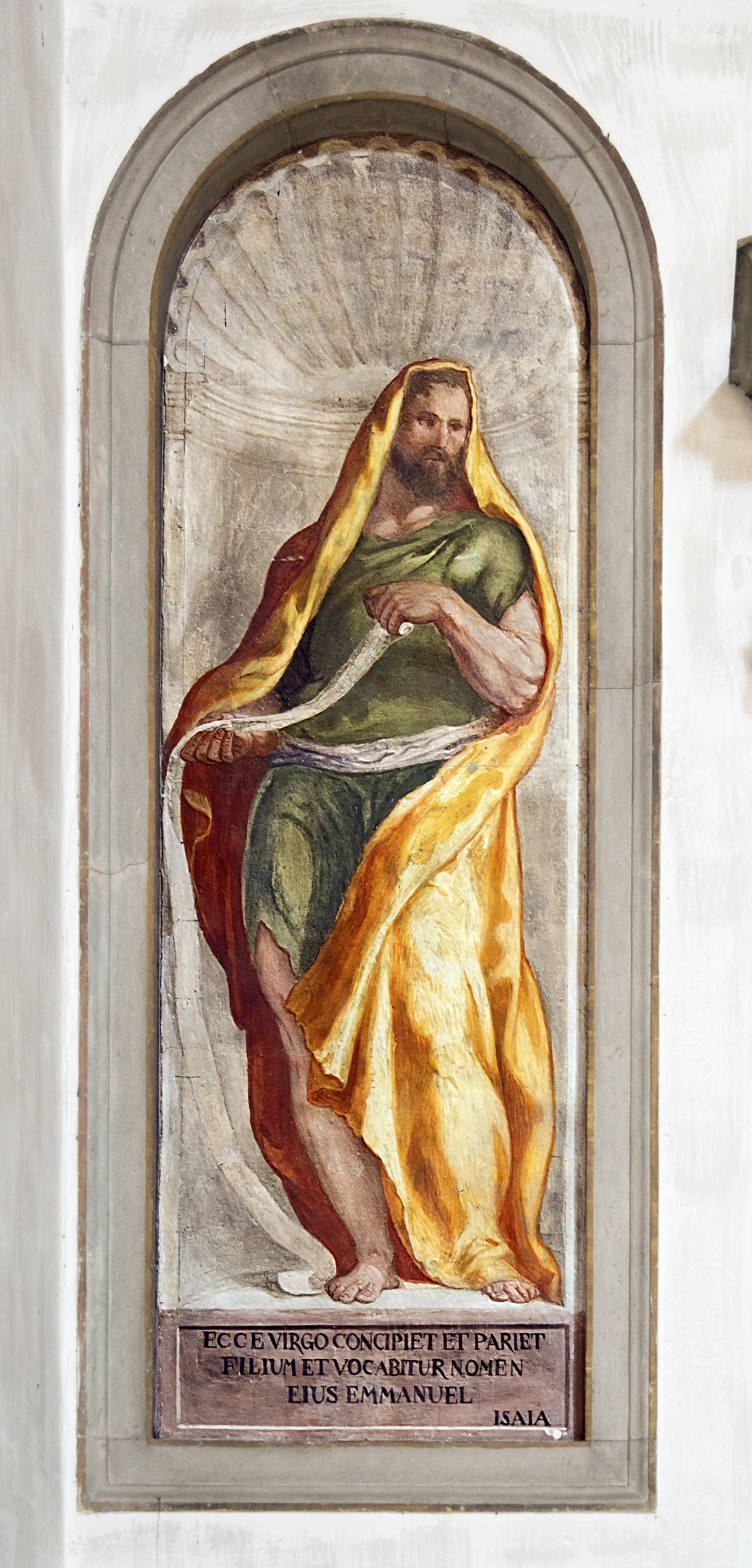
Le prophète Isaïe par Giuseppe Porta
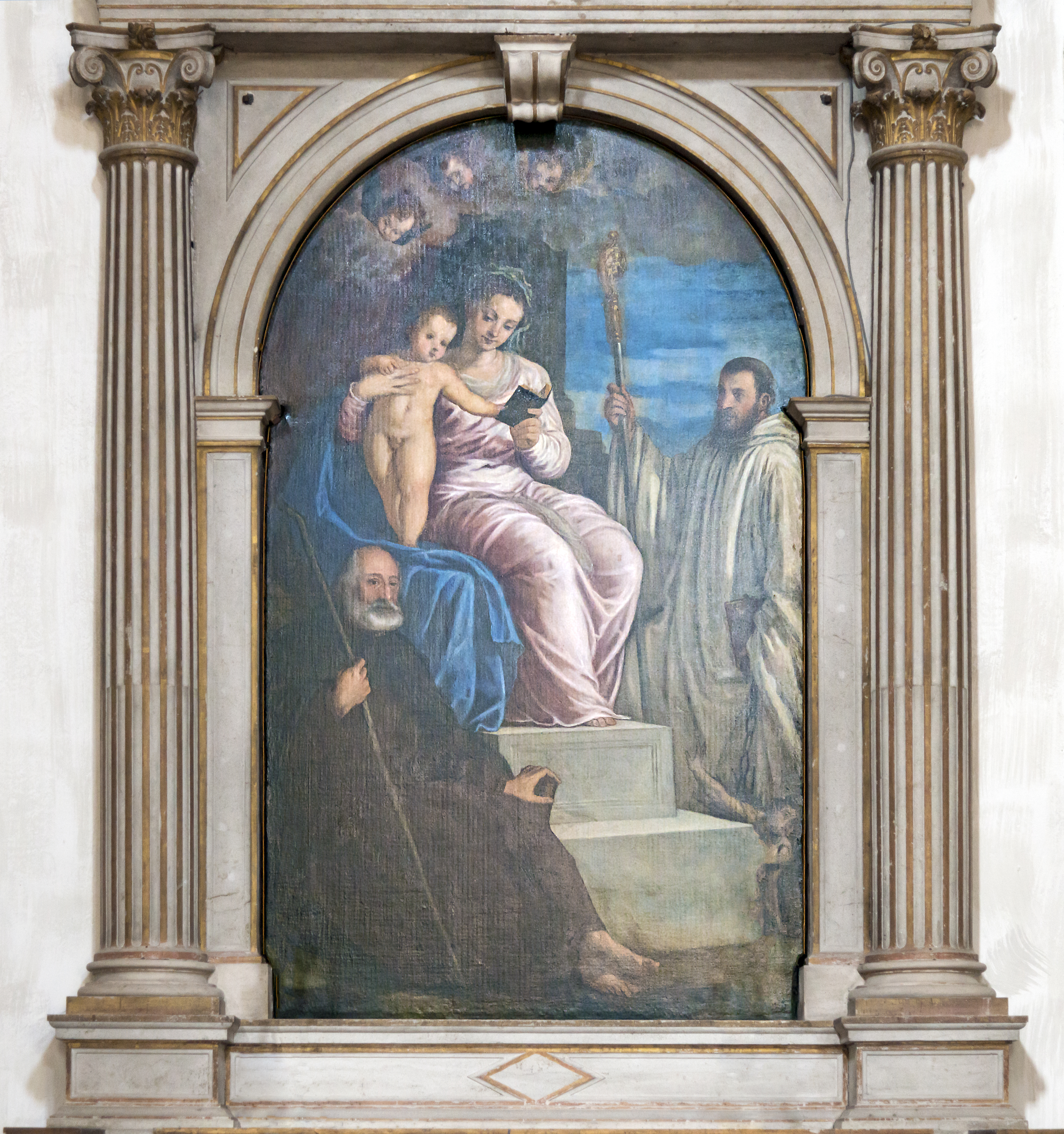
Vierge à l'Enfant avec saint Antoine le Grand et saint Bernard par Giuseppe Porta
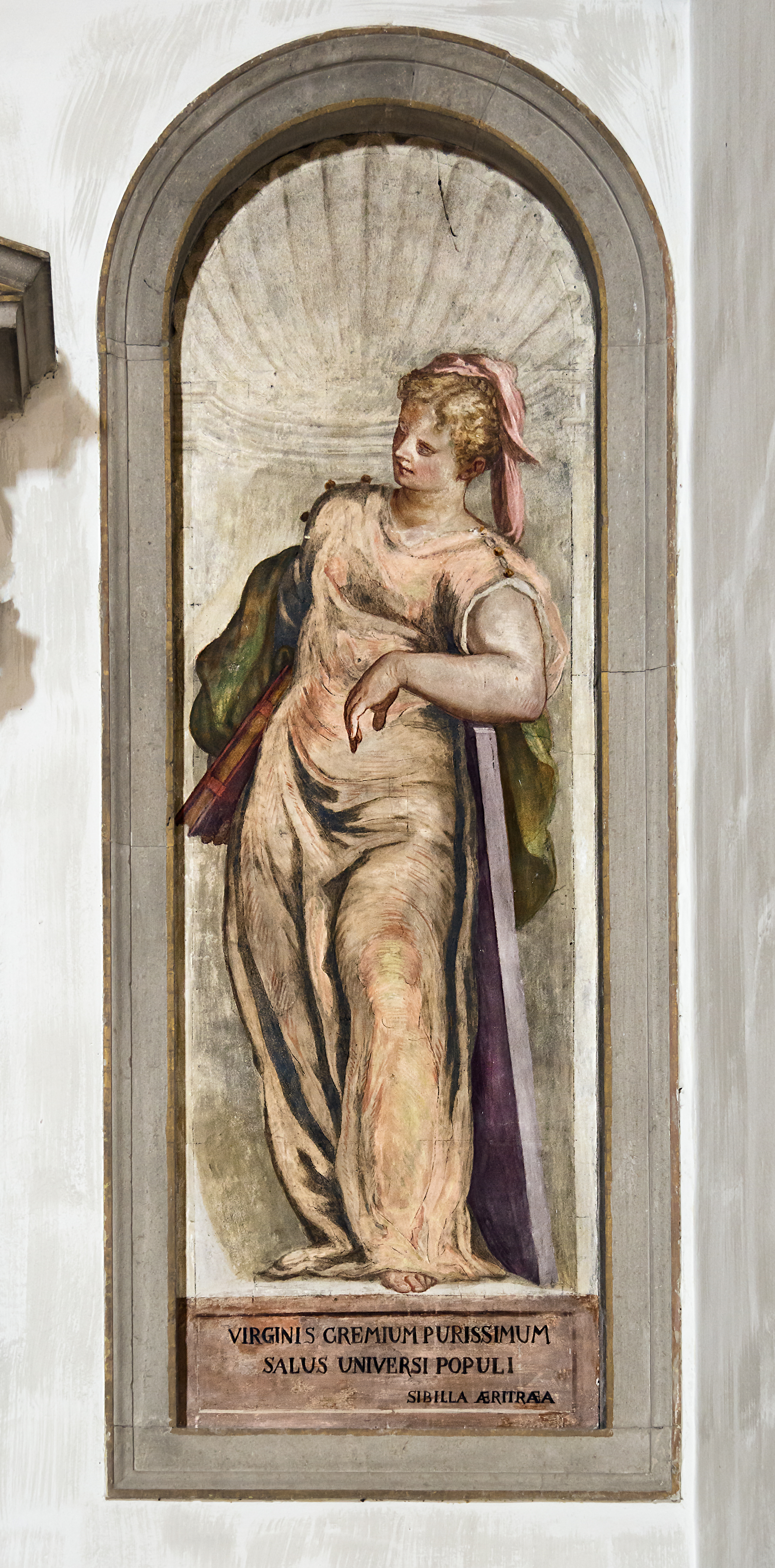
La sibylle érythréenne par Giuseppe Porta

#### Chapelle Giustinian "della Salute"
La cinquième chapelle de gauche, achetée en 1536 par Lorenzo Giustiniani, est placée sous le patronage de Notre-Dame du Salut.
On y retrouve :
- Le tableau du retable La sainte famille avec sainte Catherine et saint Antoine le Grand de Véronèse (1551)
- Sur le mur de droite, La Vierge à l'enfant d'Antonio Vassilacchi.
- Sur le mur de gauche, L'Adoration des bergers d'Antonio Vassilacchi.

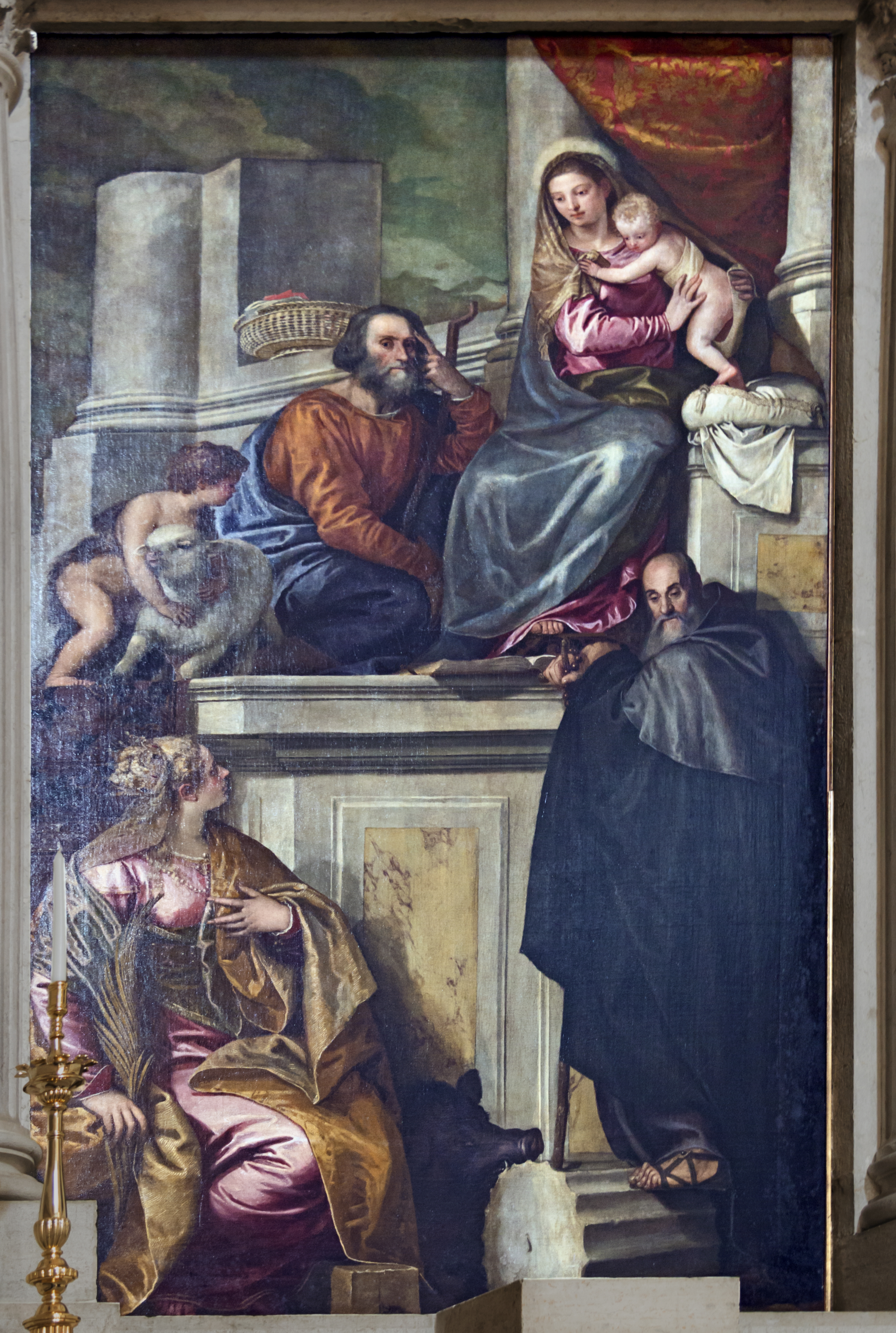
La sainte famille par Véronèse.
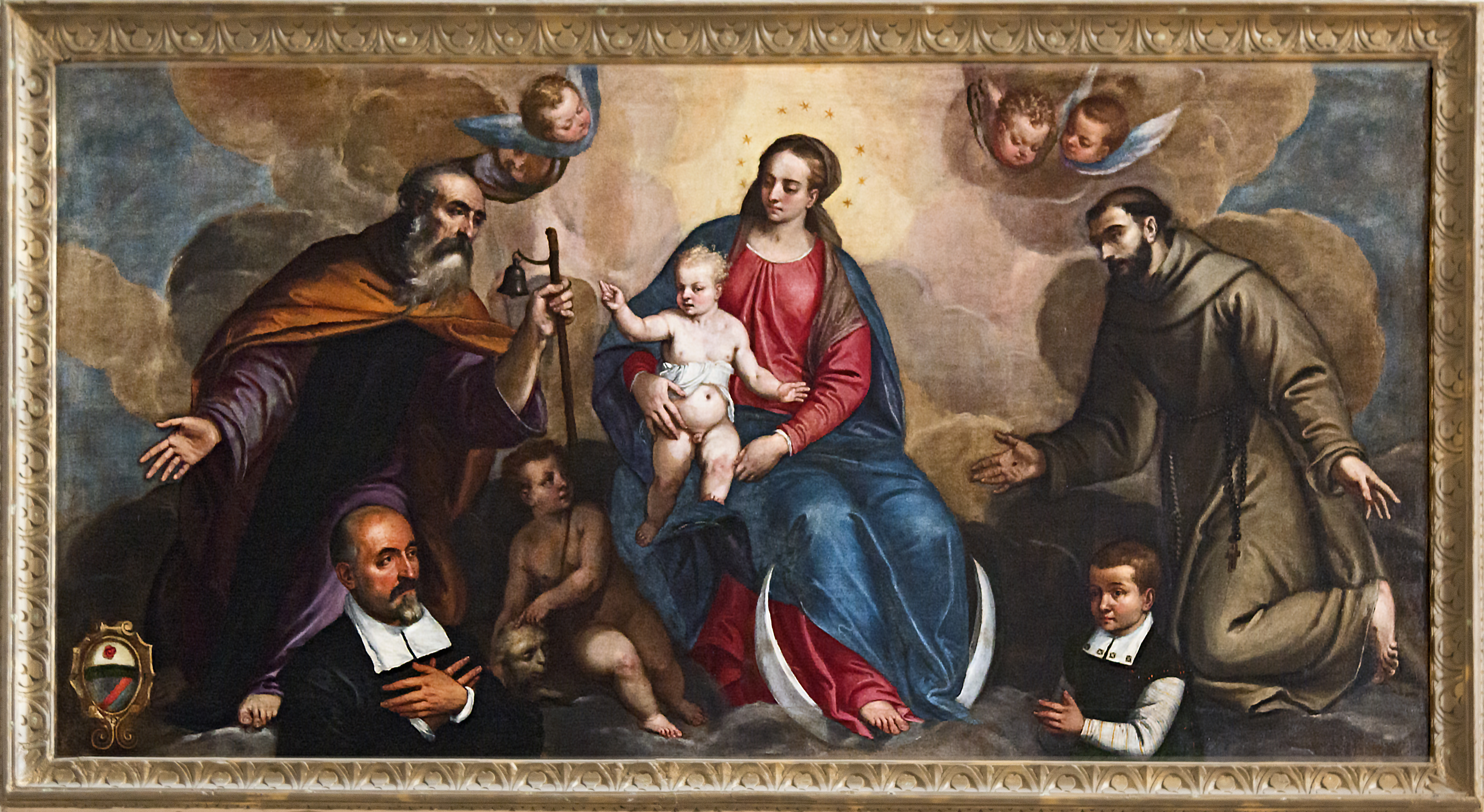
La Vierge à l'Enfant d'Antonio Vassilacchi
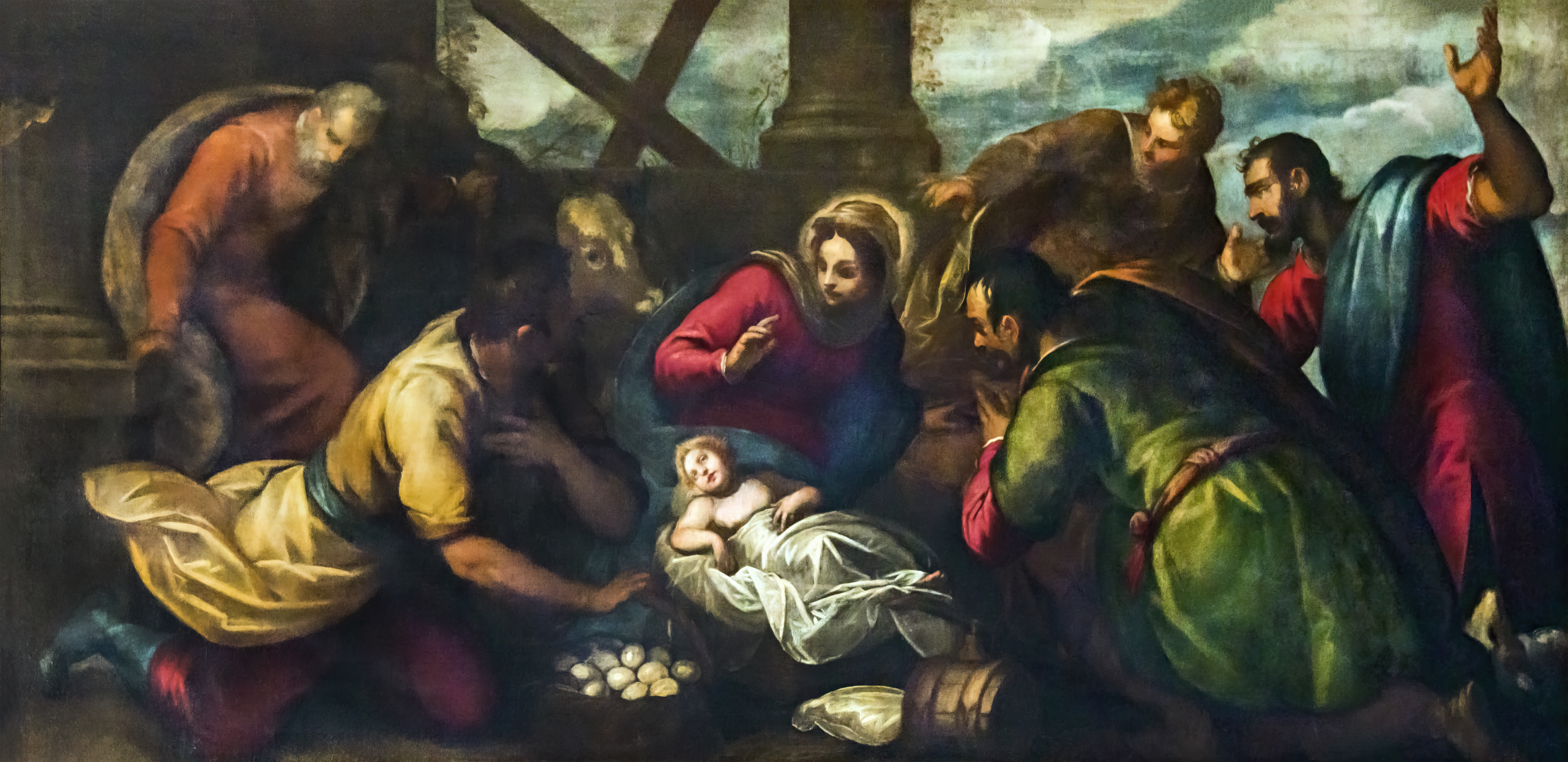
L'Adoration des bergers d'Antonio Vassilacchi

### Chapelles de droite

#### Chapelle Bragadin ou chapelle de sainte-Catherine d’Alexandrie
La première chapelle de droite, dédiée à la famille Bragadin, est patronnée par sainte Catherine d’Alexandrie. La chapelle a été acquise en 1537 par Girolamo Bragadin, procurateur de Saint-Marc. Les armoiries de la famille Bragadin sont placées de chaque côté de l'autel. Le tableau du retable, exécuté au milieu du XVIe siècle par Giuseppe Porta, représente Catherine d'Alexandrie avec les saints Jérôme, Jean-Baptiste, et l'apôtre Jacques. On retrouve, du côté droit, un tableau décrivant la Cène (première moitié du XVe siècle) par Francesco Rizzo Da Santacroce, et du côté gauche, la Résurrection du Christ (XVIe siècle) par Giovanni da Asola. Au milieu de la chapelle se trouve la pierre tombale de Girolamo Bragadin (1545).

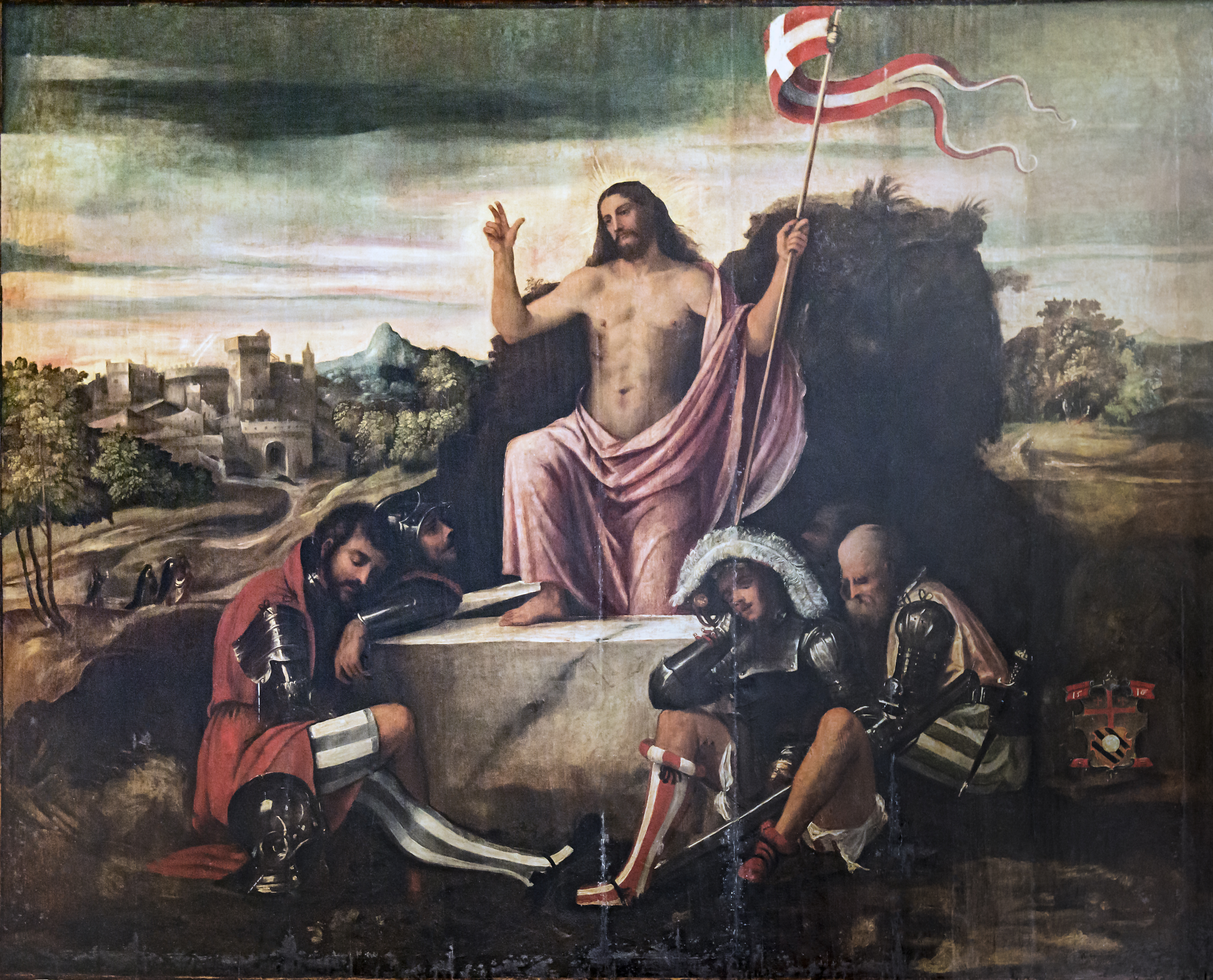
La résurrection du Christ par Giovanni da Asola
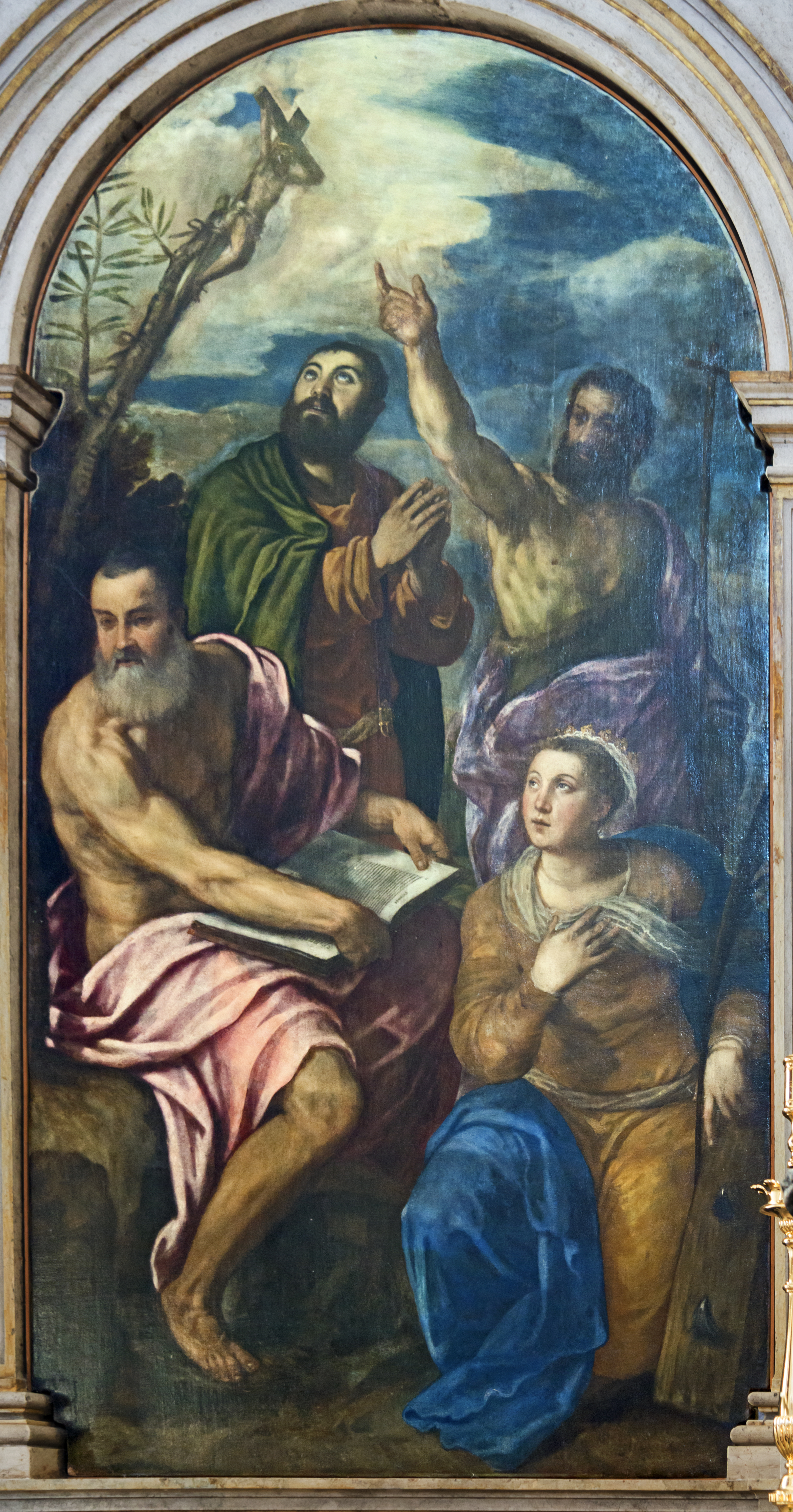
Catherine d'Alexandrie par Giuseppe Porta
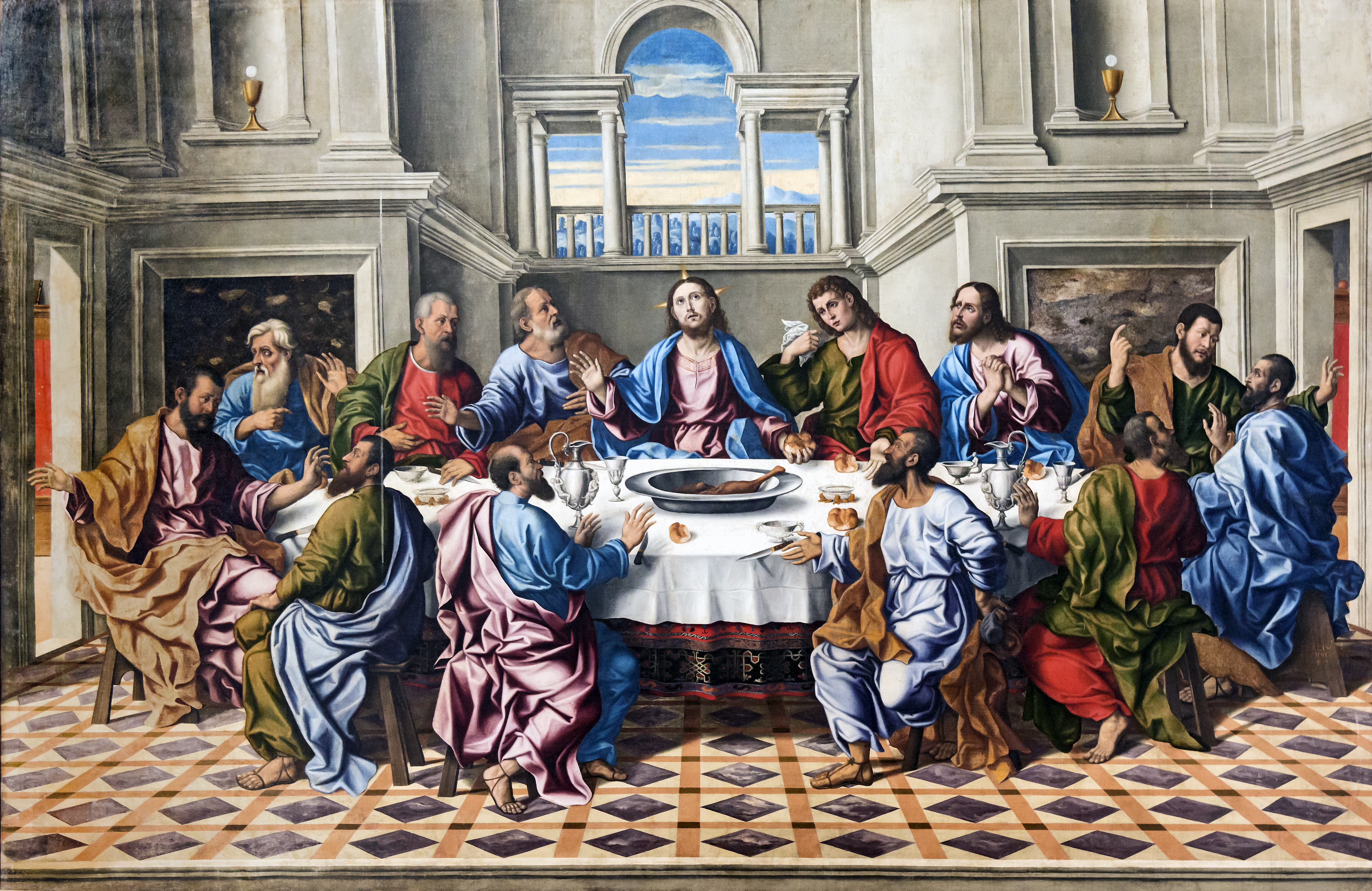
La dernière cène par Francesco Rizzo Da Santacroce

#### Chapelle Badoer-Surian ou chapelle de l'immaculée
La deuxième chapelle à droite est dédiée à la famille Badoer-Surian, sous le patronage de la Vierge (dont une statue orne l'autel). le nom italien est : Cappella dell'immacolata. La chapelle a été achetée en 1535 par Piero Badoer, procureur de San Marco. Elle contient la pierre tombale de Cristoforo Surian (1563) avec les armes de la famille.
L'autel de style baroque est fait de marbres polychromes (XVIIe siècle). Une statue en bois polychrome de la Vierge Marie par un artiste inconnu se tient au centre de la chapelle, dans une niche. Au-dessus de l'autel est représenté L'Immaculée et saint Christophe (1685).
La chapelle est décorée de quatre tableaux :
sur la paroi de droite
- Le sacrifice d’Isaac par Giambattista Pittoni (1687-1767)
- Rebecca au puits avec Eléazar par le peintre vénitien Francesco Polazzo (1682-1753)

sur la paroi de gauche
- La samaritaine au puits par Nicola Grassi (1682-1748)
- La guérison de l'aveugle-né par Angelo Trevisani (1669-1753)

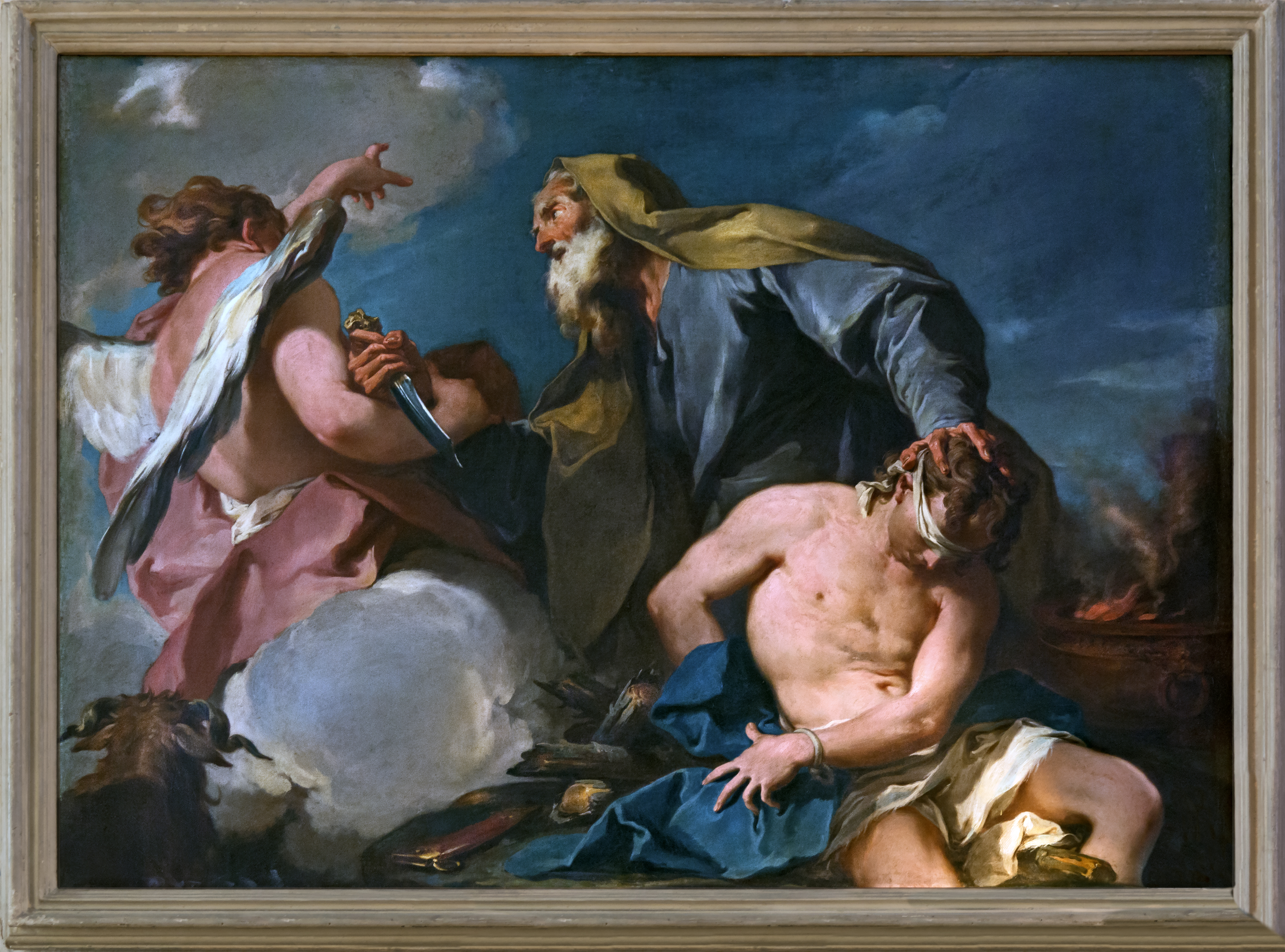
Sacrificio di Isacco
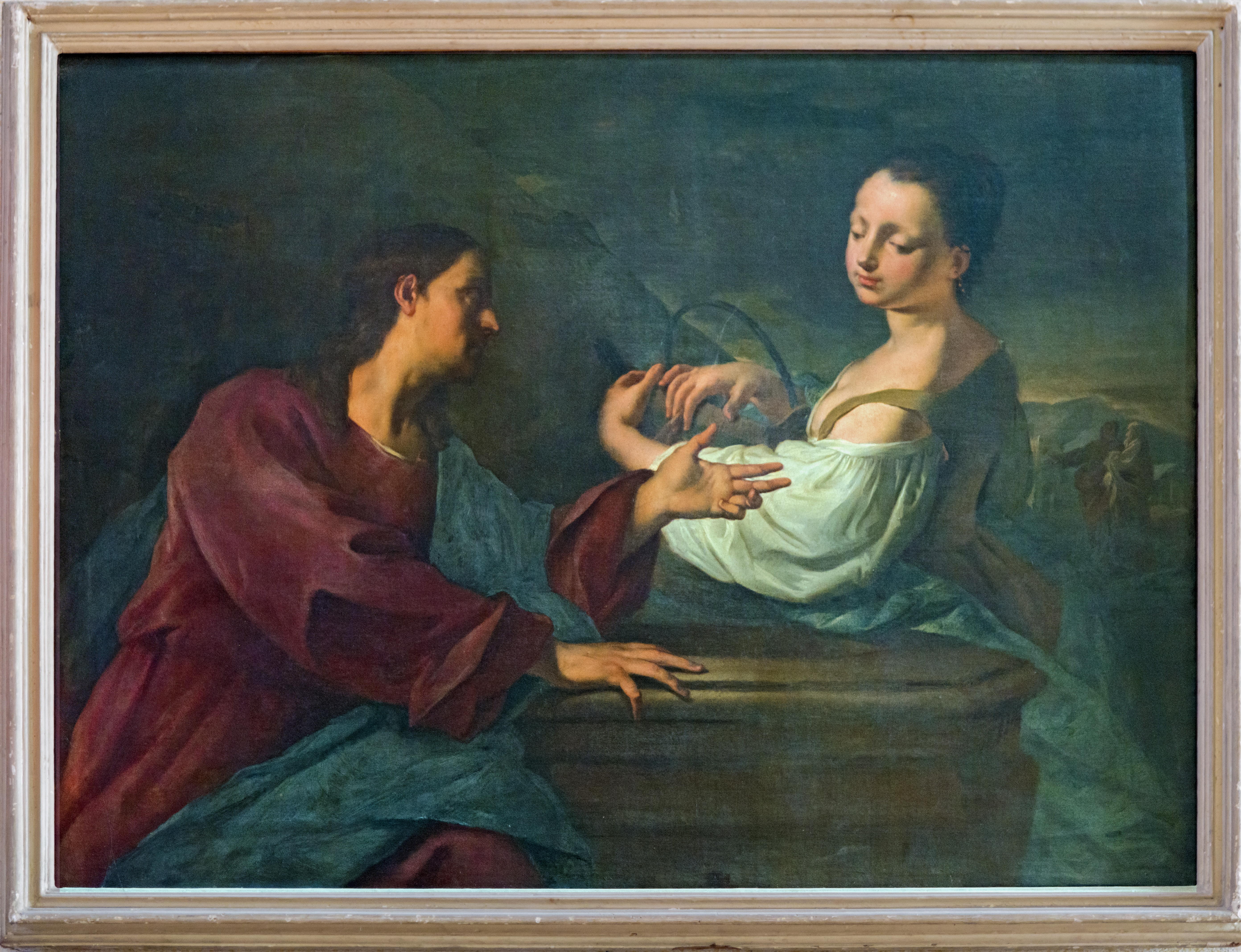
Rebecca al pozzo con Eleazar
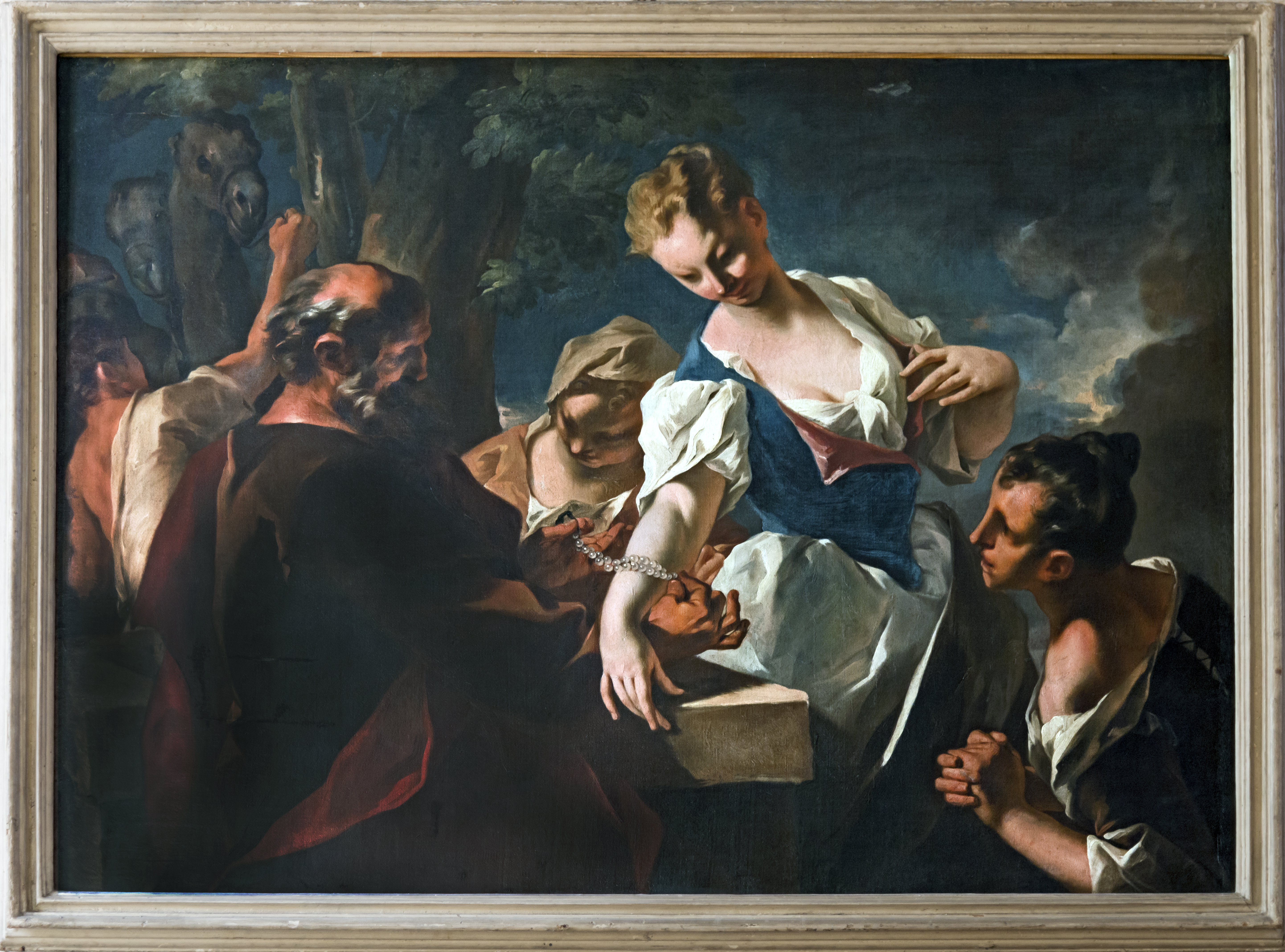
La samaritana al pozzo
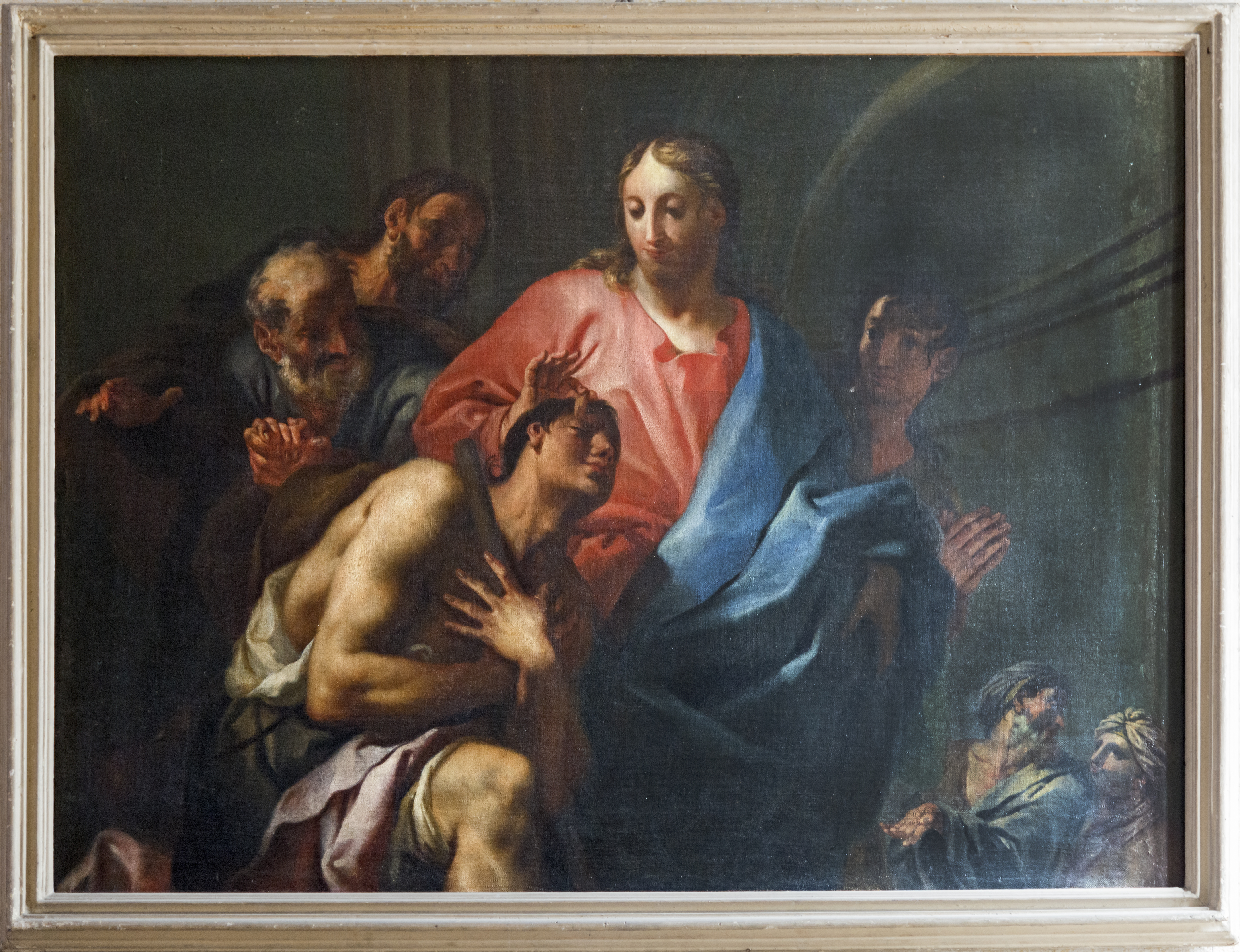
La guarigione del cieco nato

#### Chapelle Contarini
La troisième chapelle à droite, achetée en 1536 par Zuane Contarini, est dédiée à la famille Contarini sous le patronage de saint François d'Assise.
Elle abrite le tombeau de deux doges : Alvise, doge de 1676 à 1684, et Francesco, doge de 1623 à 1624. Les deux bustes sont l'œuvre d'Antonio Gai.
La chapelle est également ornée d'une sculpture en albâtre de Saint Louis de Toulouse et de La Vierge en majesté et les Saints de Palma le Jeune (1628). Elle est aussi décorée des peintures de Francesco Fontebasso représentant, sur le plafond, La Gloire de San Pedro de Alcántara et, sur les murs, San Pedro de Alcántara et Thérèse d'Avila, San Pedro de Alcántara et la reine Isabelle d'Espagne, La Mort de San Pedro de Alcántara et l'Ascension de Pedro de Alcántara au ciel. Sur les murs, il y a deux médaillons ovales : à droite, les vertus cardinales, Foi, Espérance et Charité, de Jacopo Marieschi ; et à gauche, la religion et la méditation par Francesco Maggiotto. La décoration de la chapelle a été achevée en 1789.

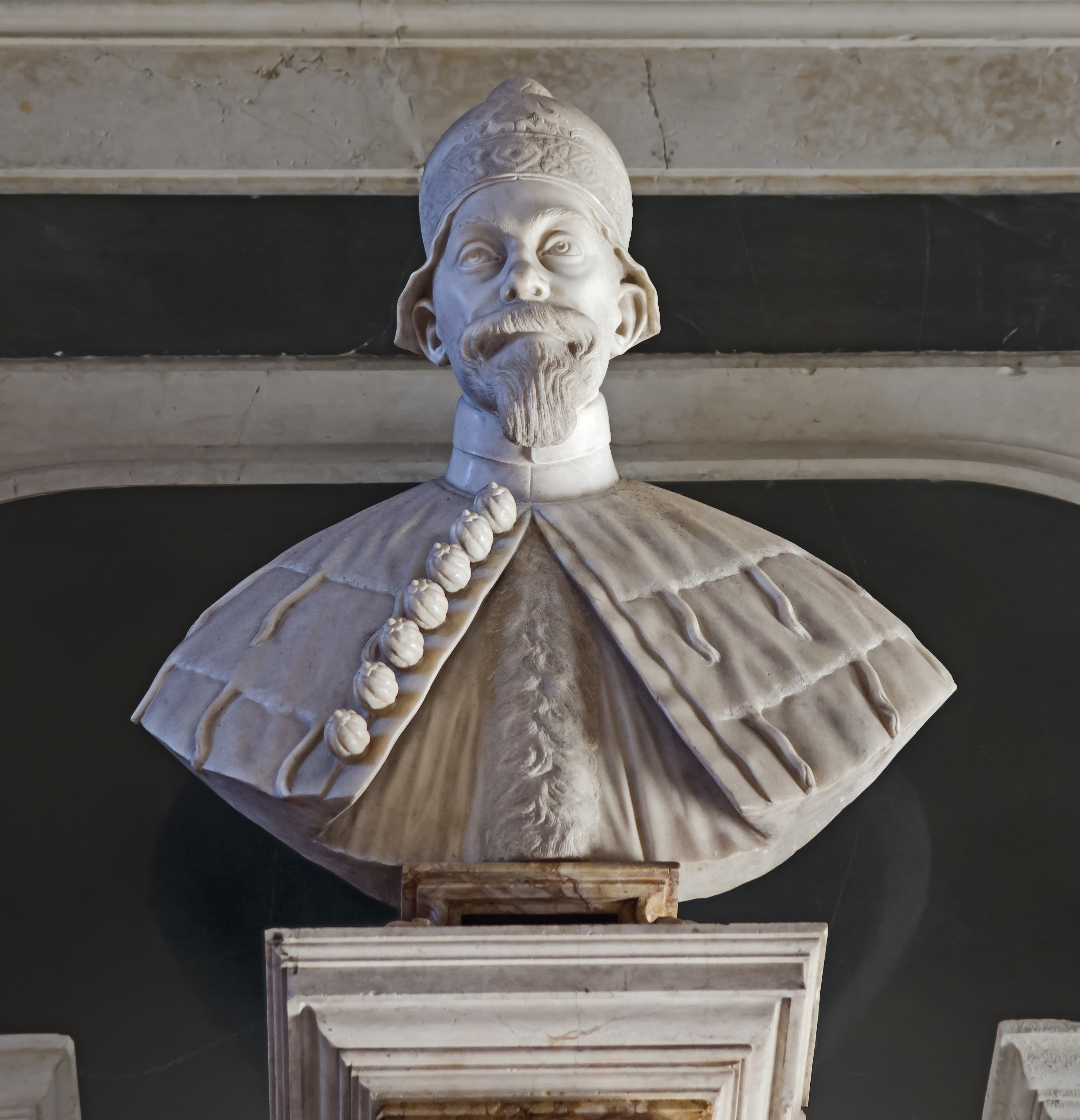
Buste sur le tombeau du doge Francesco Contarini
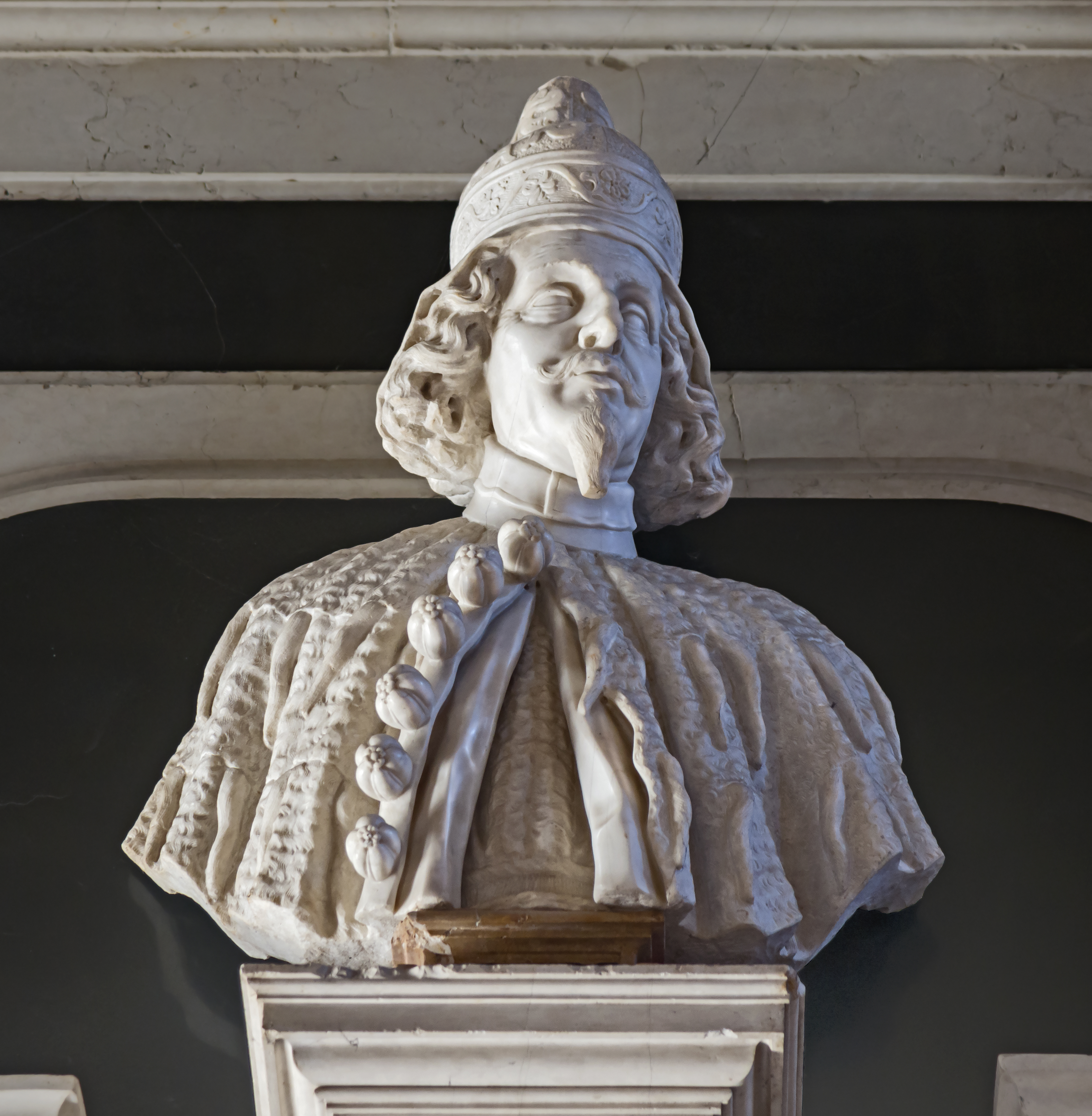
Buste sur le tombeau du doge Alvise Contarini
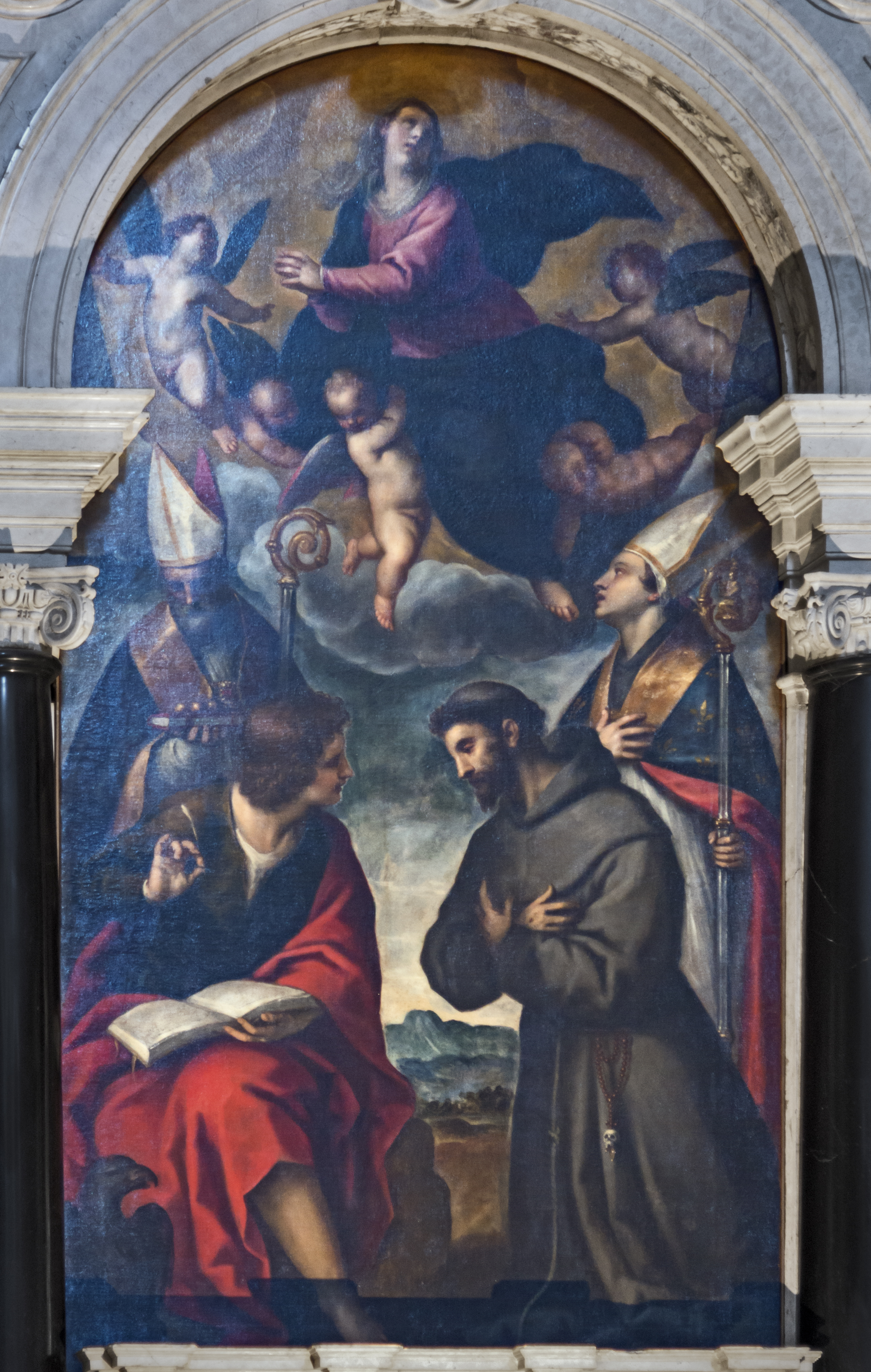
La Vierge en majesté et les Saints, Palma le Jeune

#### Chapelle Malipiero-Badoer
La quatrième chapelle à droite est dédiée au famille Malipiero et Badoer. Elle est consacrée à la Résurrection. La chapelle a été achetée en 1546 par Sebastian Malipiero, avec droit de sépulture. Un siècle plus tard, la chapelle a été vendue à la famille Badoer.
Le tableau du retable la Résurrection du Christ est de Véronèse (vers 1560, elle constitue la première commande vénitienne du peintre).

#### Chapelle Barbaro
La cinquième chapelle à droite est dédiée à la famille Barbaro, dont elle est ornée des armes ancestrales : un cercle rouge sur fond blanc, accordé à l'amiral Marco Barbaro du XIIe siècle pour sa victoire à Jaffa (dans le cadre de la croisade vénitienne de 1122-24). Le tableau du retable est de Battista Franco : il s'agit d'une huile sur toile qui représente Le baptême du Christ entre Saint François et Bernardin de Sienne. Ces deux personnages, figurant bien de part et d'autre du groupe central, sont masqués par les deux colonnes.

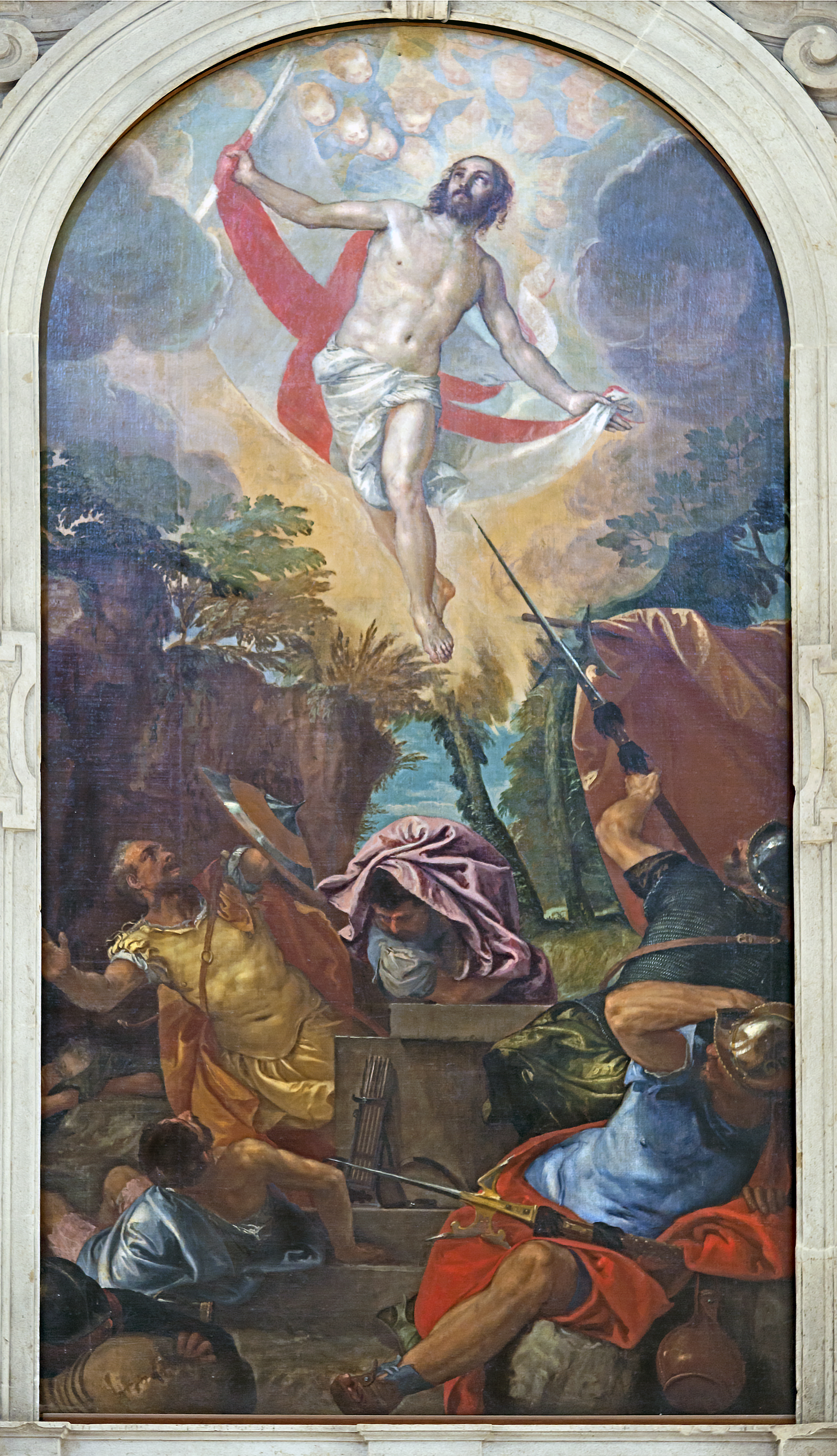
La Résurrection du Christ (1560), Paul Véronèse
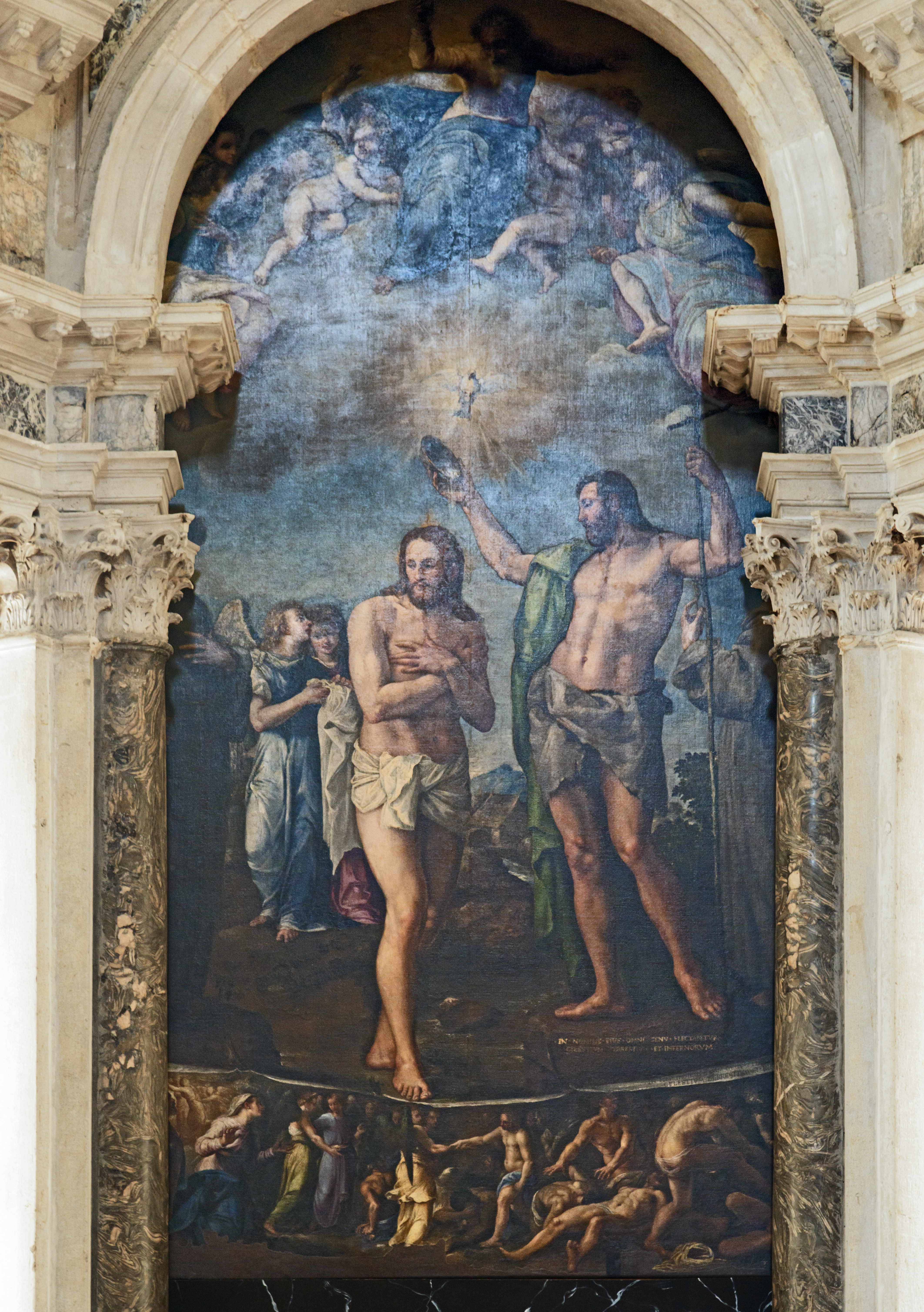
Le baptême du Christ, Battista Franco

#### La chaire de droite
Elle a été érigée aux frais de Matteo Goretto avec un autel sous-jacent dédié à saint Matthieu et un tableau représentant l’apôtre par Francesco Montemezzano. Au-dessus de la chaire, un autre tableau du même auteur représente l'Assomption de la Vierge (fin du xvie siècle).

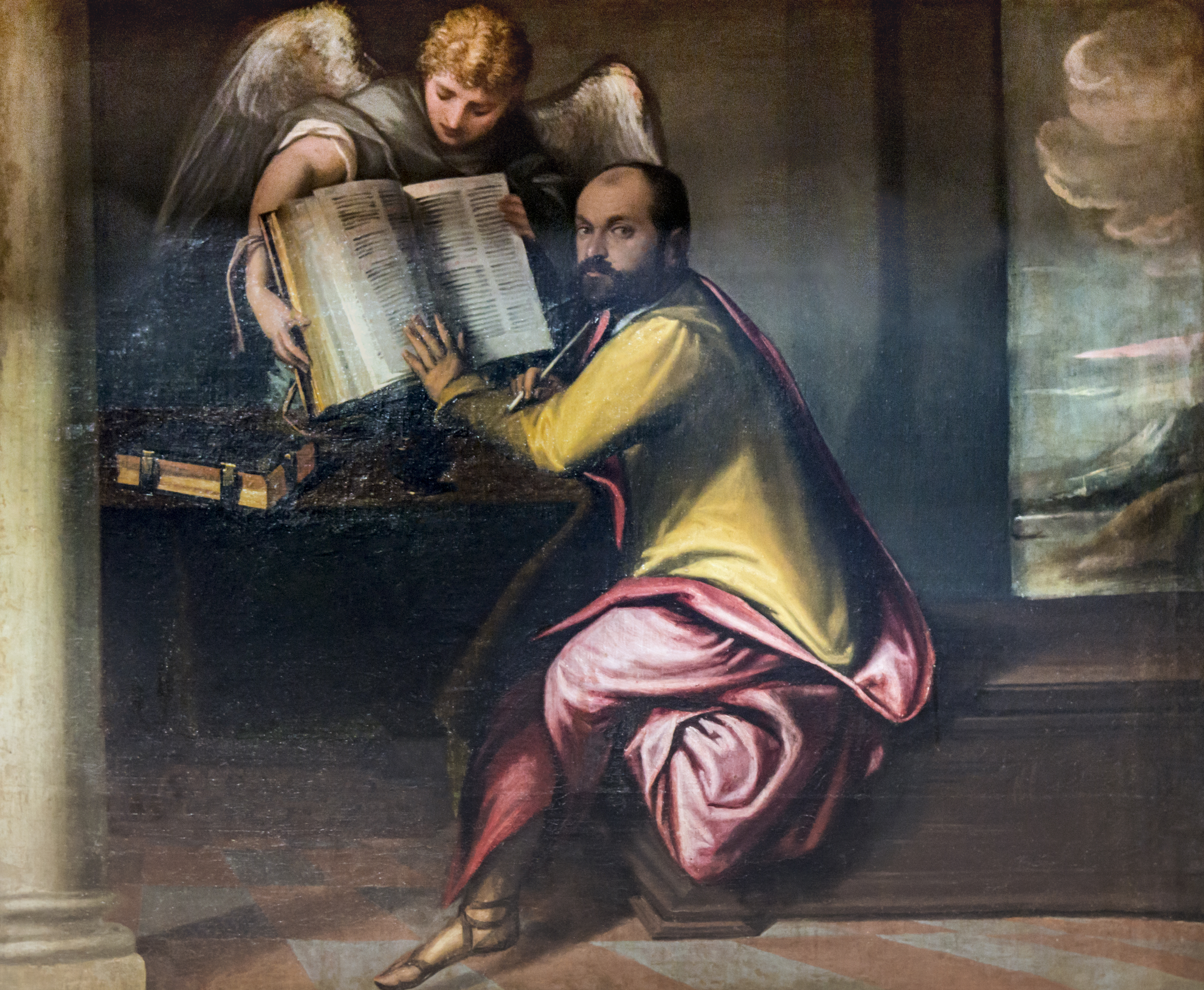
Saint Matthieu par Francesco Montemezzano
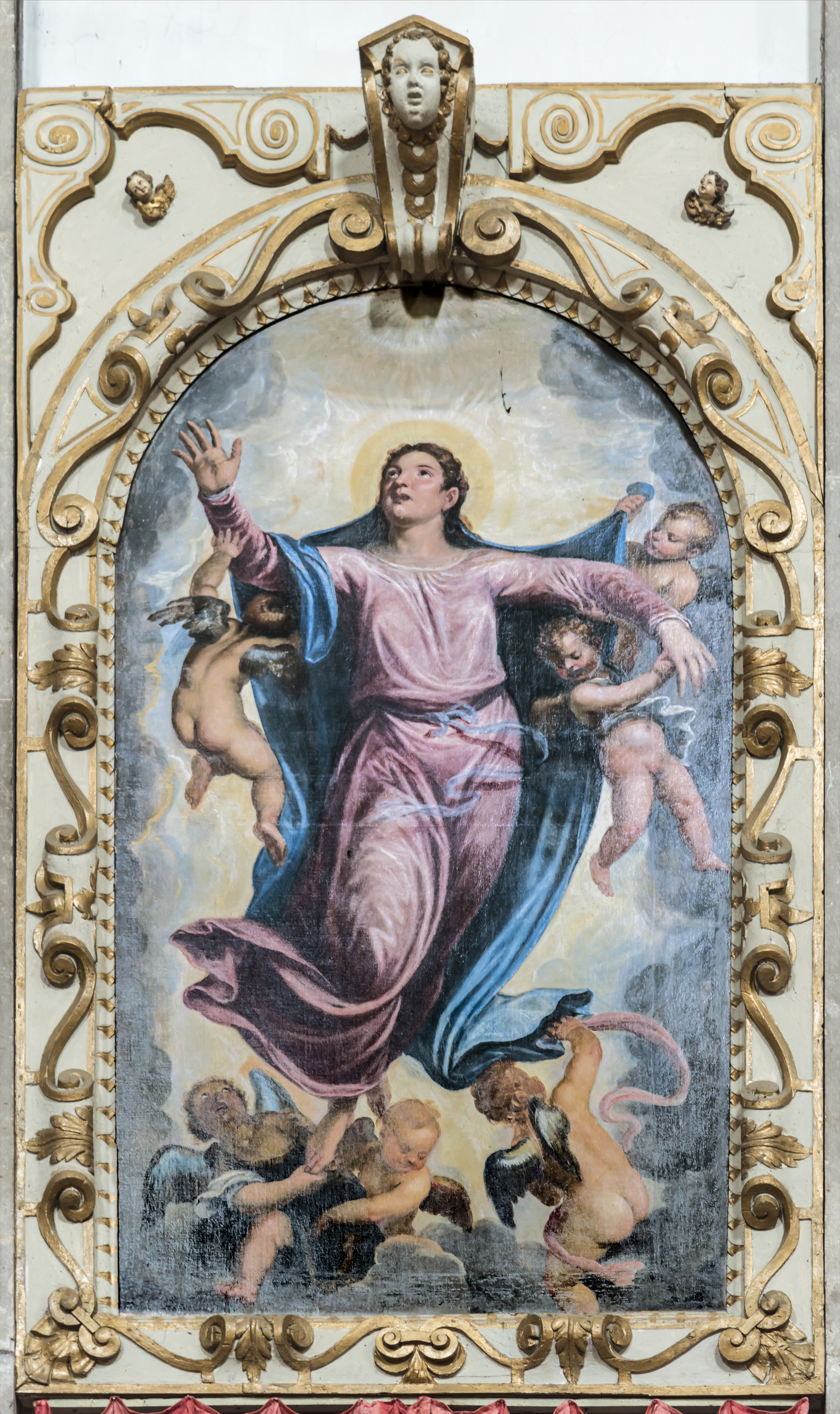
L’assomption de Marie par Francesco Montezzano

### Bras gauche du transept
La chapelle Priuli
Dédiée à la famille Priuli et patronnée par Pascal Baylon, la chapelle est fermée par une balustrade en marbre polychrome du XVIe siècle. Sur le mur de droite un tableau d'une Addolorate du XVIIe siècle est attribué à Antonio Vassilacchi. Au-dessous, le mur contient la pierre où Justine de Padoue s'est mise à genoux pour son martyre (provient de l'ancienne église de Santa Giustina aujourd'hui détruite). L'autel en marbre polychrome est surmonté d'une niche en marbre rouge de Vérone où l'on peut voir une statue en bois de Pascal Baylon (1691) par Marchiò Molziner (retirée en 1898 de la chapelle Giustiniani où elle était précédemment exposée). Sur l'autel, un sarcophage en verre contient le corps de Santa Cristina (martyrisée à 13 ans en l'an 297), déposé à la suite de la destruction de l'église Santa Giustina en 1810.
Le monument au doge Marcantonio Trevisan
Le monument à la mémoire du doge Marcantonio Trevisan, dû à Girolamo Campagna, encadre le haut de la porte donnant accès à la Sainte-Chapelle, à la sacristie et aux cloîtres. La tombe du doge est située au centre du transept, face au chœur. Du côté droit de la porte, on retrouve une statue de saint Louis de Toulouse.
La Sainte-Chapelle
Accessible à partir du bras gauche du transept, la Sainte-Chapelle renferme une Madone à l'Enfant et les Saints de Giovanni Bellini (1507).

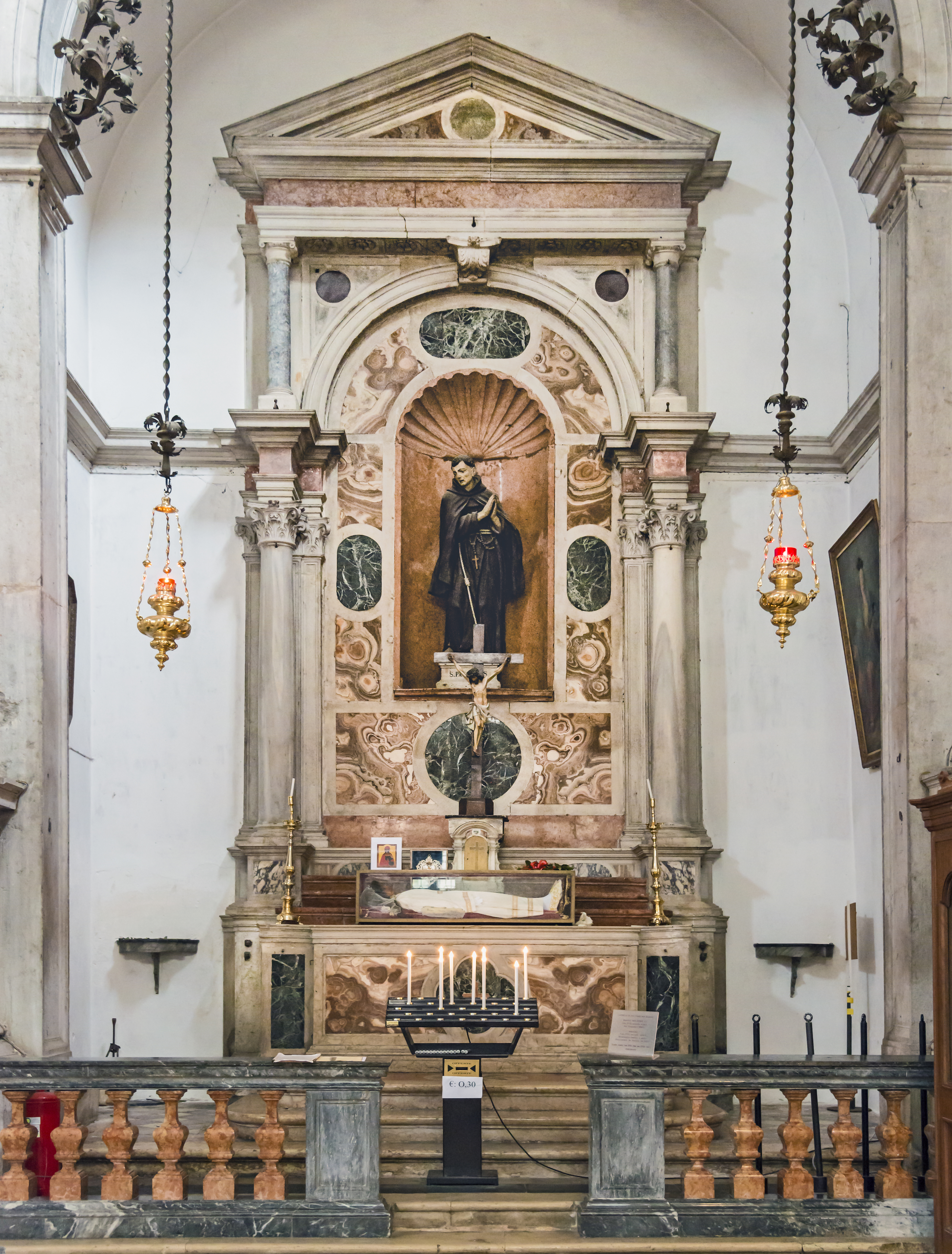
Chapelle de Pascal Baylon
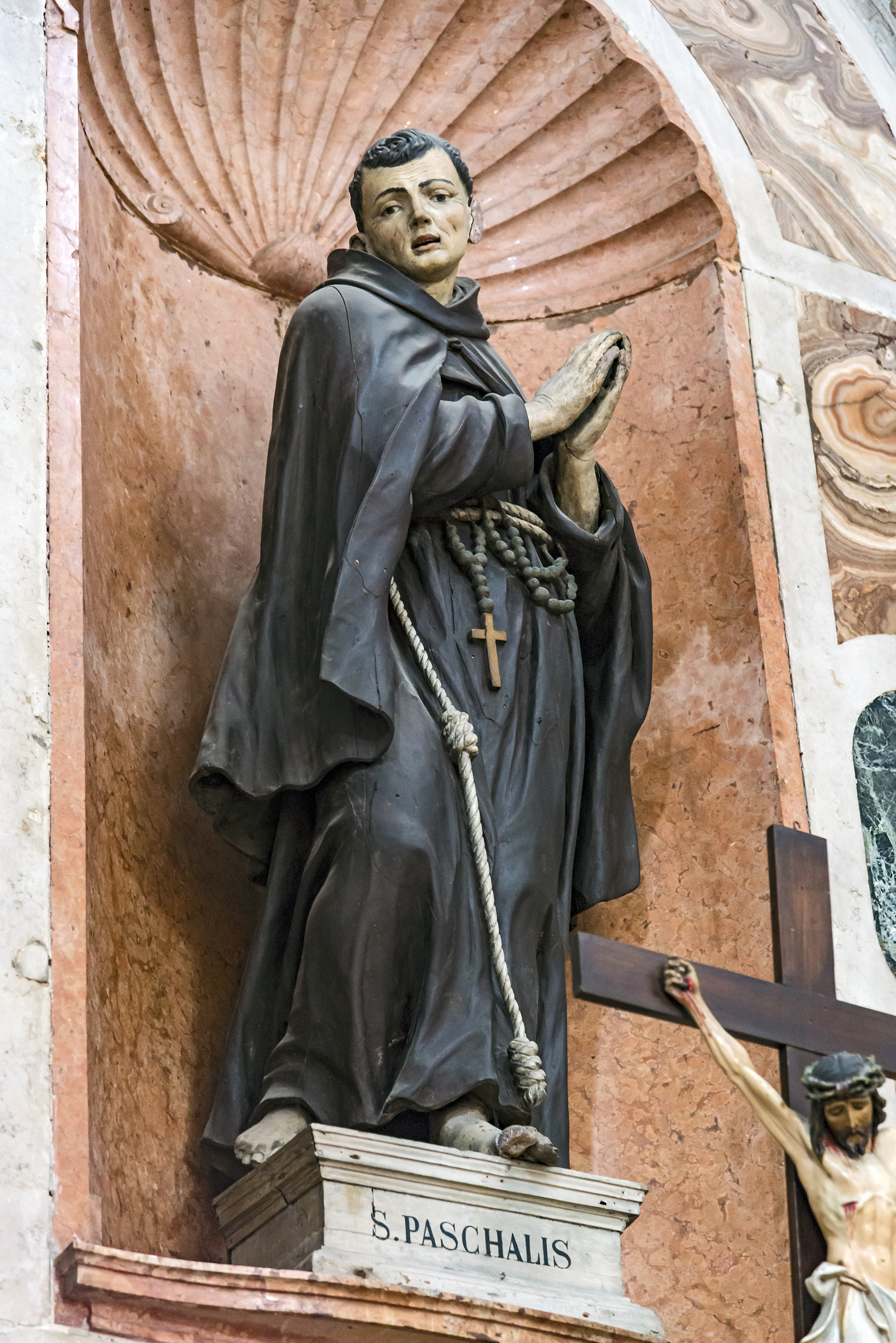
Statue de Pascal Baylon par Marchiò Molziner
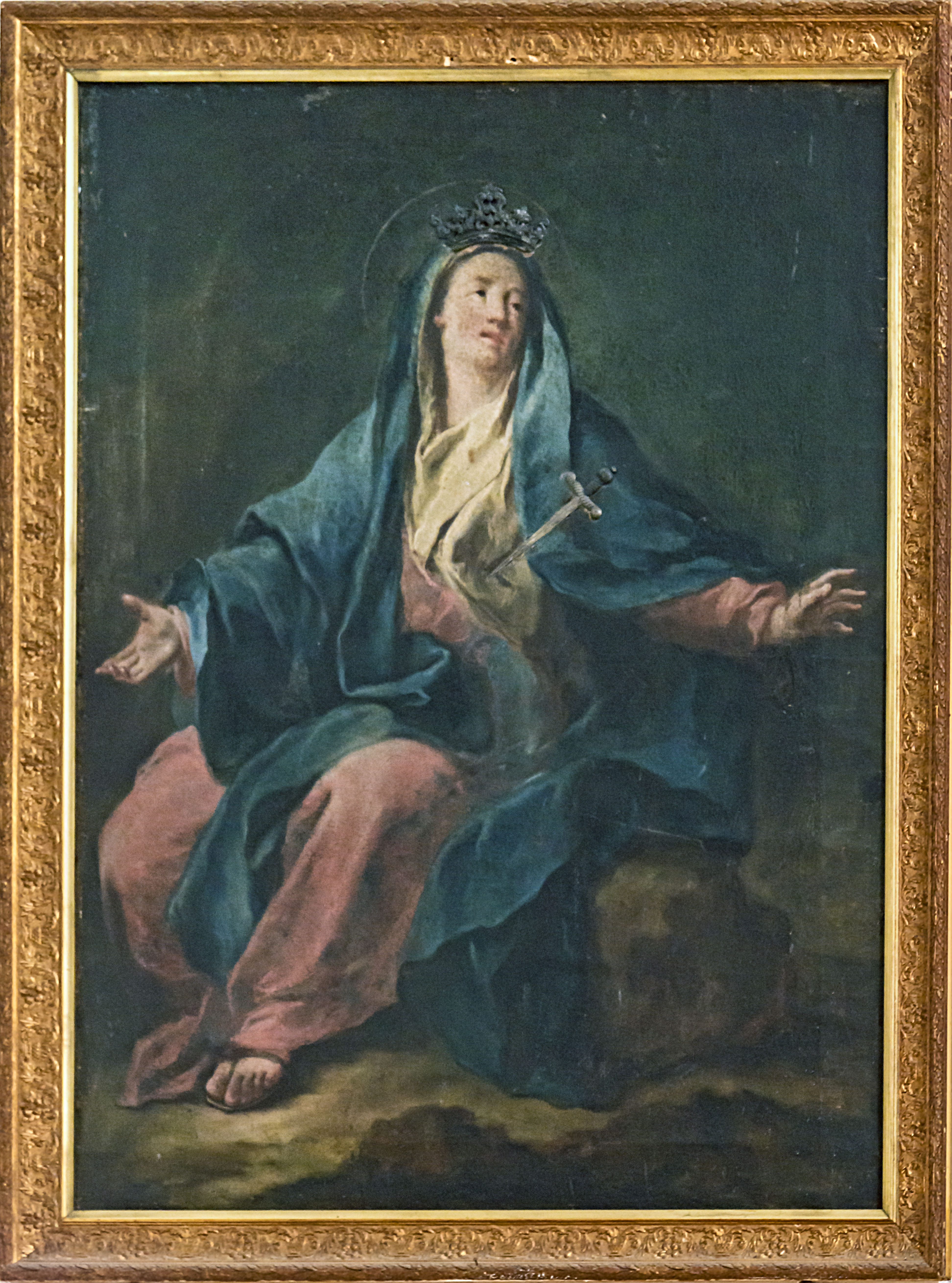
Addolorata, par Antonio Vassilacchi
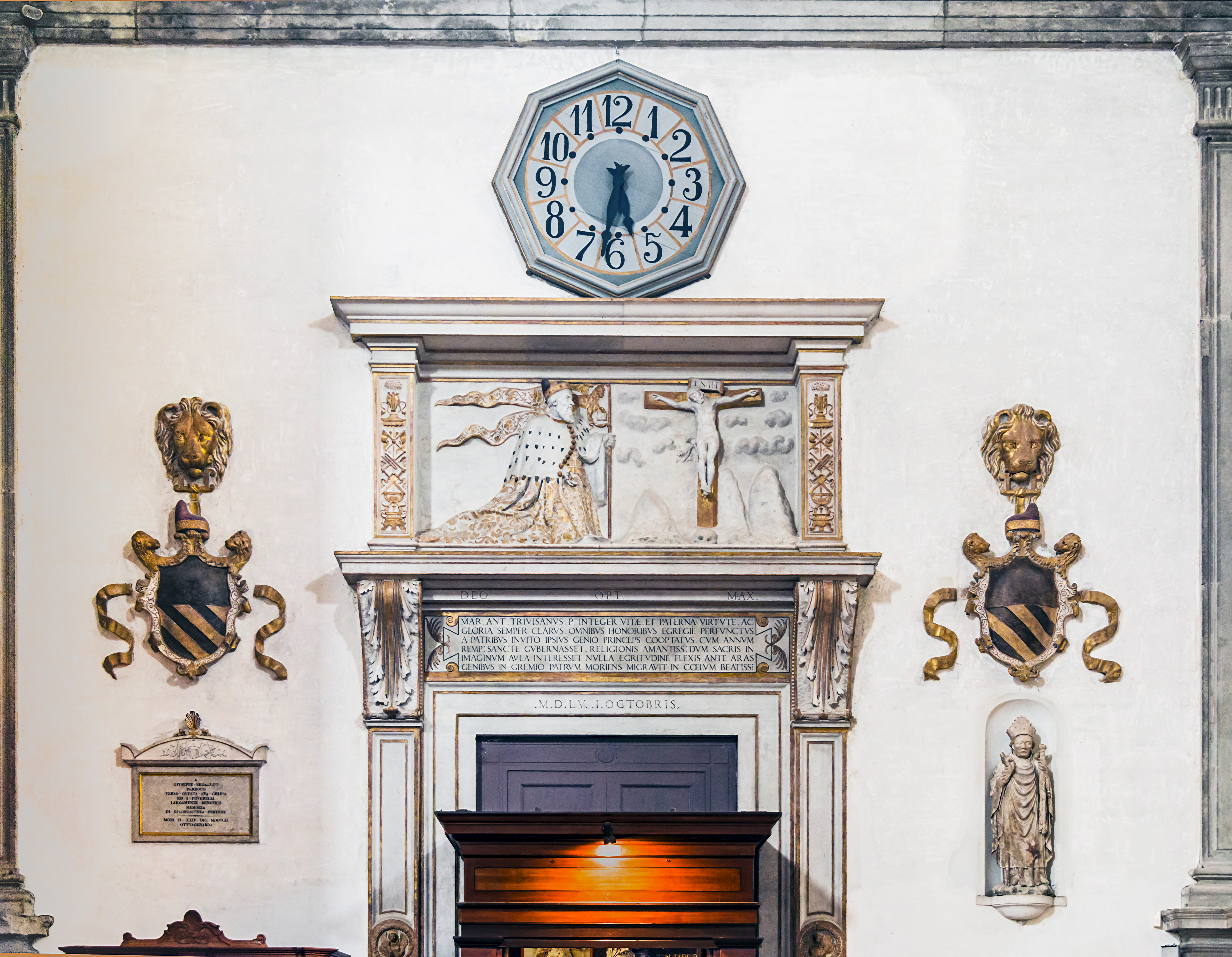
Fond du transept gauche
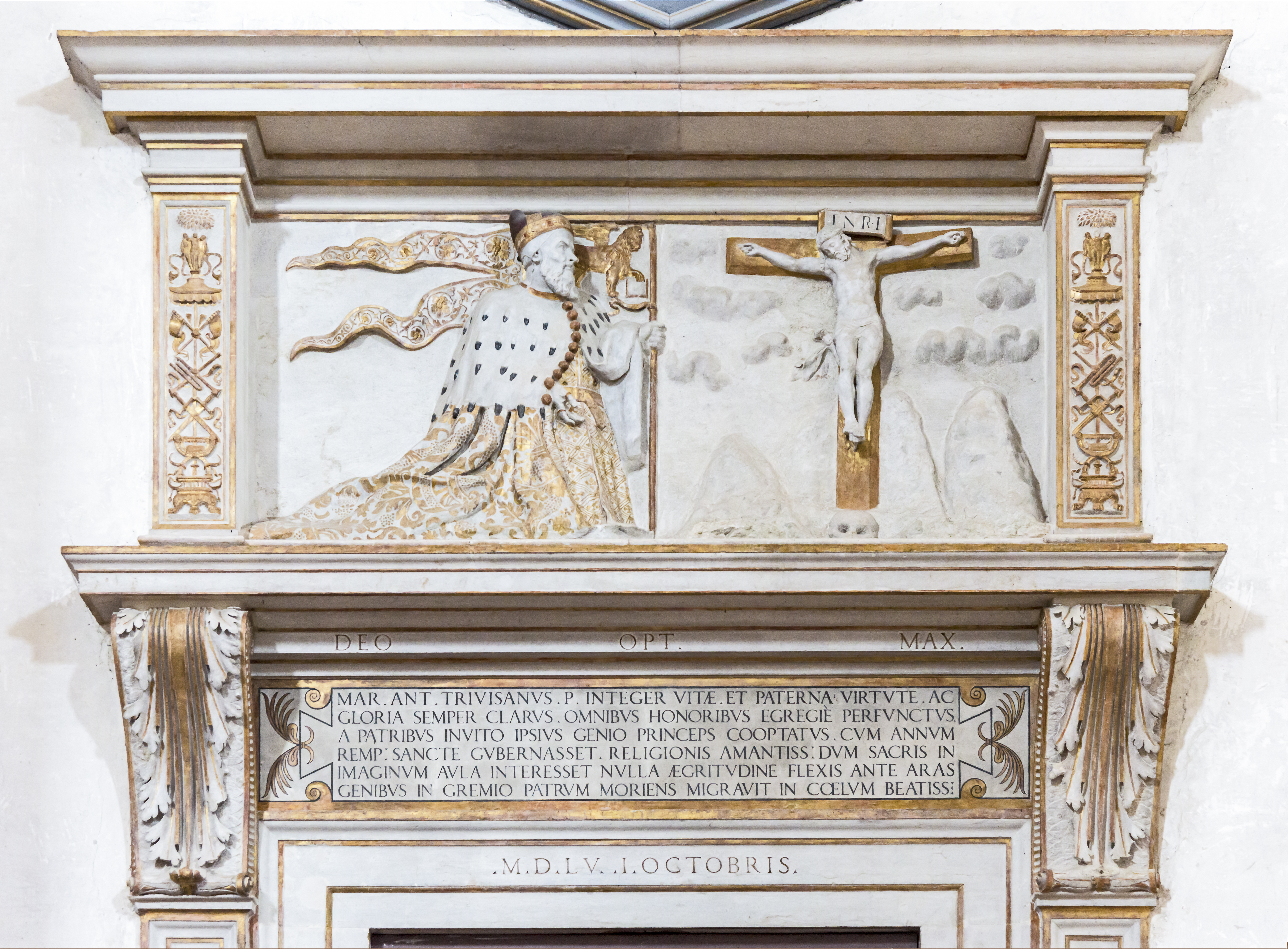
Monument à Marcantonio Trevisan
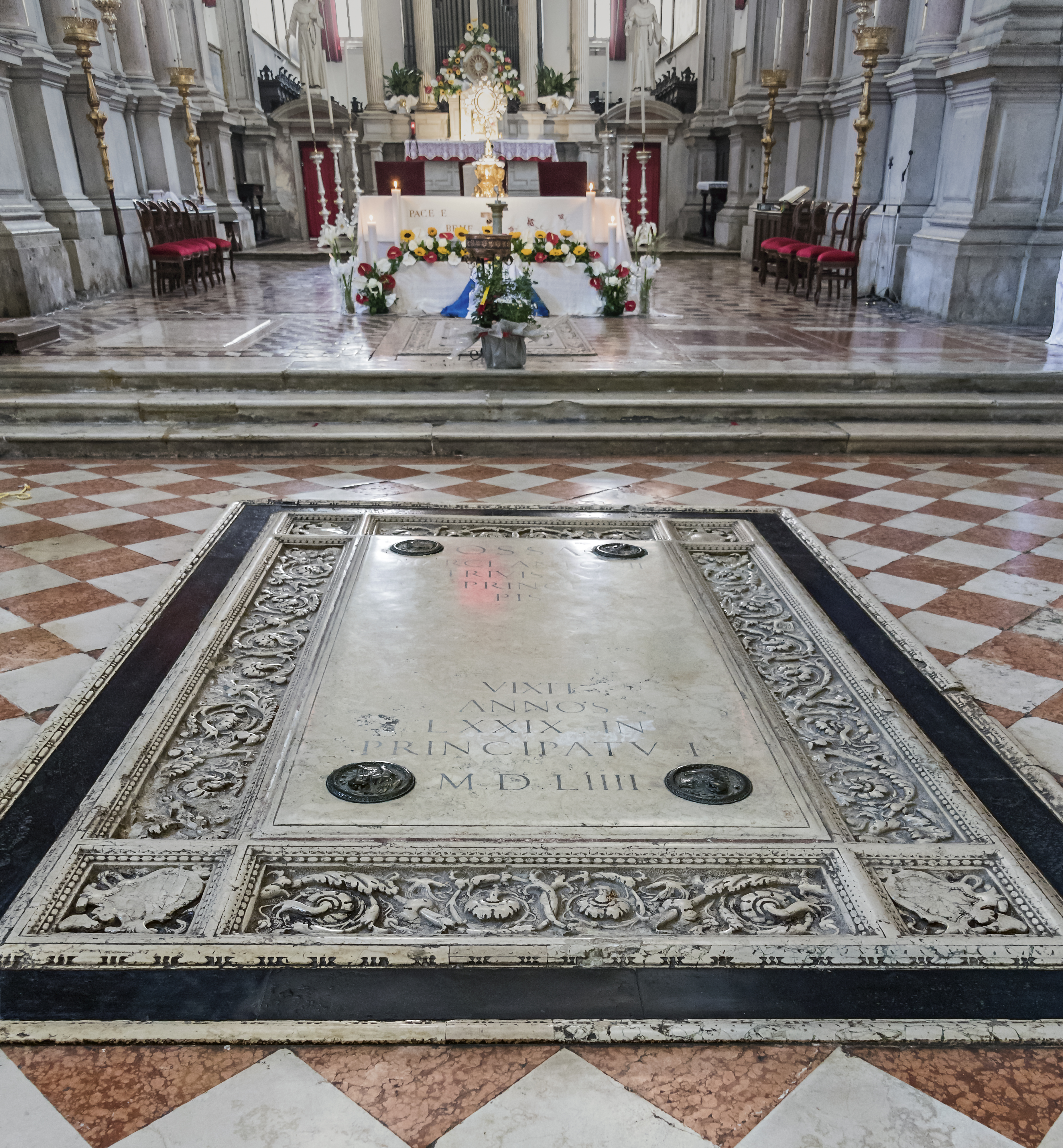
Tombe du doge Marcantonio Trevisan
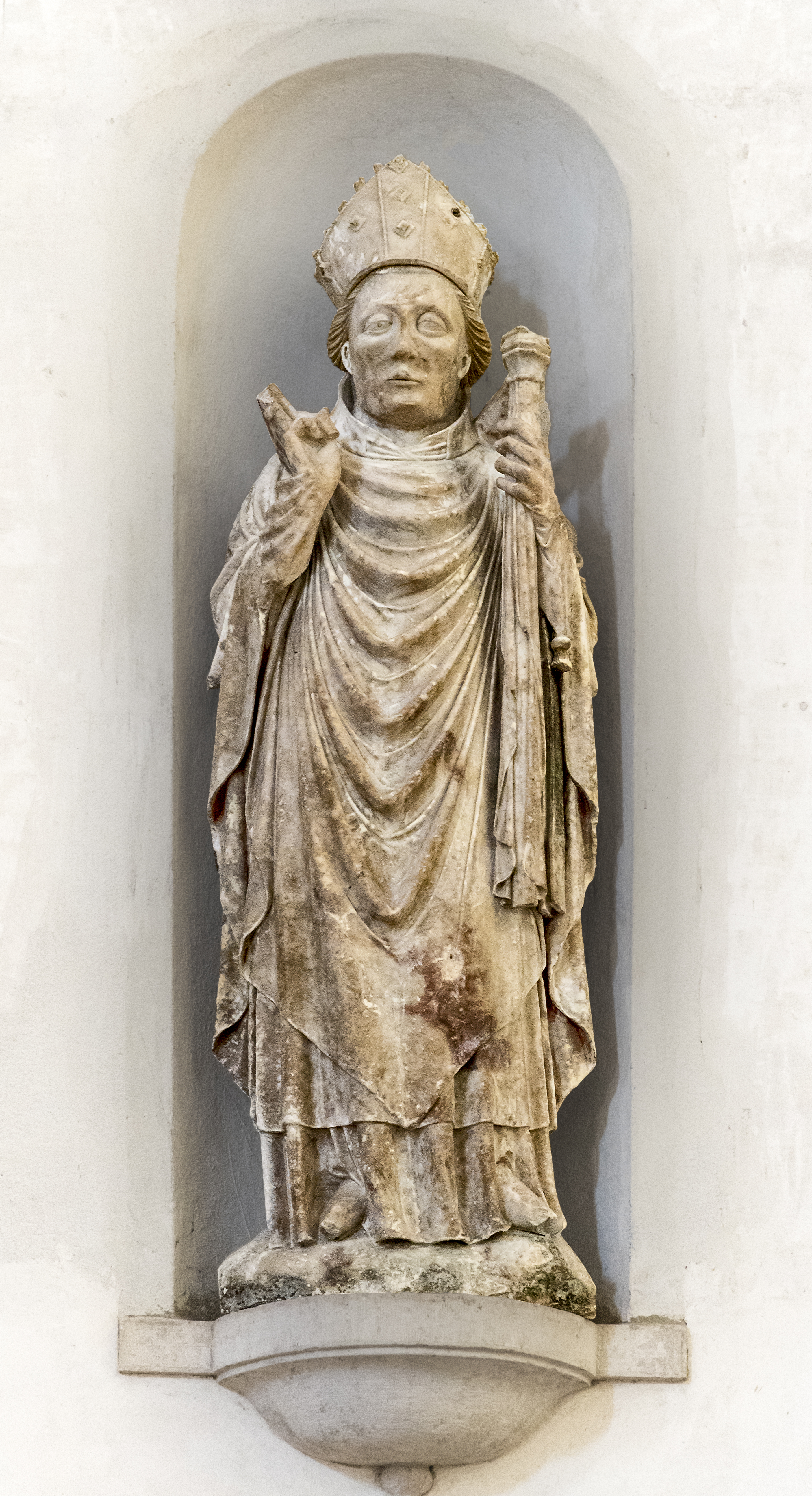
Saint Louis de Toulouse
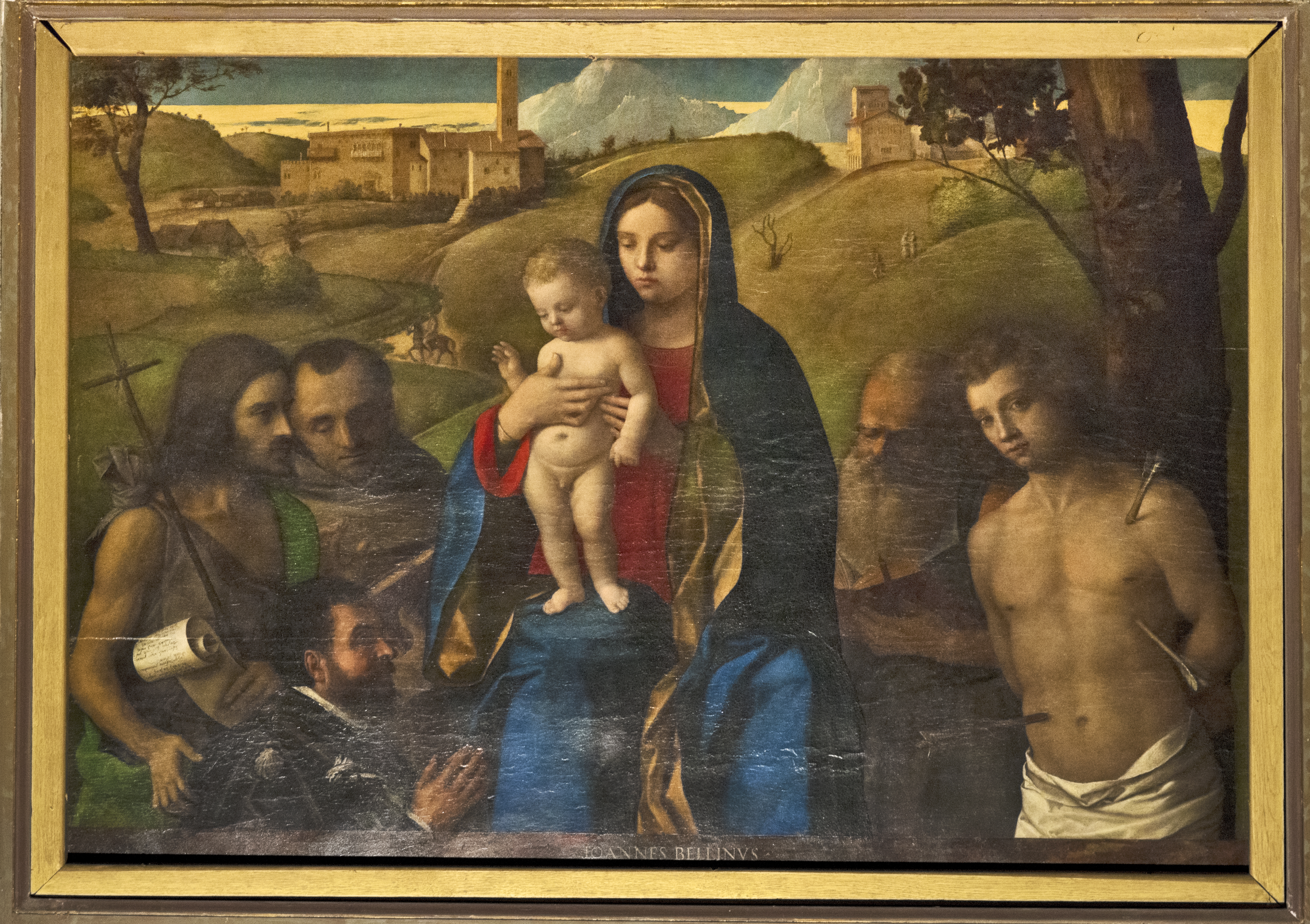
Vierge à l'Enfant avec quatre saints et le donateur par Giovanni Bellini (1507)

La sacristie
La sacristie est organisée avec un autel central et deux latéraux.
Sur le côté gauche : L'adoration des mages, copie du tableau de Federico Zuccari situé dans la chapelle Grimani, mais qui est très dégradé (huile sur marbre). Cette copie a été effectuée en 1833 par le peintre Michelangelo Grigoletti. De l'autre côté de l'autel de gauche, deux œuvres de Palma le Jeune : San Bonaventura nello studio et San Diego d'Alcalá in estasi. L'autel central montre un tableau de Giuseppe Angeli (1709-1798), L'immacolata e santi, de 1760. Du côté droit de l'autel, un portrait de Jean de Capistran peint autour de 1710 et un Antoine de Padoue, tous deux par Nicola Grassi. L'autel de droite est attribué à Sansovino en 1559. Sur le mur d'entrée, du côté gauche, La Communione di San Bonaventura (Bonaventure de Bagnoregio) par Nicola Grassi et, du côté gauche, San Francesco confortato dall'angelo du même auteur.

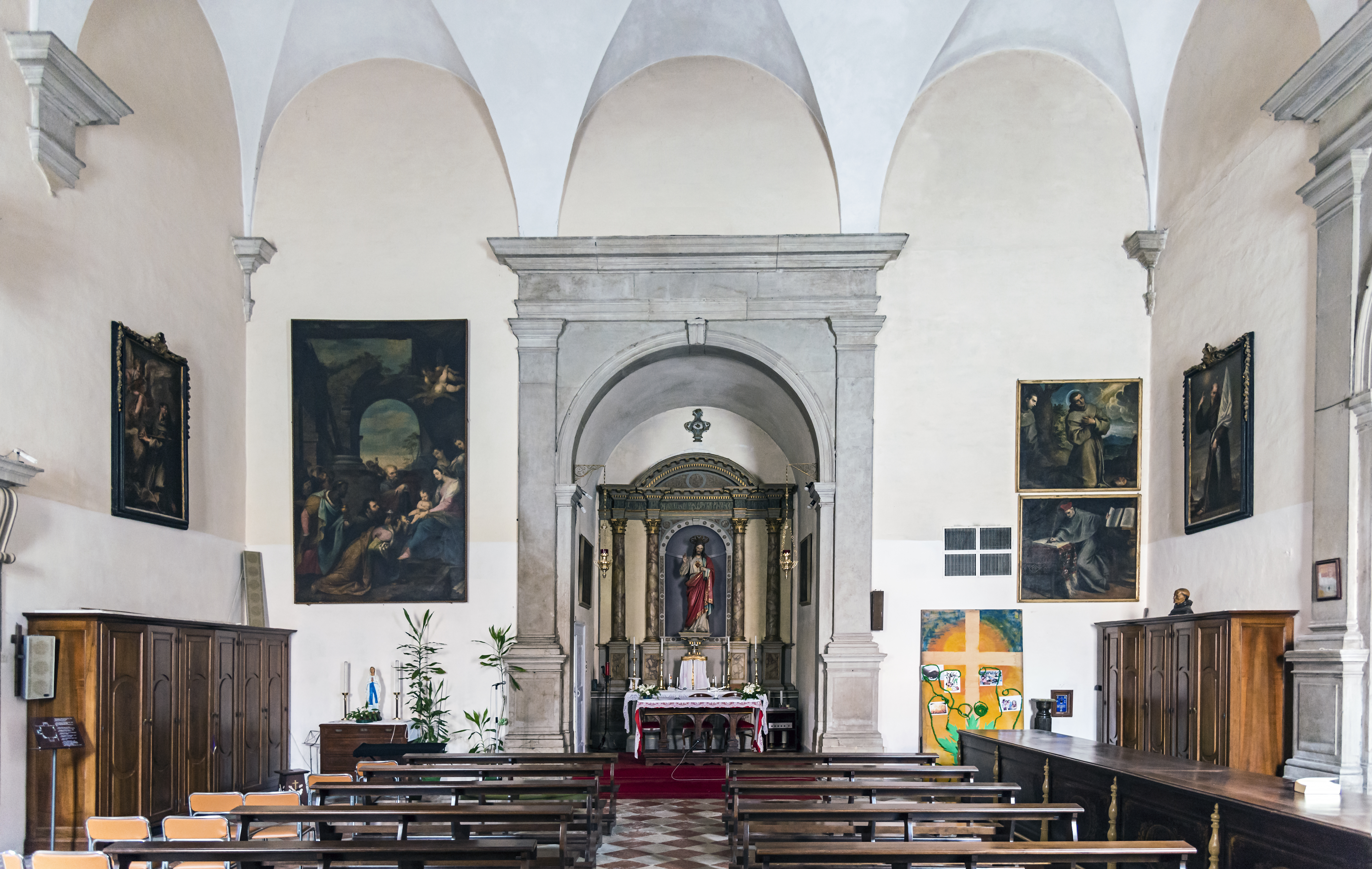
Côté gauche de la sacristie
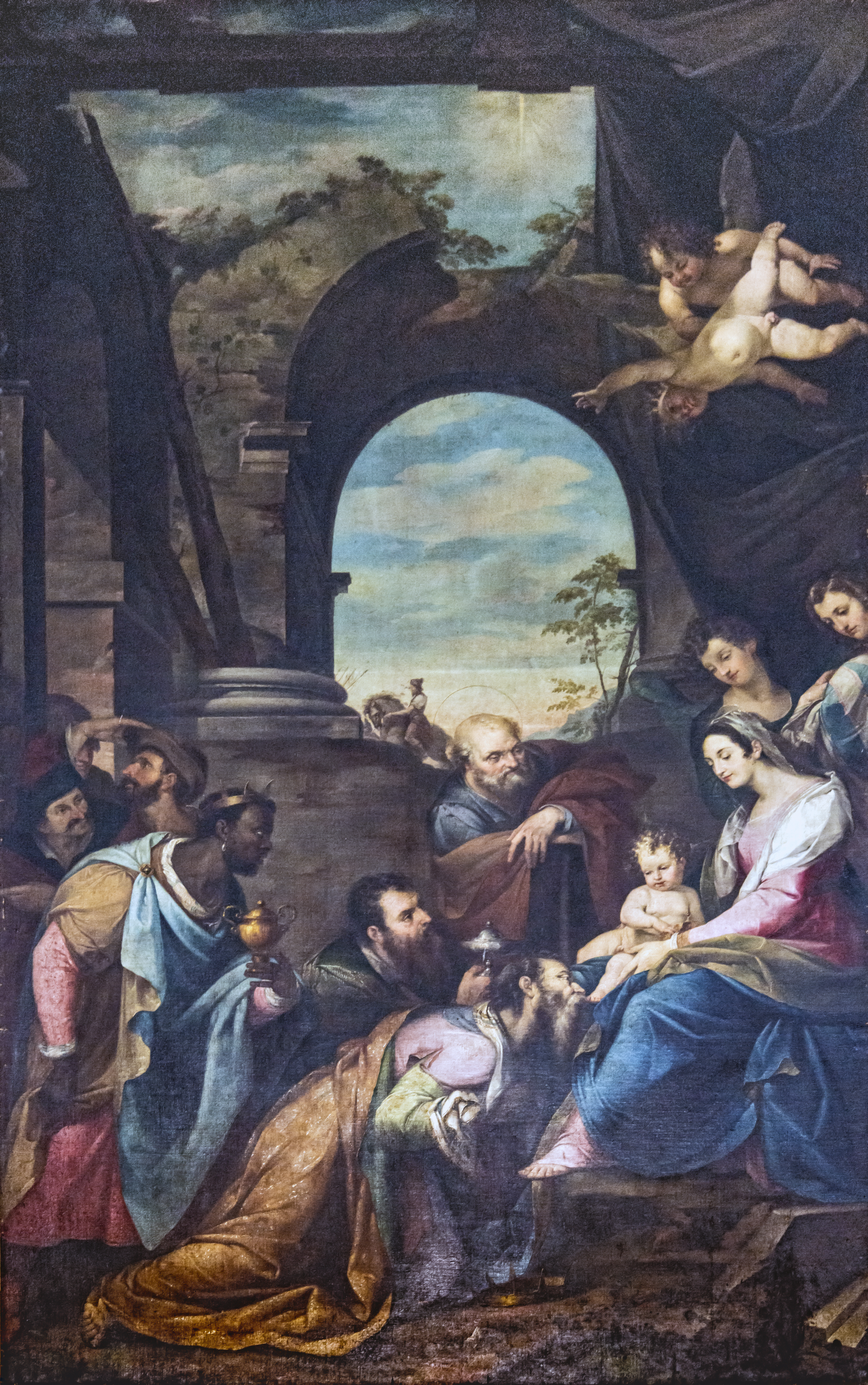
L'adoration des mages par Michelangelo Grigoletti
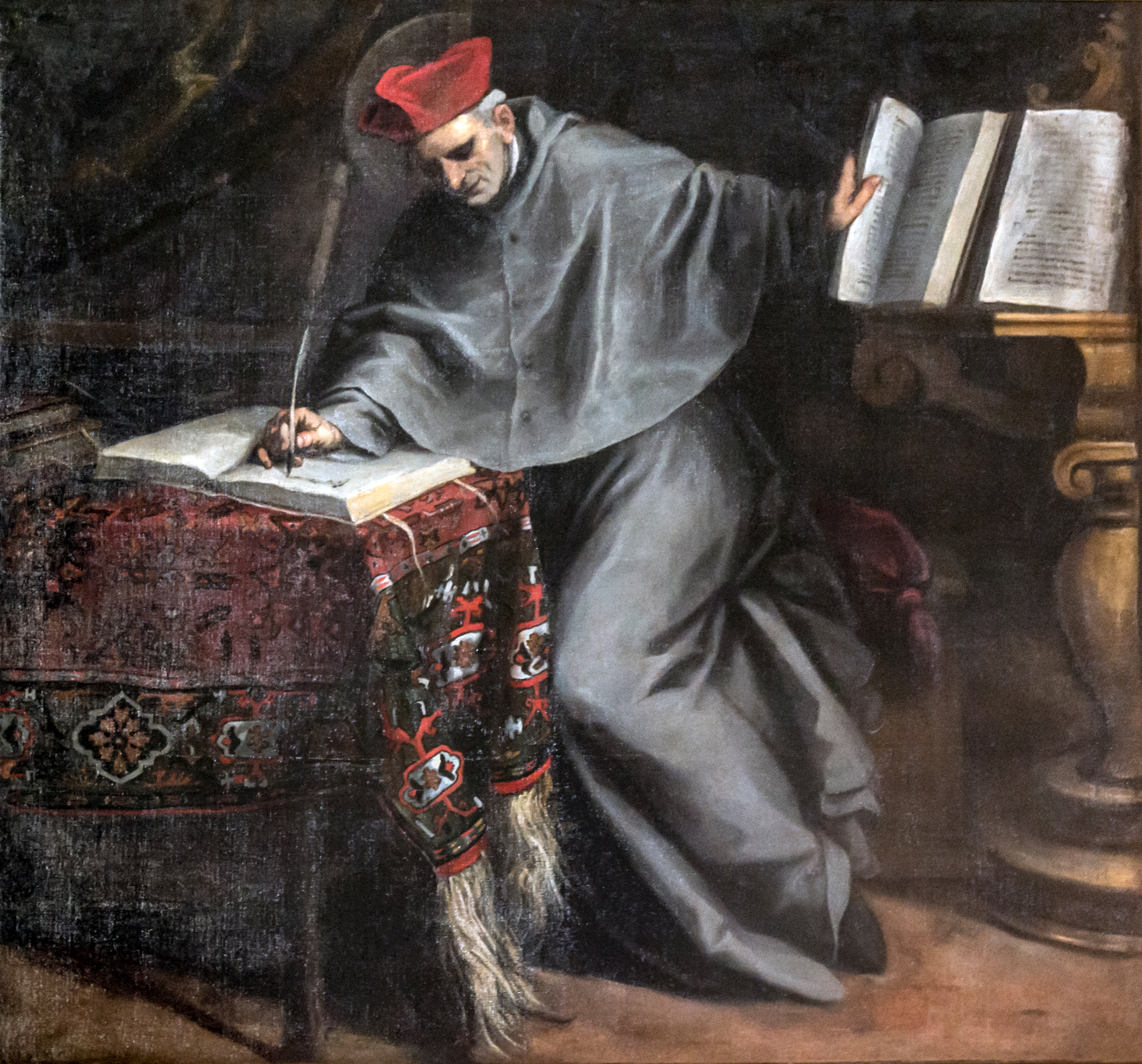
saint Bonaventure en étude
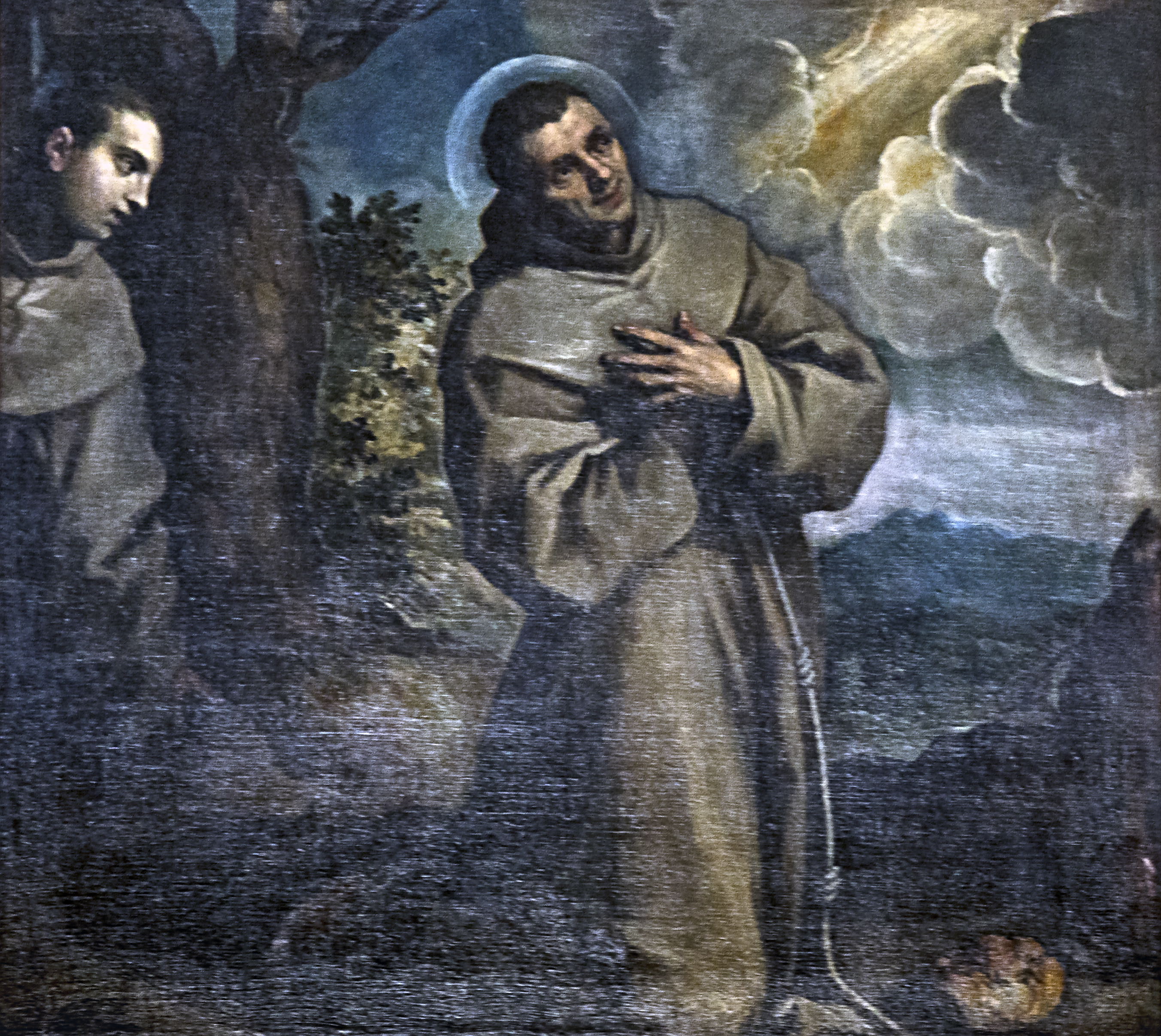
L'extase de Diego d'Alcalá
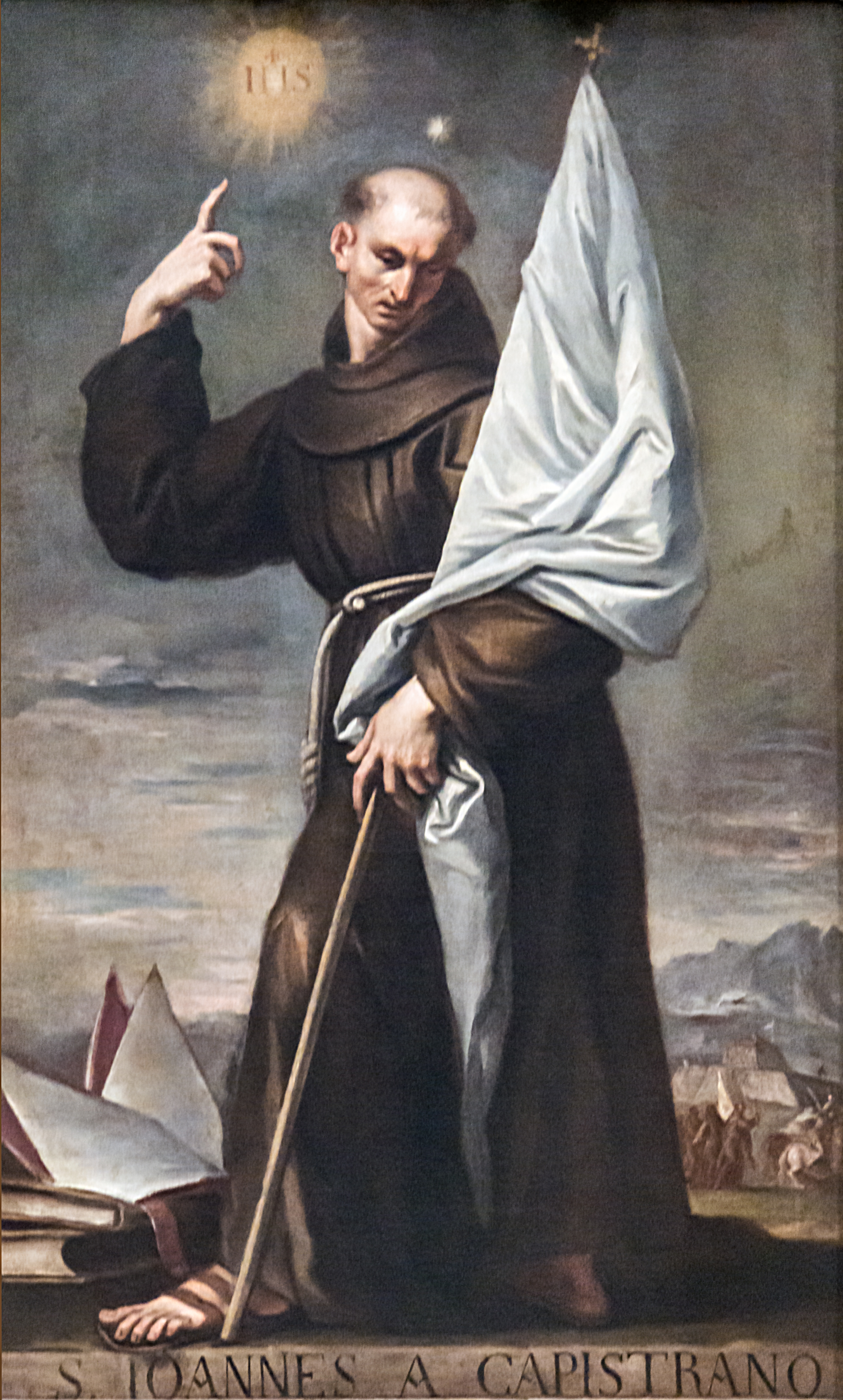
Jean de Capistran par Nicola Grassi
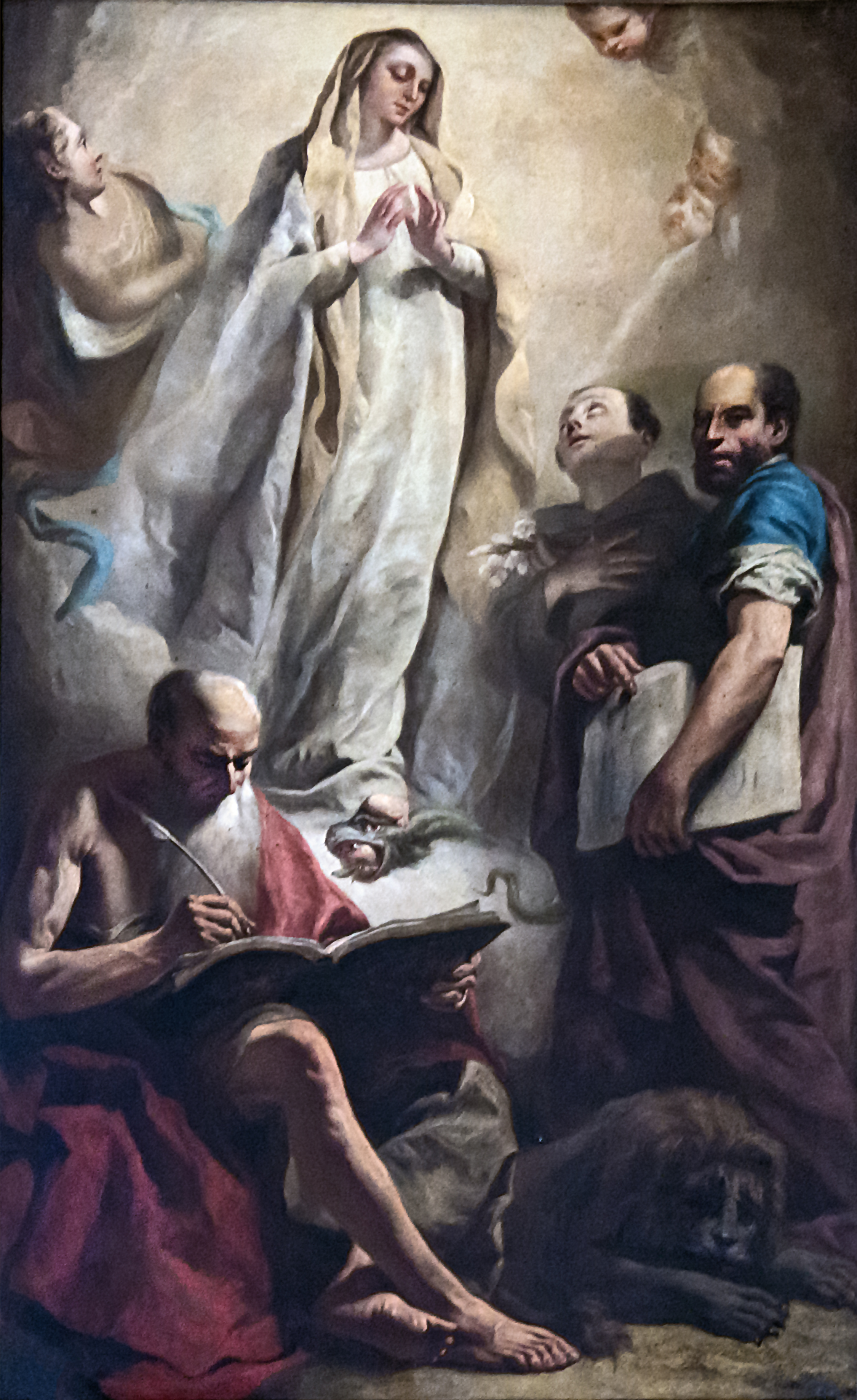
L'immaculée et les saints (1760)
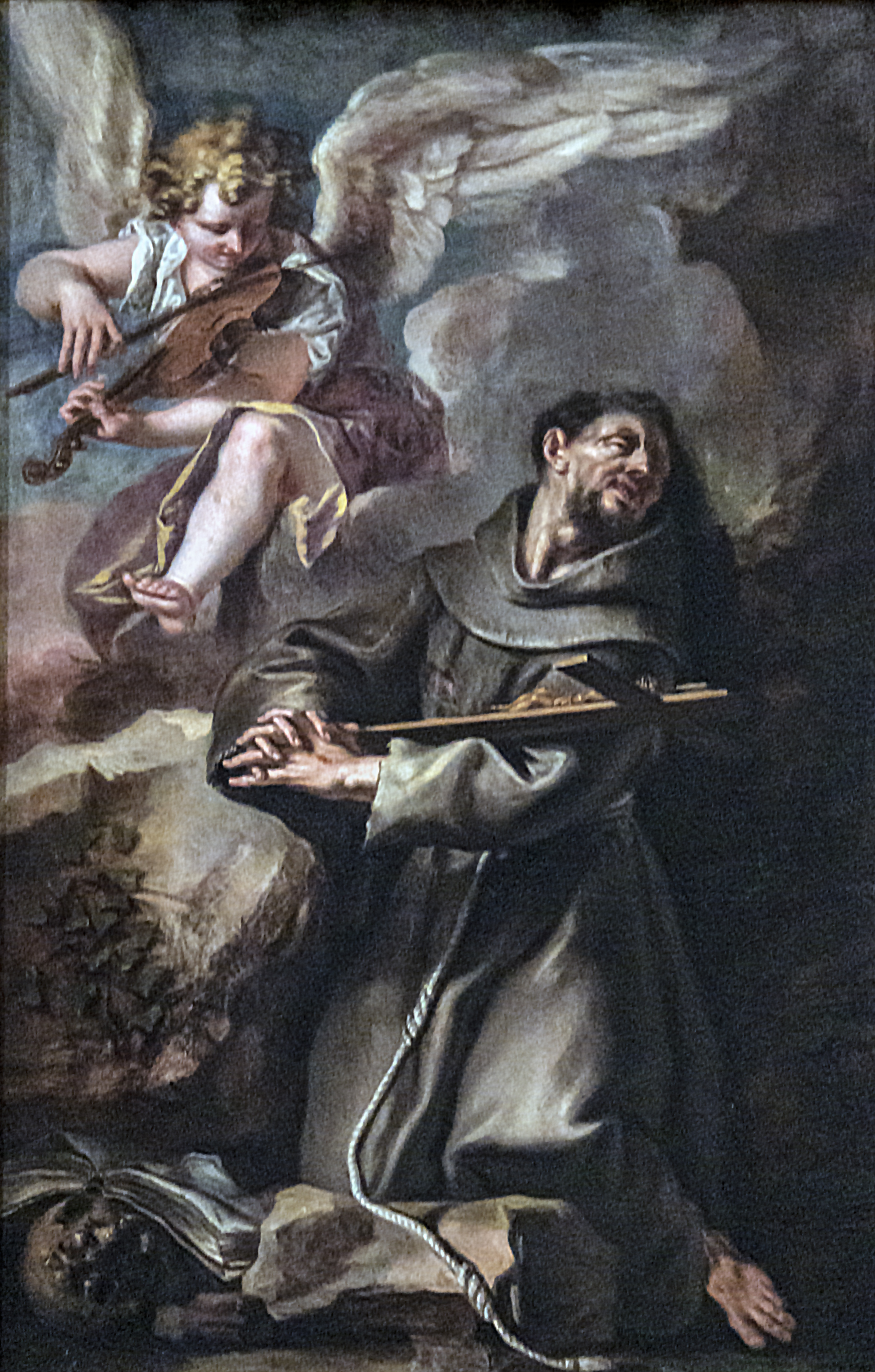
Saint François réconforté par l'ange
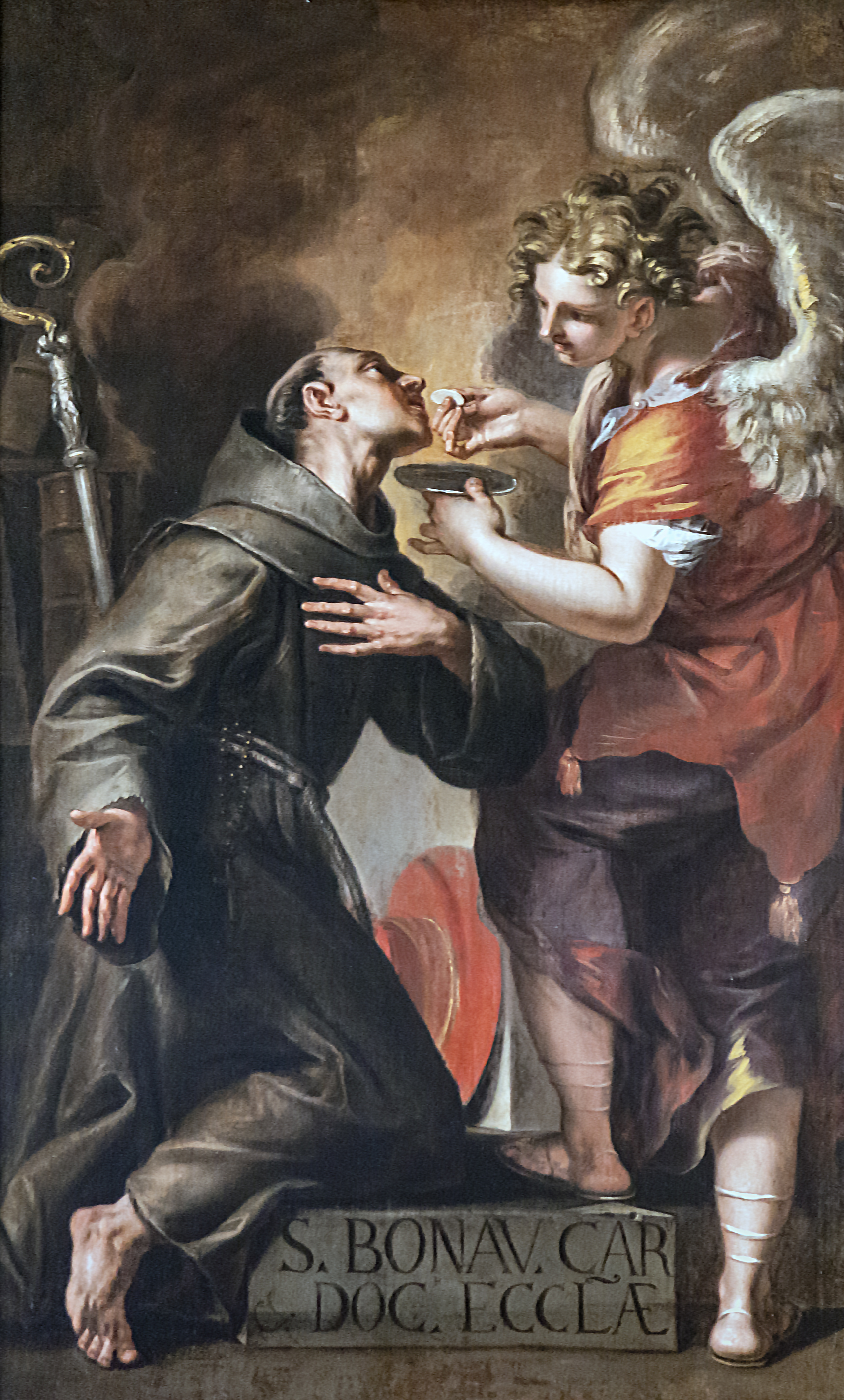
La Communion de saint Bonaventure

La chapelle absidiale de gauche (chapelle Badoer Giustinian)
Dédiée à saint Jérôme, sa construction a été achevée en 1509 aux frais du noble vénitien Girolamo Badoer. Sa fille et unique héritière Agnesina est enterrée ici, en compagnie de son second mari, Girolamo Giustiniani (mort en 1532), d’où le nom usuel de la chapelle (Badoer-Giustinian).
- Mur de droite : en bas une inscription funéraire de 1690 ; au-dessus : des bas-reliefs du xve siècle : Deux évangélistes par Tullio Lombardo et Amedeo Lombardo suivent des Prophètes XVe siècle de Pietro Lombardo, au-dessus le cycle christologique par Pietro Lombardo.
- L’autel : le frontal montre le jugement dernier, le retable un triptyque de marbre saint Jérôme et quatre Saints, avec pilastres séparent les arcs, les frises et les frontons, par la famille Lombardo.
- Mur de gauche : en bas : inscription funéraire de 1688 ; au-dessus, deux Prophètes ; puis deux Évangélistes, le cycle christologique tous par Pietro Lombardo.

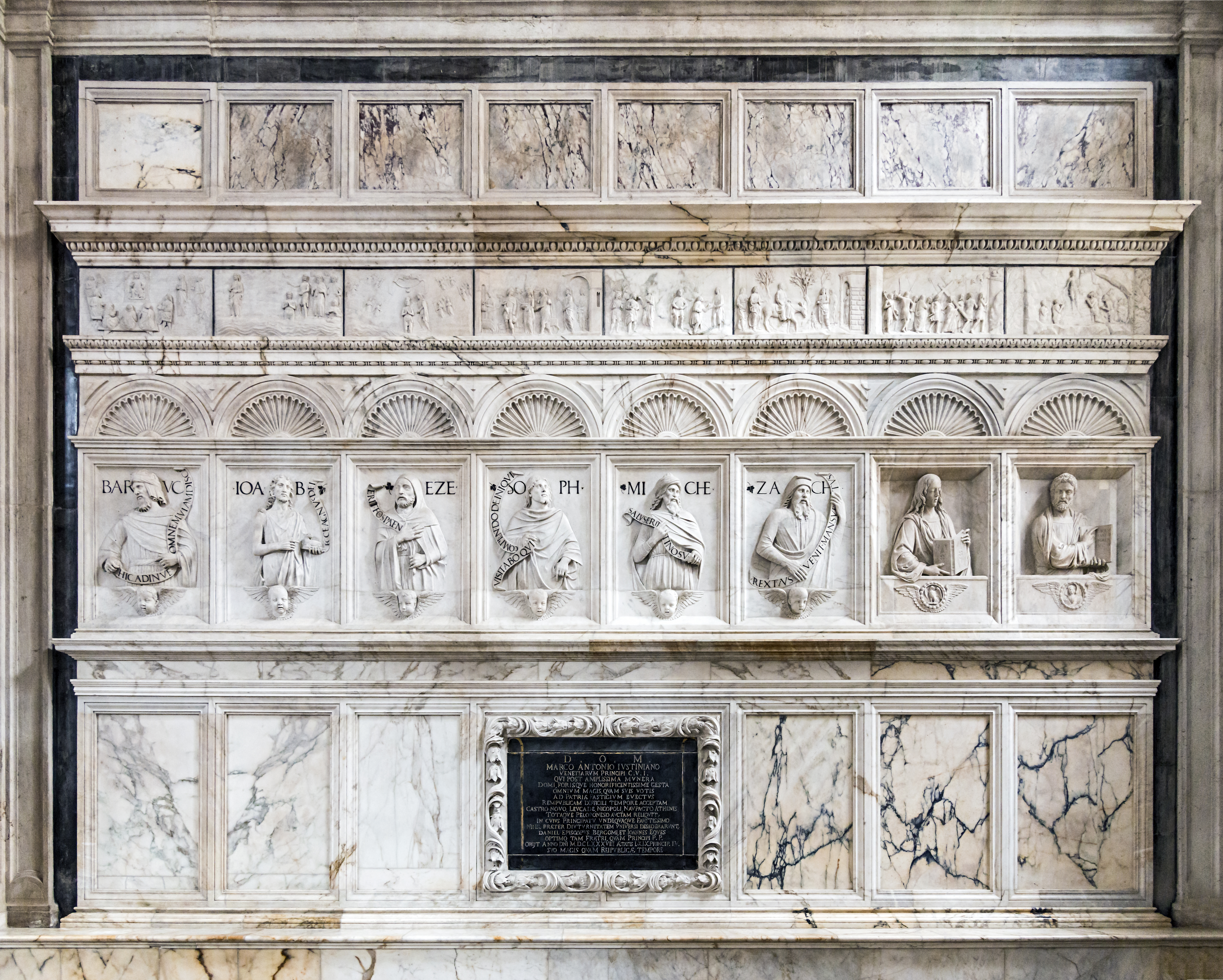
Le mur de gauche de la chapelle
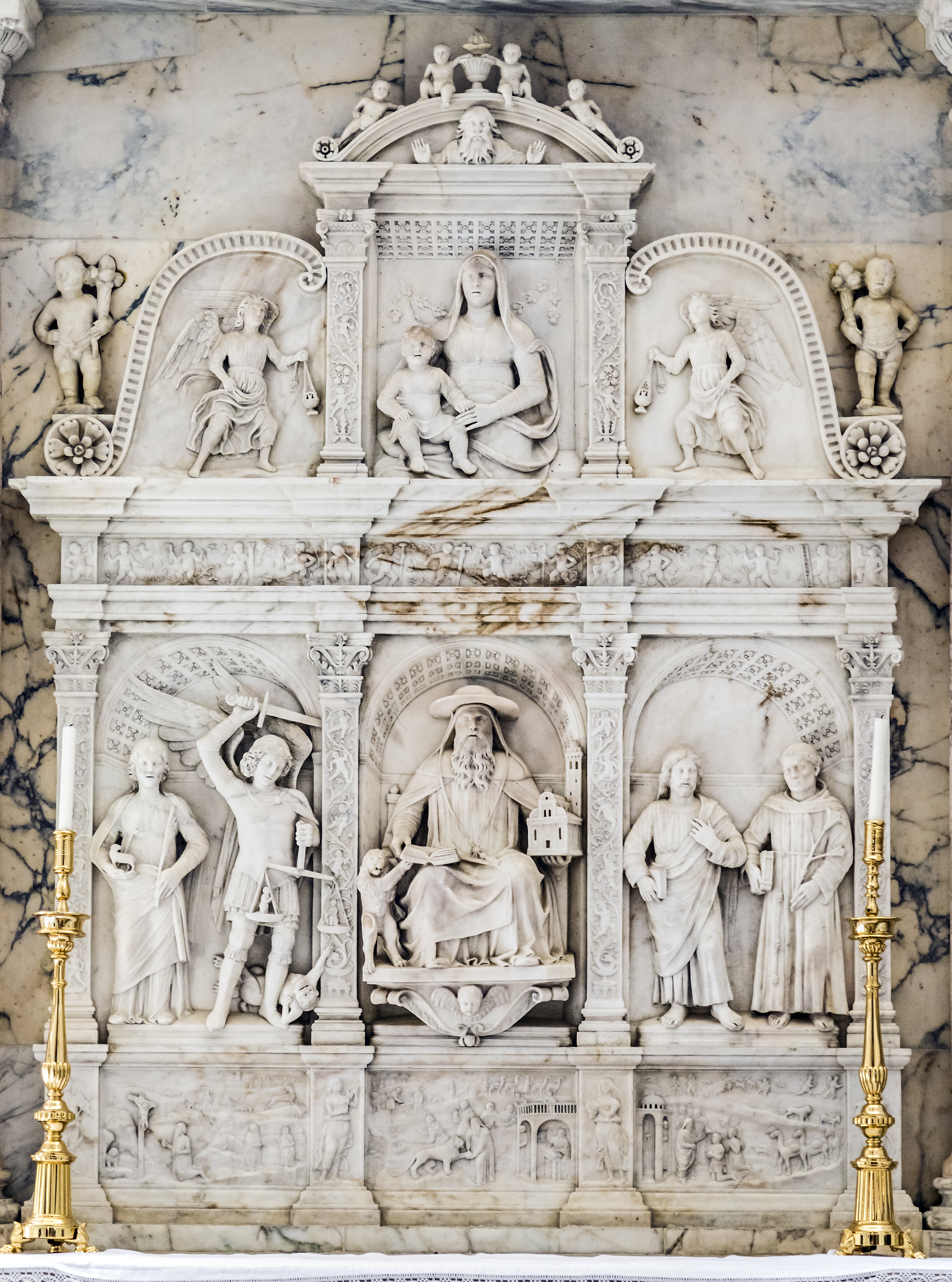
Le retable
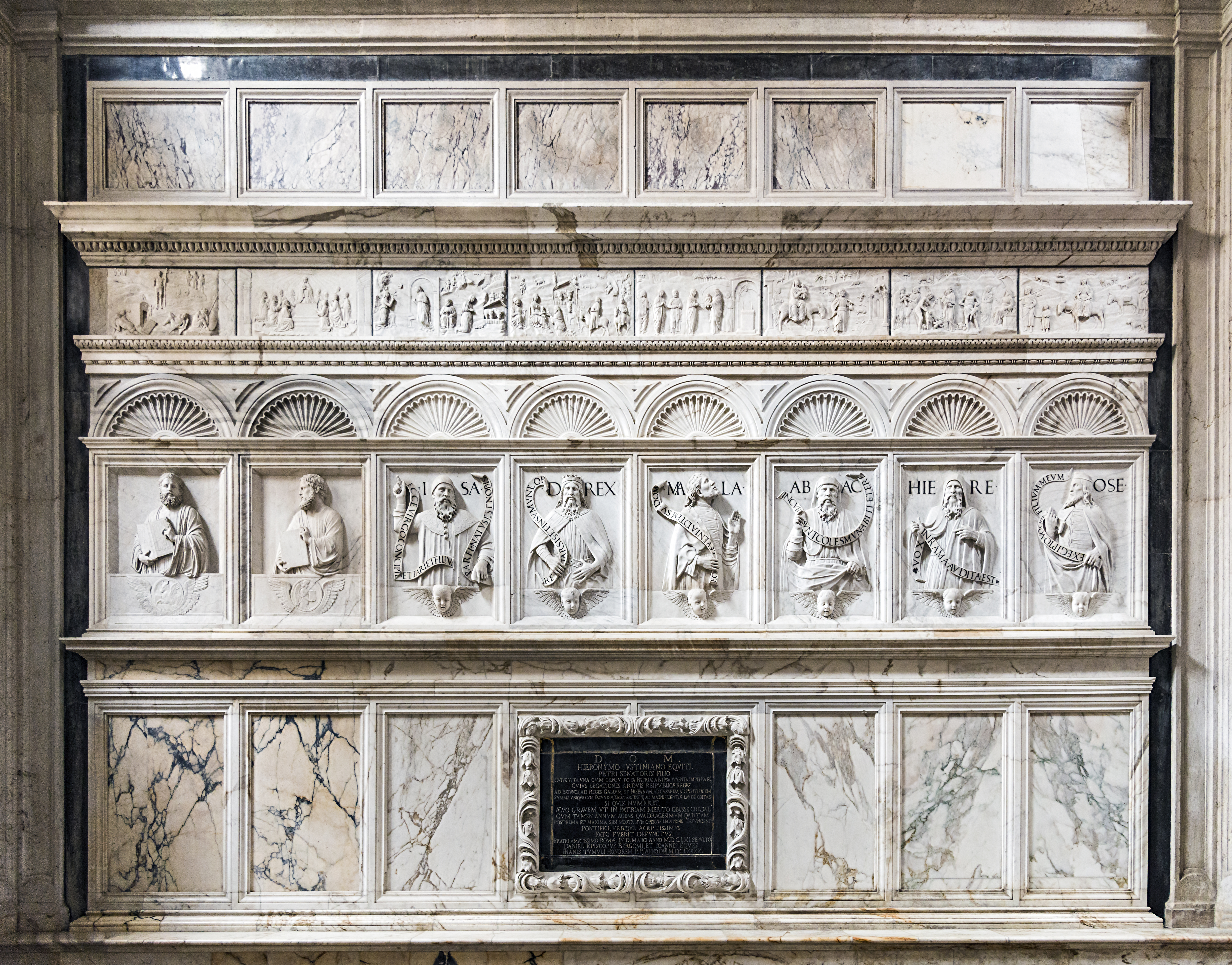
Le mur de droite

### Chœur
Le chœur est complexe avec un vestibule latéral de part et d'autre du chœur liturgique et un chœur des frères les deux sont séparés par le maître autel et une cloison. De chaque côté une chapelle absidiale.
- Sur la partie droite du vestibule un tableau de Palma le jeune : la flagellation, au-dessous une icône (tempera sur bois) œuvre anonyme de la fin du XIVe siècle : Madonna dell’Umiltà.
- Sur le mur de gauche le monument funéraire et l'épitaphe du doge Andrea Gritti (mort en 1538), œuvre de l'école palladienne du milieu du XVIe siècle. Sur le mur de droite le monument du sénateur Tridiano Gritti mort en 1474.
- Le maître autel: La conception et les sculptures sont attribuées à Girolamo Campagna dans la seconde moitié du XVIe. Initialement les deux groupes de quatre colonnes en bois contenaient les statues de François d’Assise et d’Antoine de Padoue. Le centre a la particularité de ne pas avoir de retable mais une croix. En 1649 Baldassare Longhena a été chargé de modifier l’autel. Au-dessus des huit colonnes corinthiennes il a mis en place une corniche dans le style baroque. Dans la seconde moitié du XIXe siècle, un grand tabernacle provenant de l'église en ruines de Santa Lucie a été mis en place, les statues de saint François et saint Antoine ont été enlevées de l’autel et excentrées sur les portes latérales du chœur des frères. En 1939 le tabernacle jugé trop ostentatoire pour l’idéal franciscain a été changé. Le fronton de l'arc de triomphe: Père éternel, sur les côtés: l'Annonciation en bois peint (deuxième moitié du XVIe siècle), sont attribués à Girolamo Campagna.

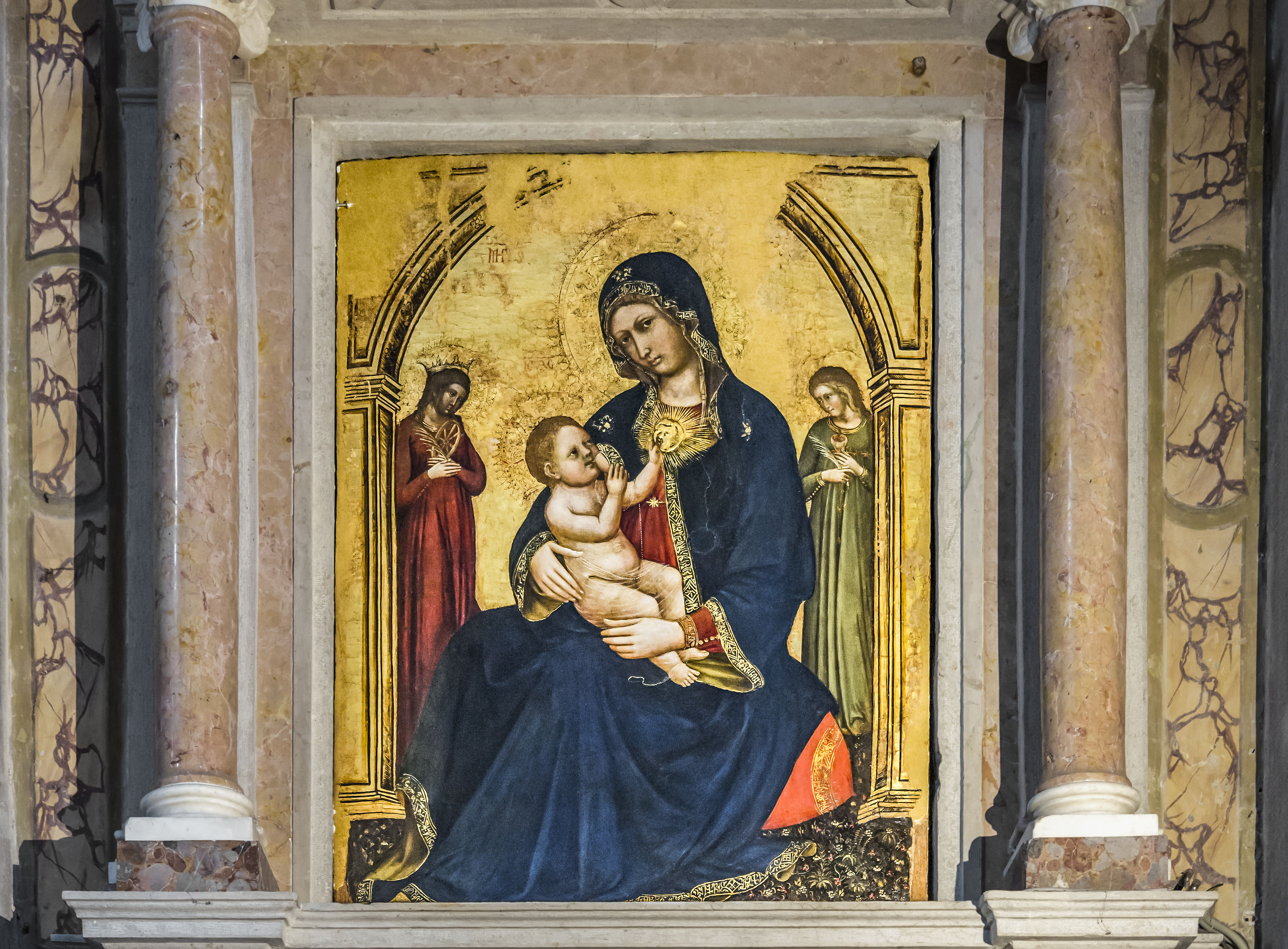
Madonna dell’Umiltà
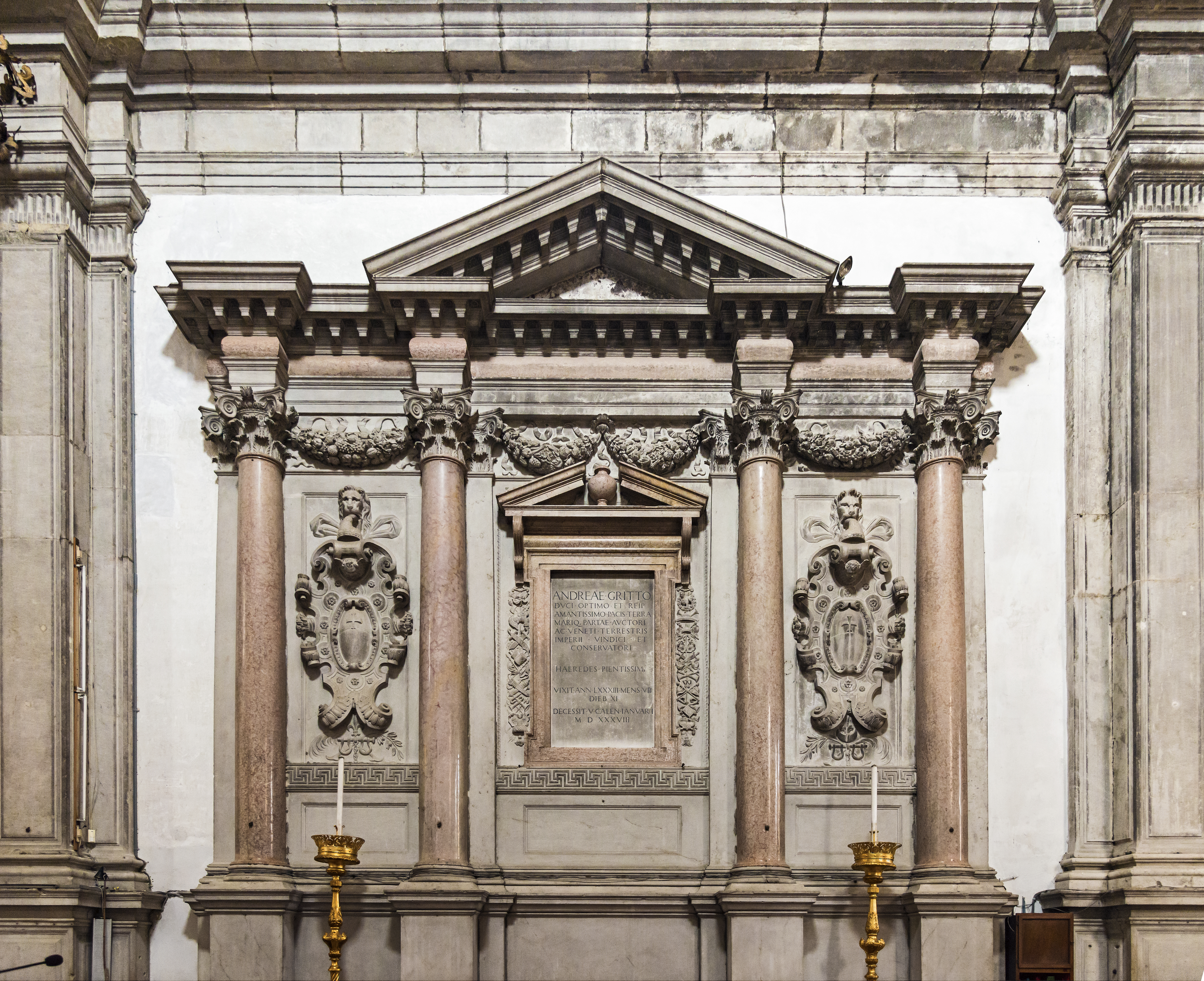
Monument du Doge Andrea Gritti
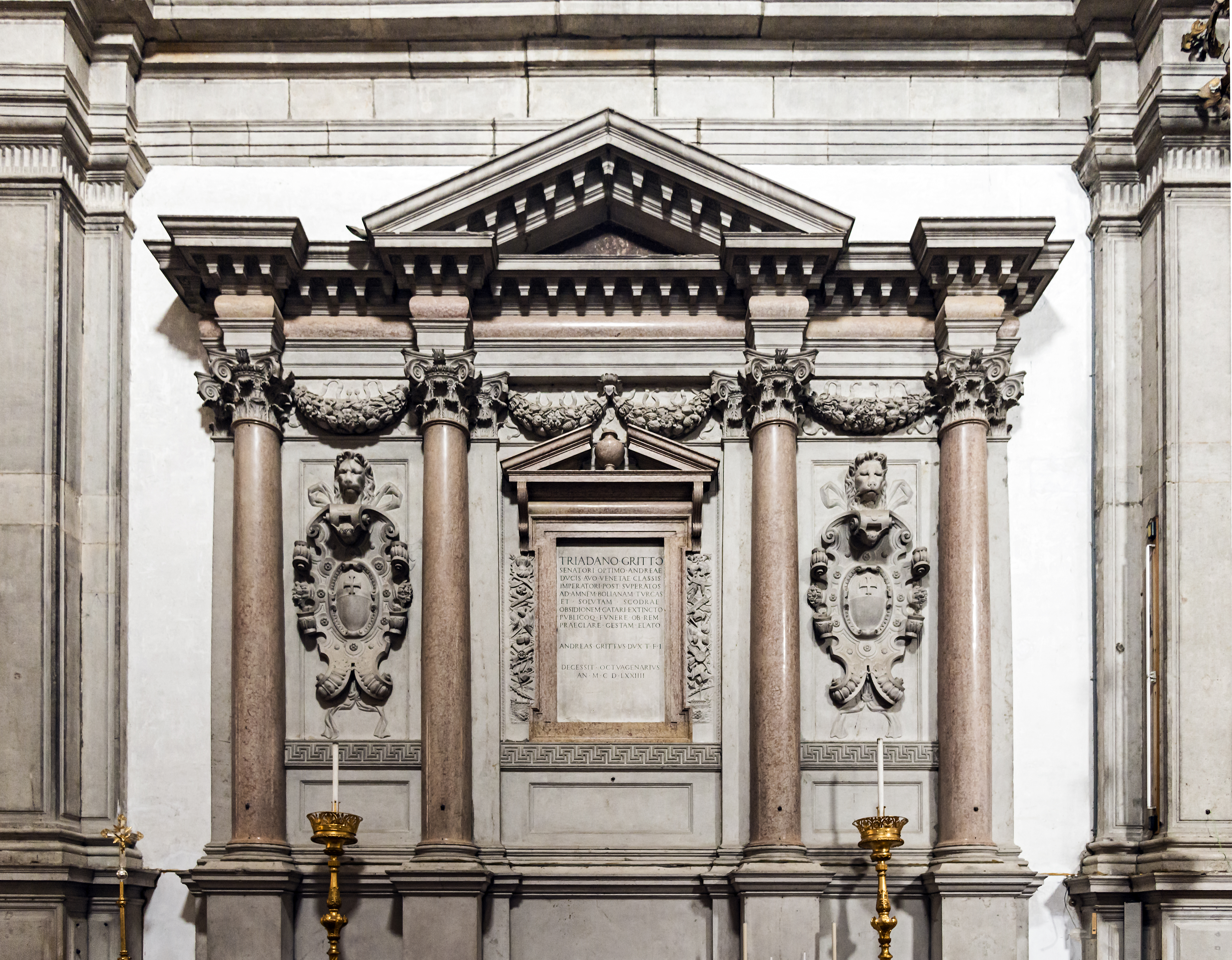
Monument du sénateur Tradiano Gritti
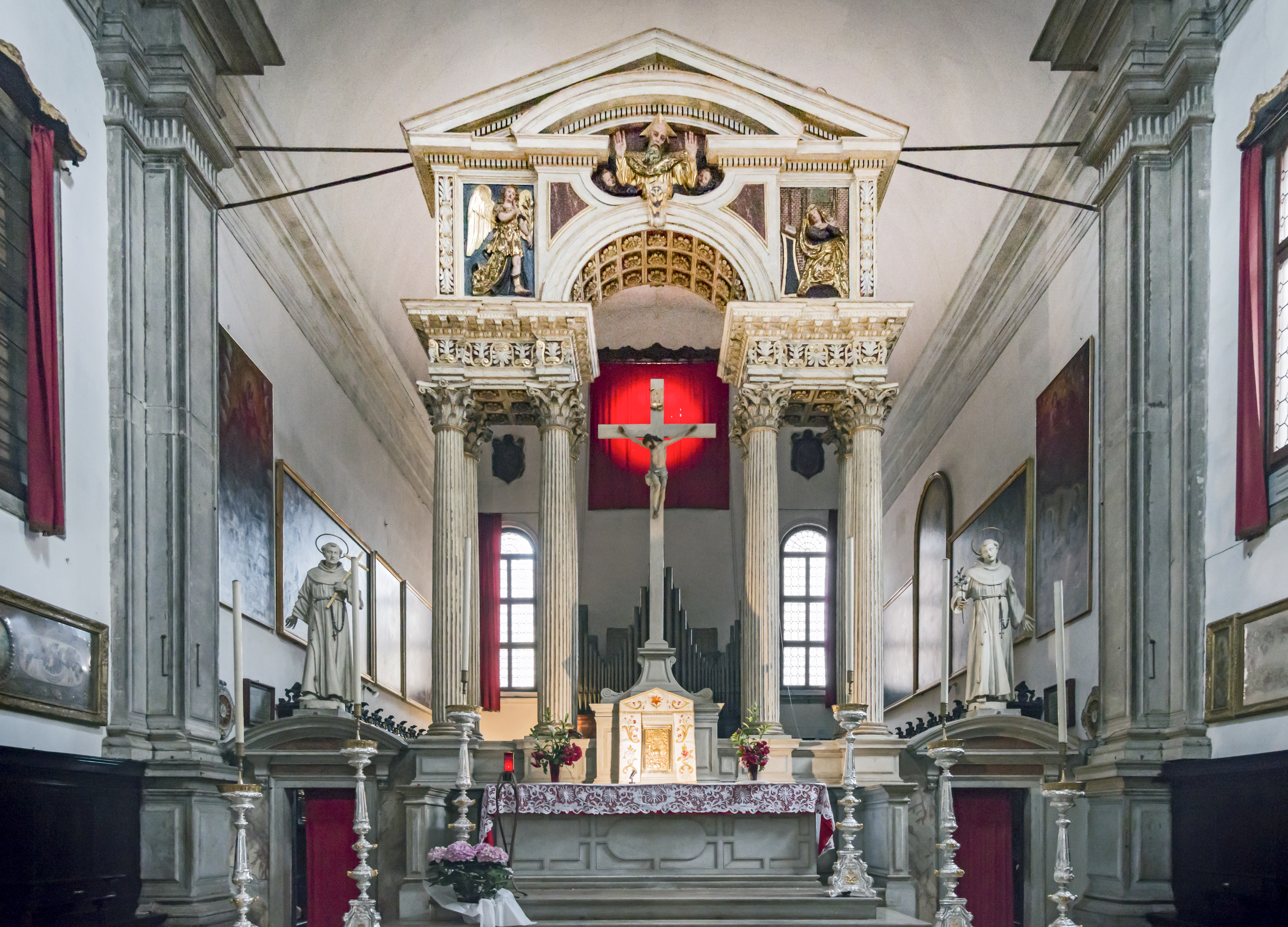
Le maître autel
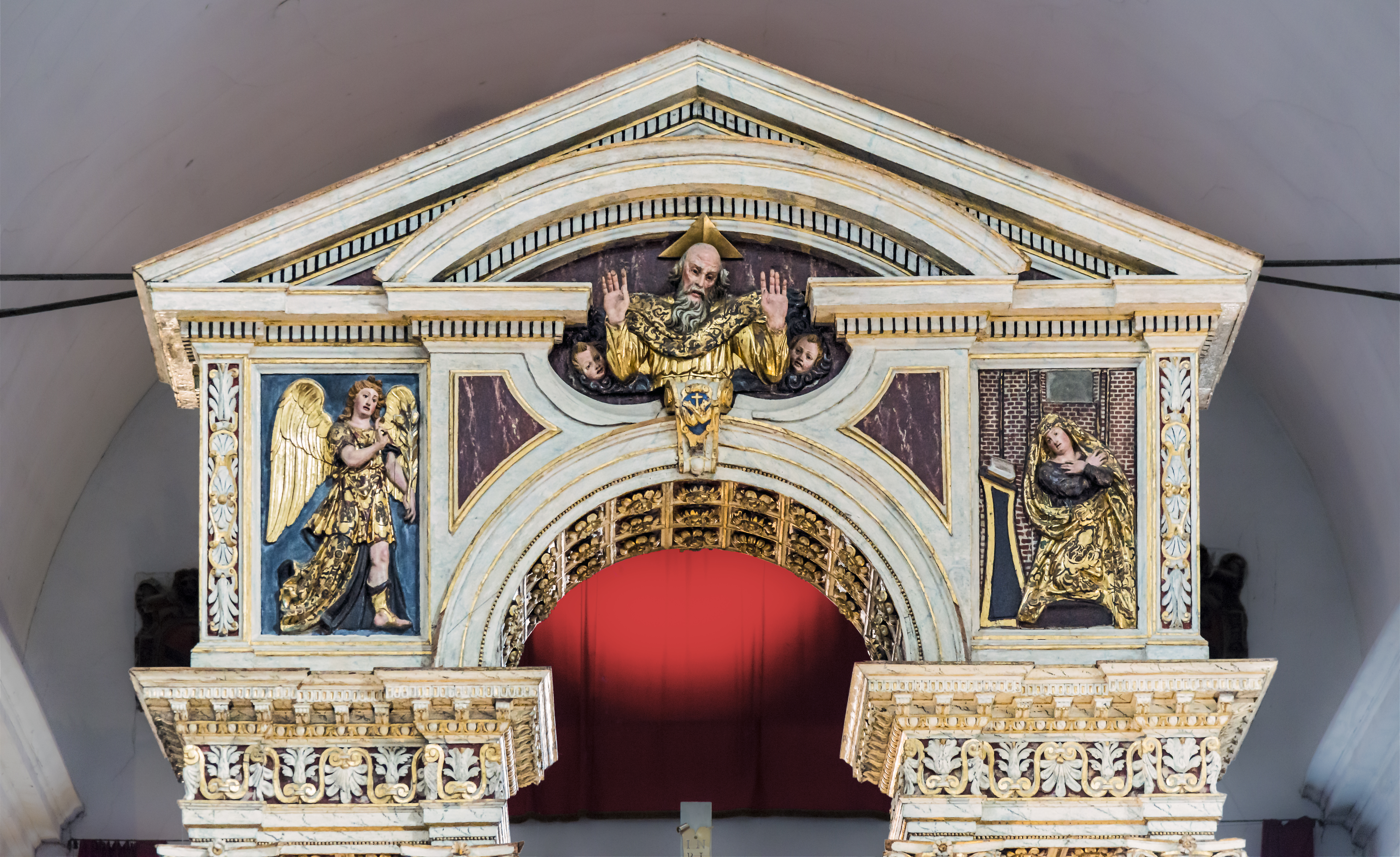
Fronton du maître autel par Girolamo Campagna
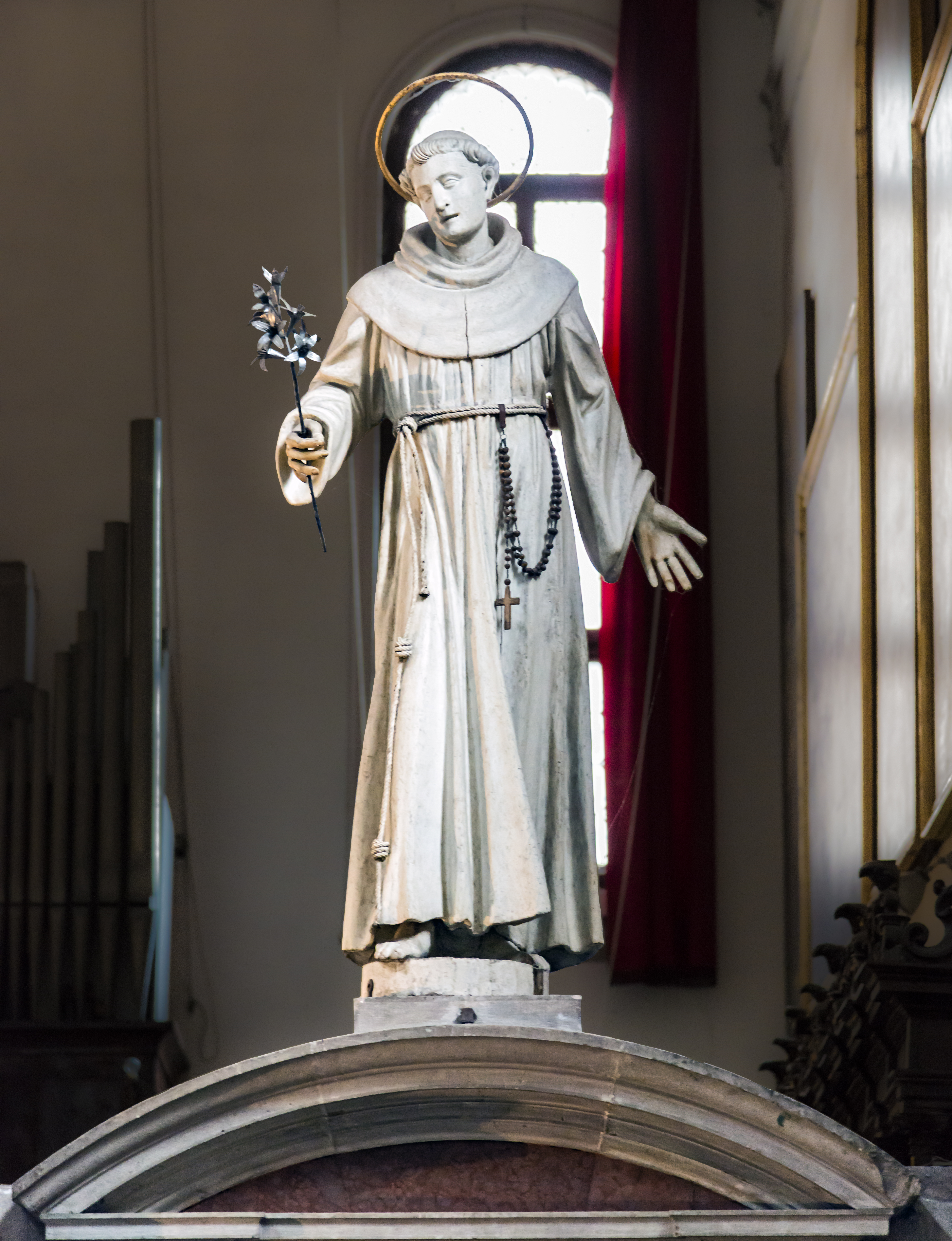
Antoine de Padoue par Girolamo Campagna
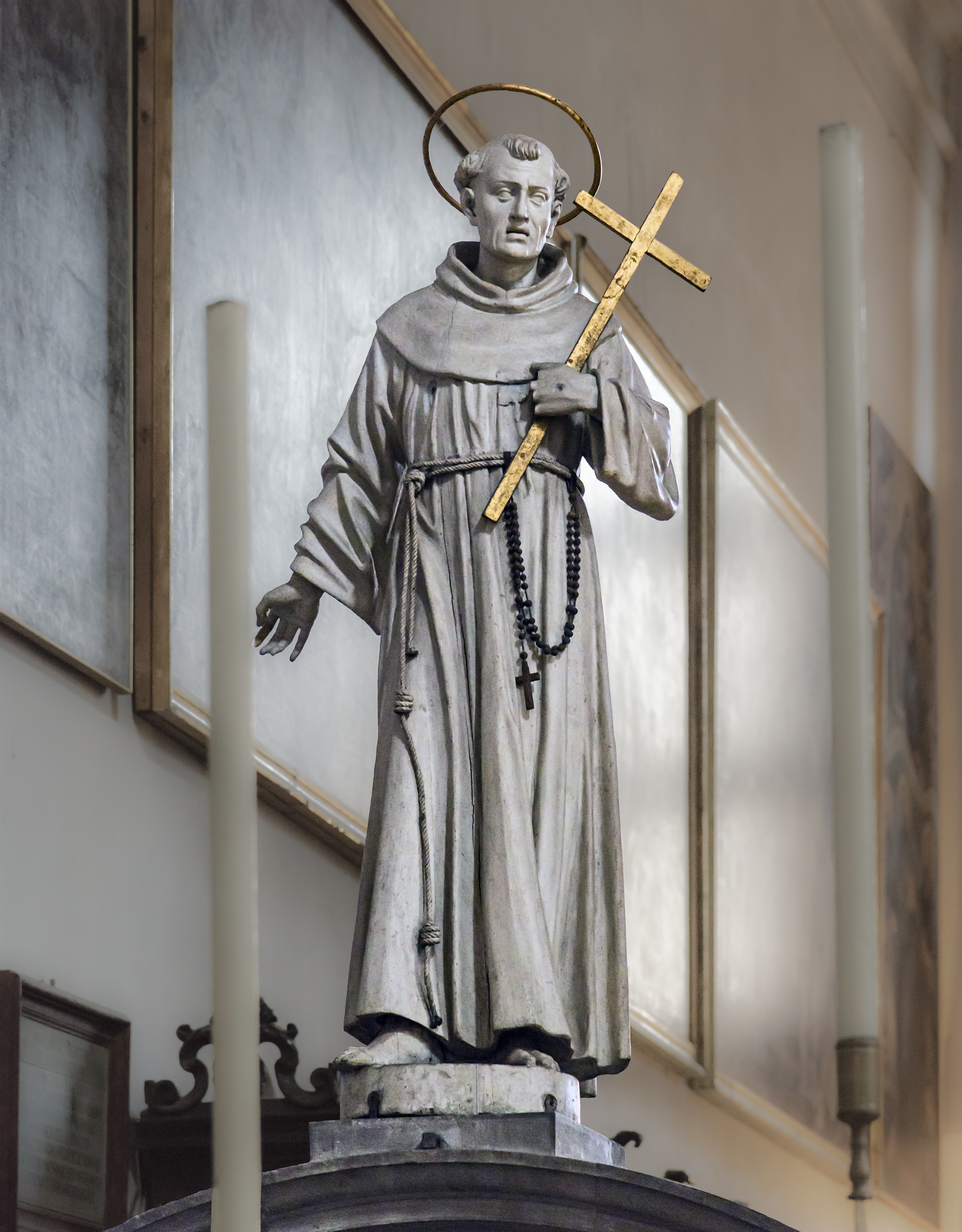
François d'Assise par Girolamo Campagna

### Bras droit du transept
La Chapelle Giustinian dei Vescovi
La chapelle absidial de droit; elle est sous le patronage de Pierre d'Alcántara. Elle a été financée et dédiée à la famille Giustinian “dei vescovi” (des évêques) du fait que cette branche de la famille comptait dans ces rangs un bon nombre de prélats.
La voûte est décorée de stuc du XVIIIe siècle, avec un médaillon centrale Saint-Pierre d'Alcantara en Gloire (1765) Francesco Fontebasso. De part et d’autre des stalles du XVIIIe siècle ; Au-dessus des tableaux avec gypseries.
Sur le mur de droite: La mort de Pierre d'Alcántara (1765) Francesco Fontebasso, La Pénitence et la méditation (1789) par Francesco Maggiotto, Pierre d'Alcántara et la reine d’Espagne, (1765) Francesco Fontebasso.
L’autel : le tableau du retable représente François d’Assise recevant l’enfant Jésus de la Vierge début du XVIIe siècle par Sante Peranda.
Sur le mur de gauche : L’extase de saint Pierre(1765) Francesco Fontebasso, Les vertus théologales (1785) par Jacopo Marieschi, Pierre d'Alcántara montre à Françoise d’Avila la voie du paradis (1765) Francesco Fontebasso

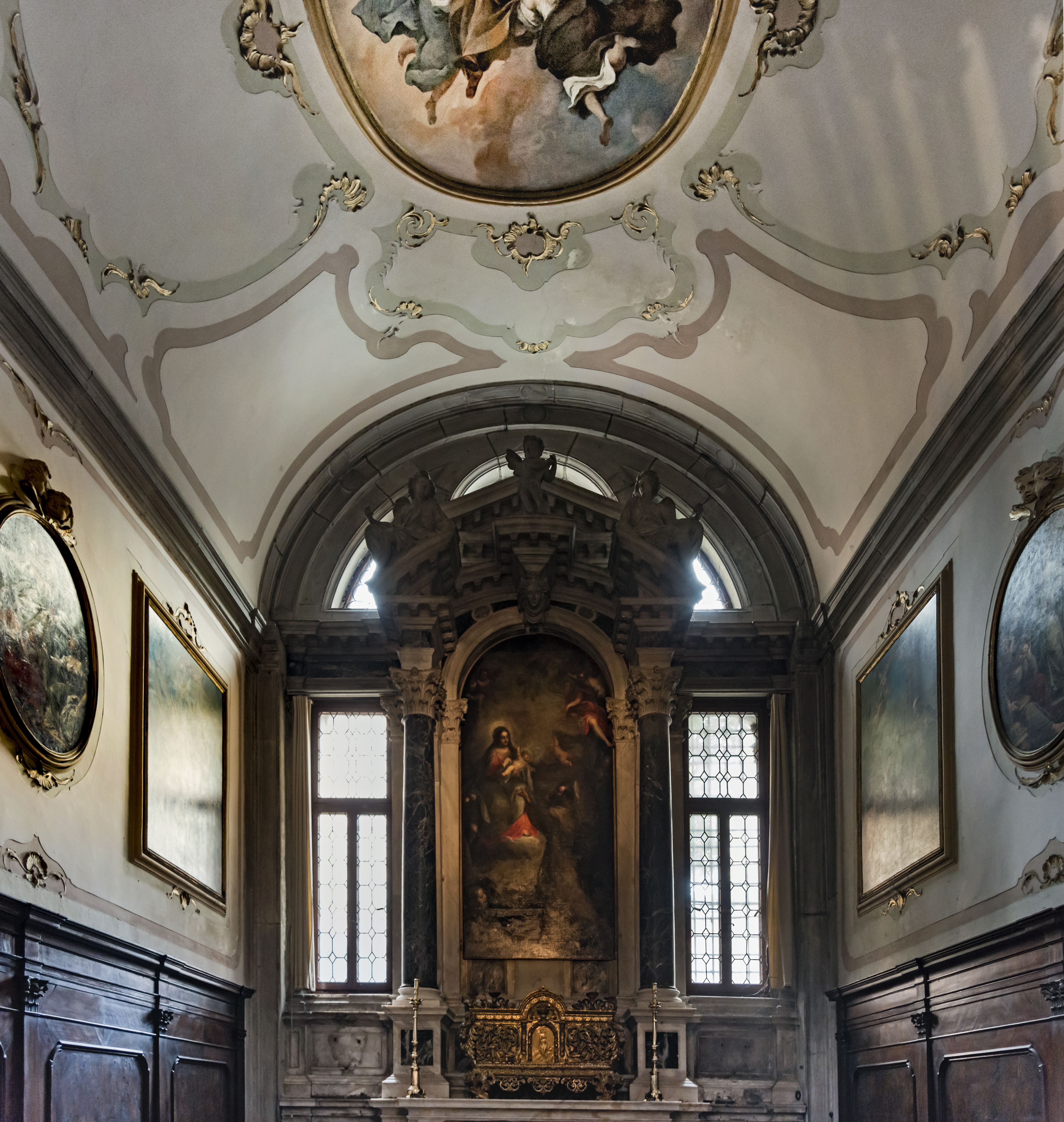
La chapelle Giustinian dei Vescovi
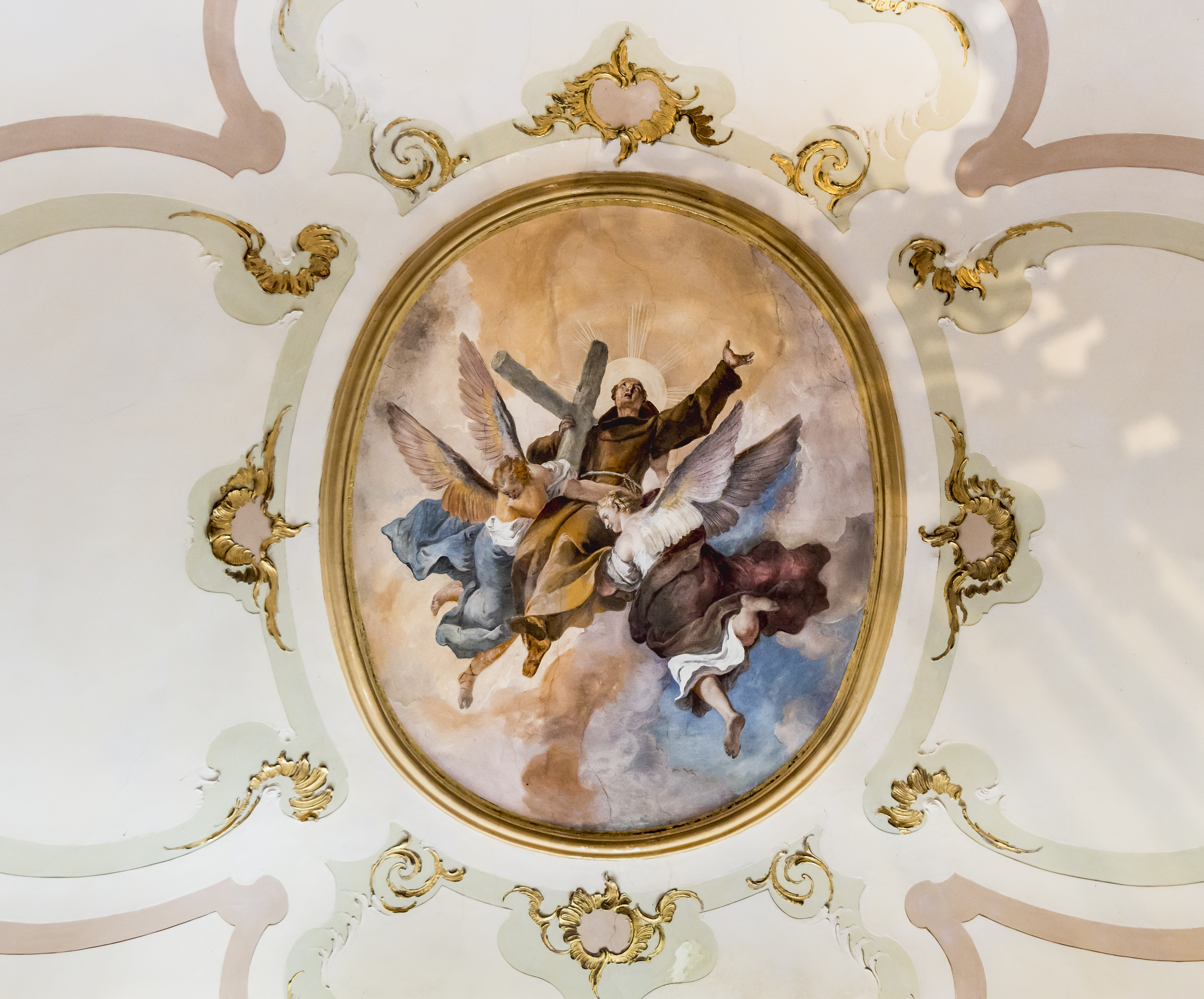
Saint-Pierre d'Alcantara en Gloire Francesco Fontebasso
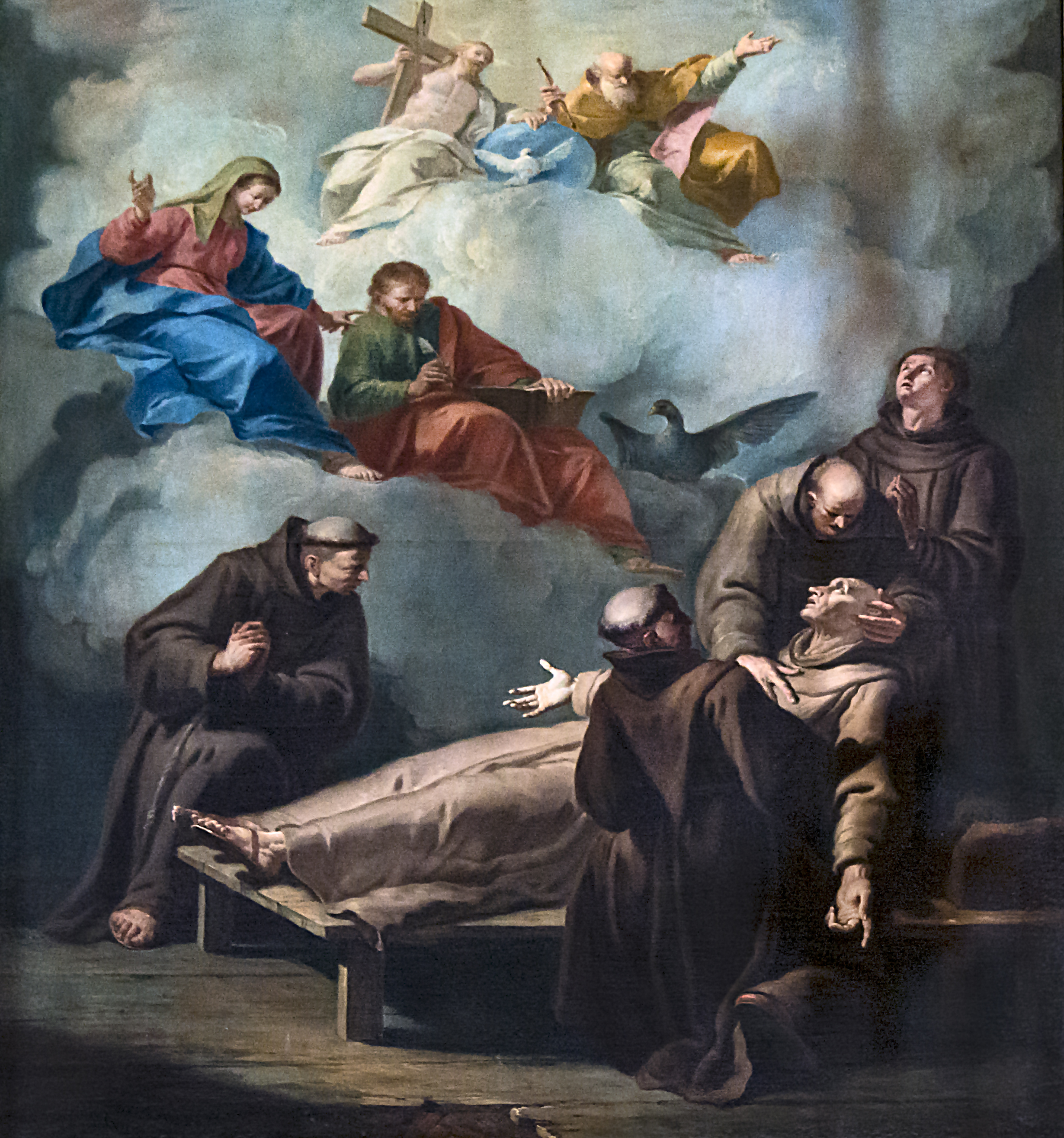
La mort de Pierre d'Alcántara
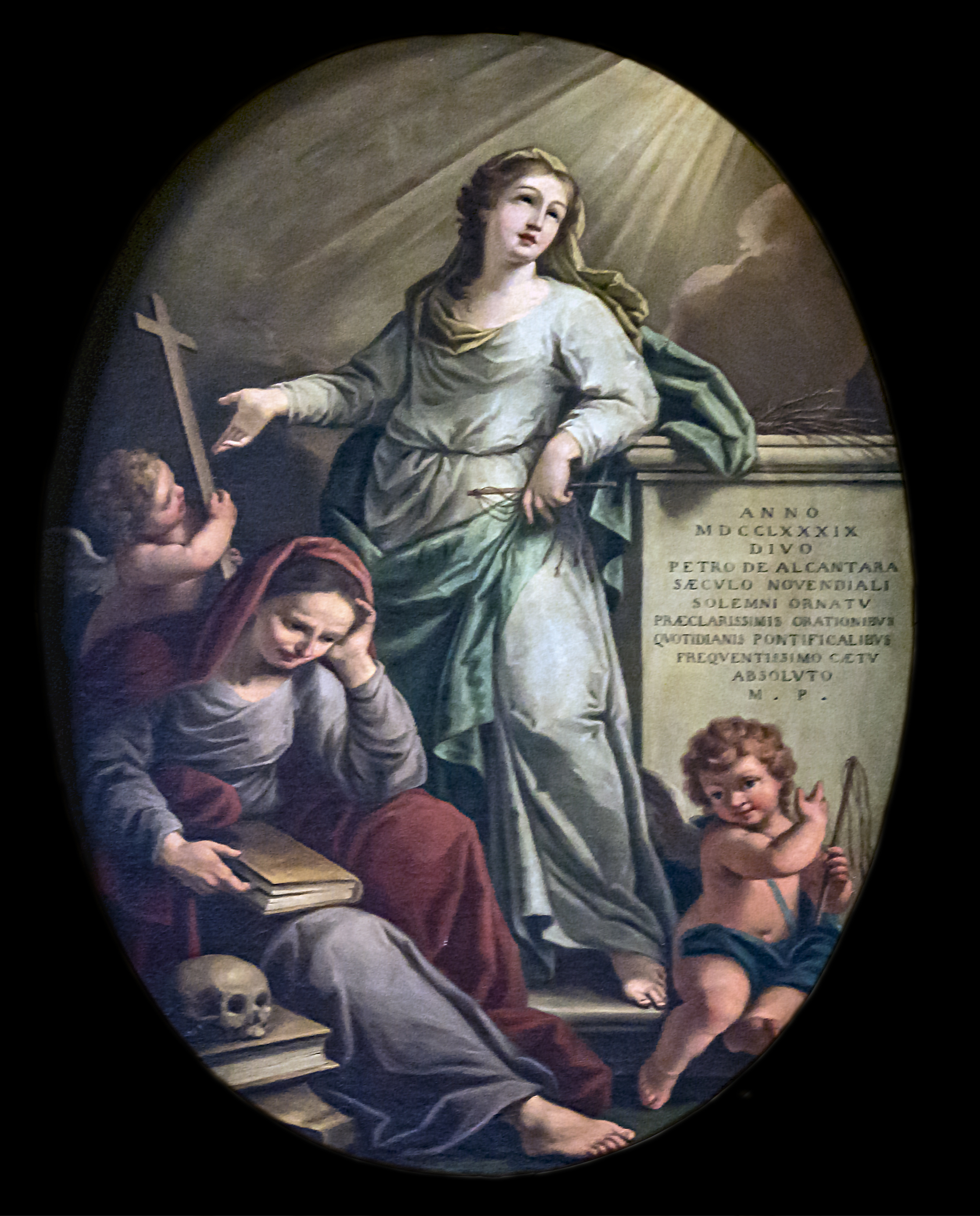
La Pénitence et la méditation
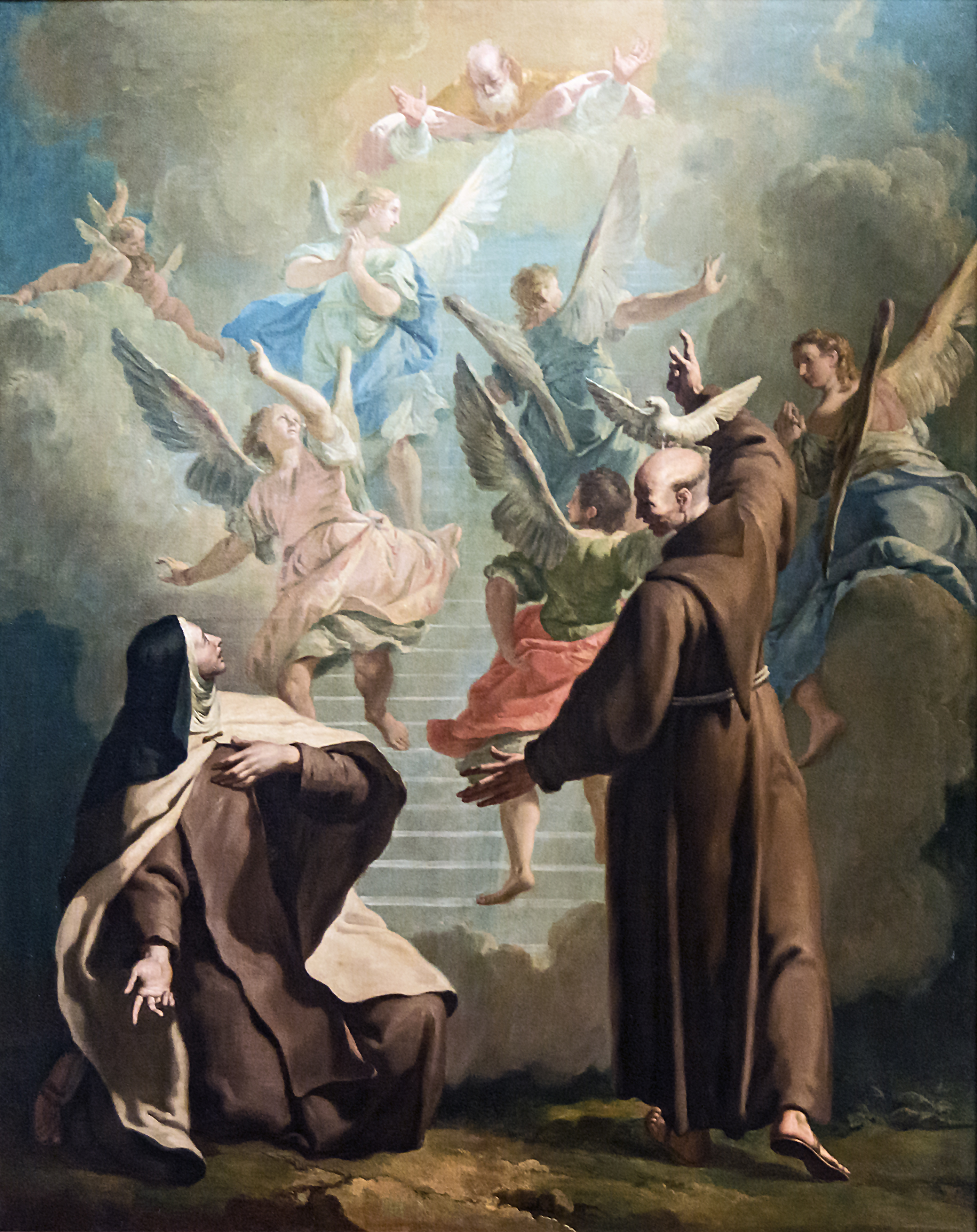
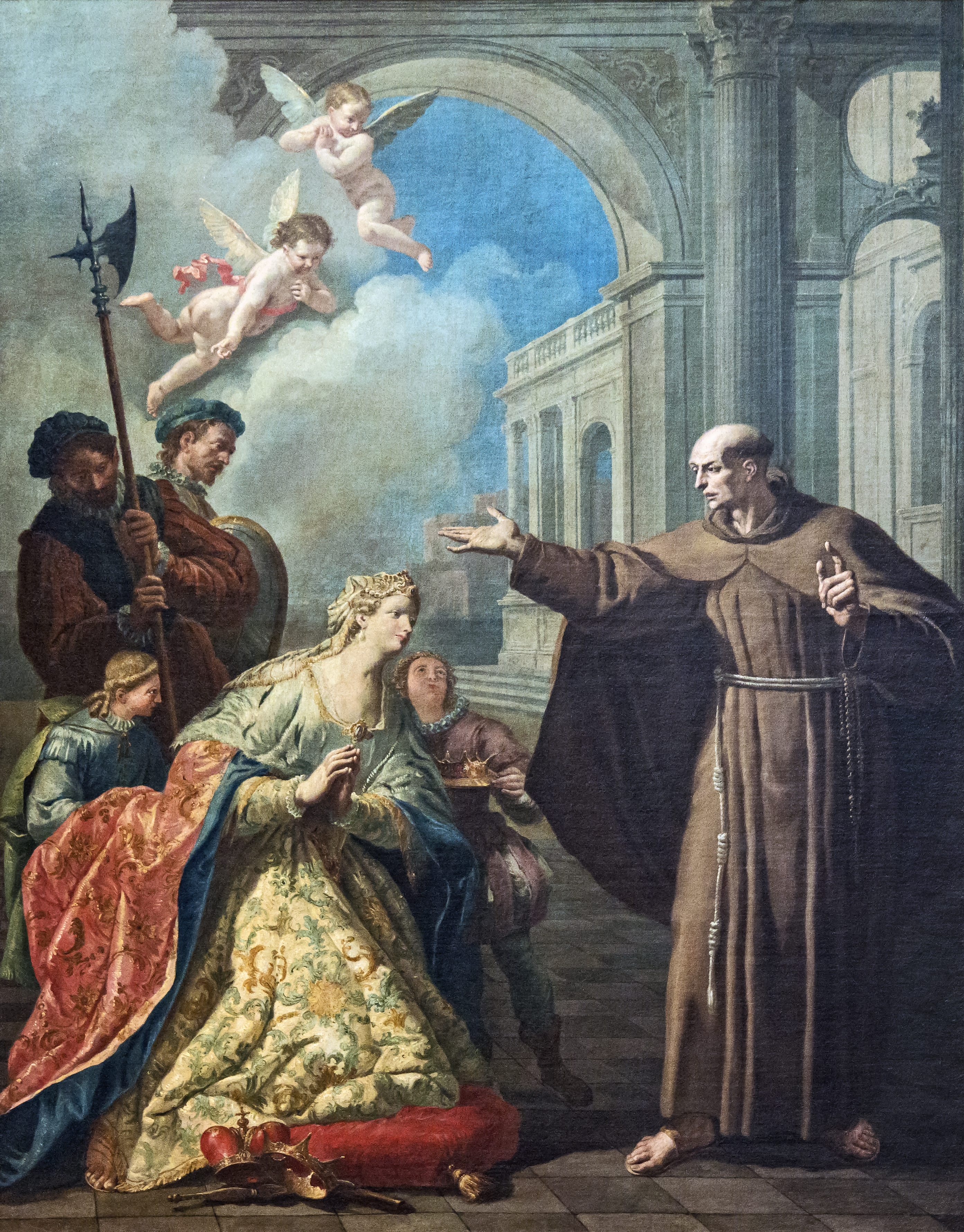
Pierre d'Alcántara et la reine d’Espagne
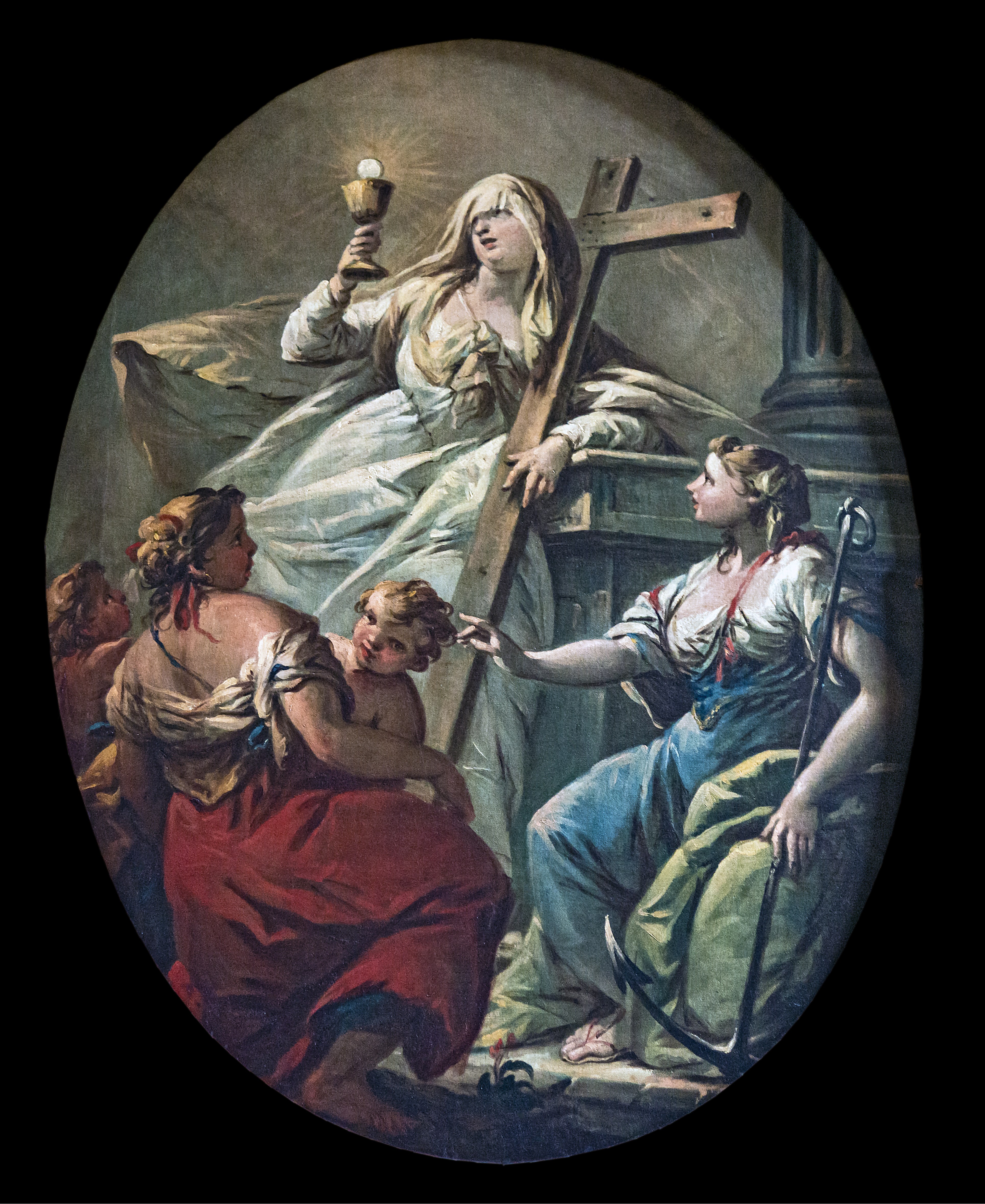
Les vertus théologales
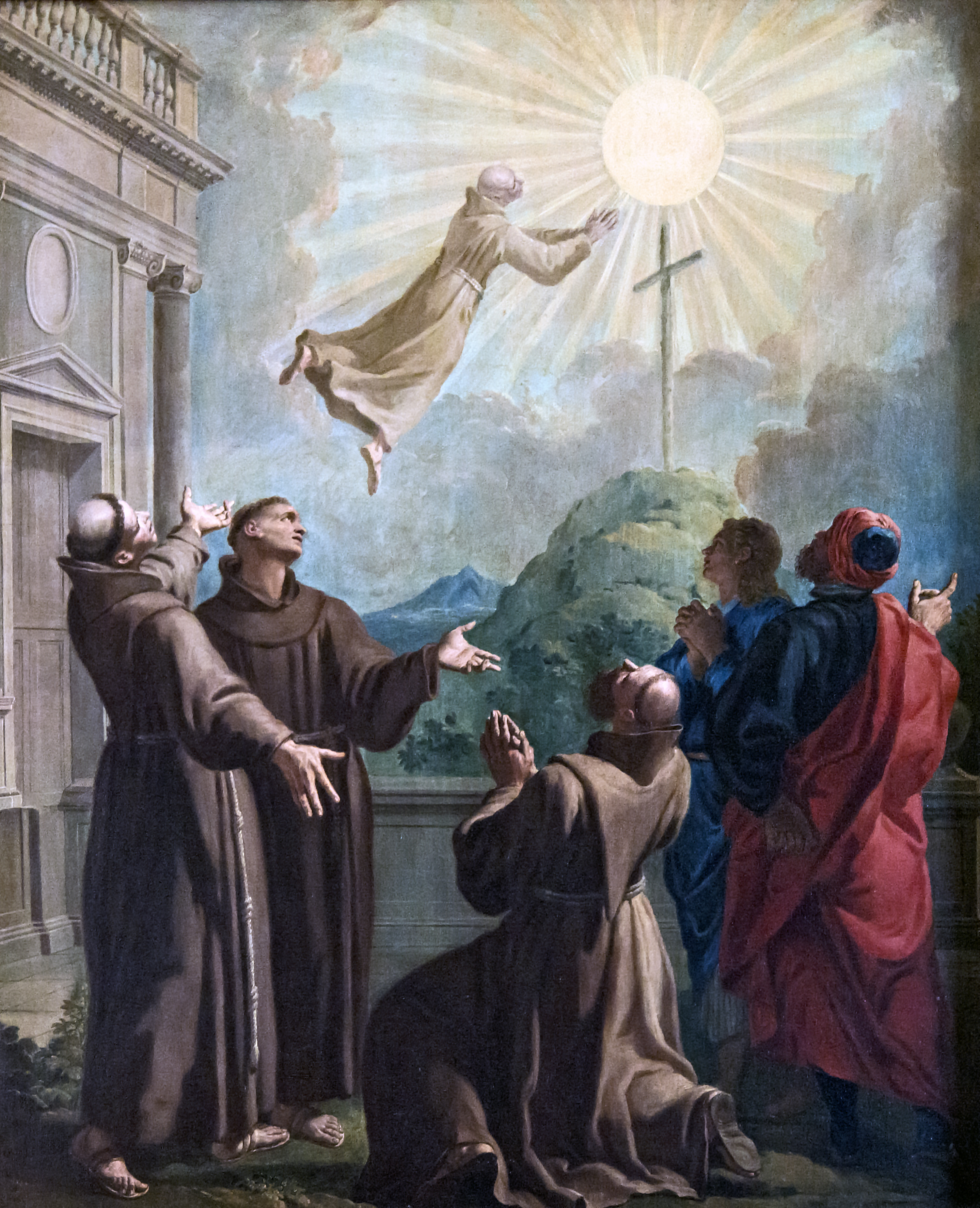
L’extase de saint Pierre

Mur du fond du transept droit
La porte, dit De la Terre Sainte, est souvent attribué à Sansovino, mais est plus probablement du Bergamasque G. de’ Grigi. C'est également le monument dédié à la mémoire du capitaine Domenico Trevisan, père de Marc-Antoine dose Trevisan.
Sur le mur à droite: peinture saint Augustin (fin du XVIe siècle), de l'école de J. Tintoretto (provenant de l'ancienne Scuola di San Francesco)
au-dessus du portail: un bas-relief Le Lion de sint Marc daté de 1535, attribué à G. de Gray; ci-dessous: inscription commémorative dédiée à Domenico Trevisan.
mur gauche: un tableau de Laurent de Rome (fin du XVIe siècle), l'école de J. Tintoretto (provenant de l'ancienne Scuola di San Francesco).
Sur l'autel du bras droit du transept, la Madone sur le trône adorant l'Enfant Jésus d'Antonio da Negroponte (vers 1470).

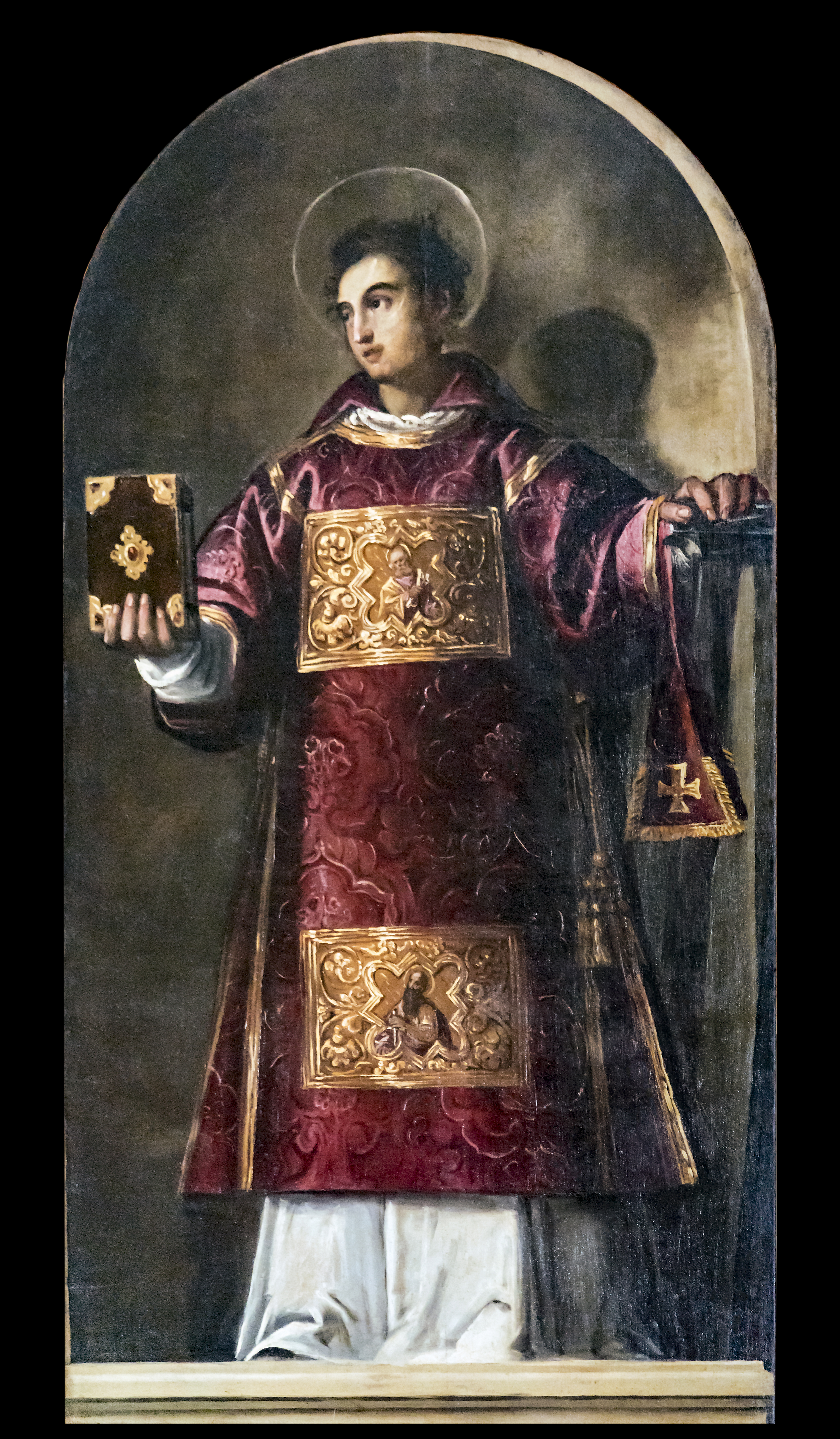
Laurent de Rome
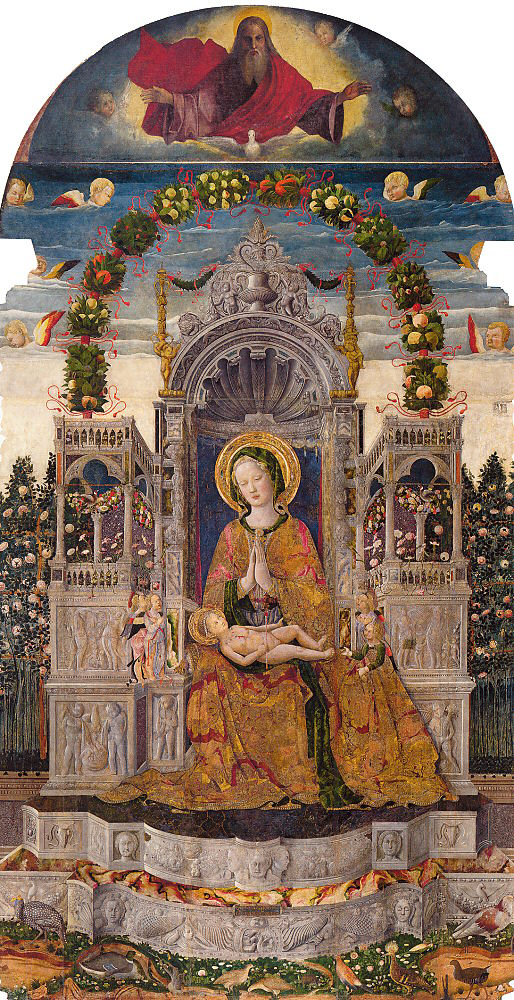
La Madone sur le trône adorant l'Enfant Jésus d'Antonio da Negroponte